# تظاهرات تشرين العراقية

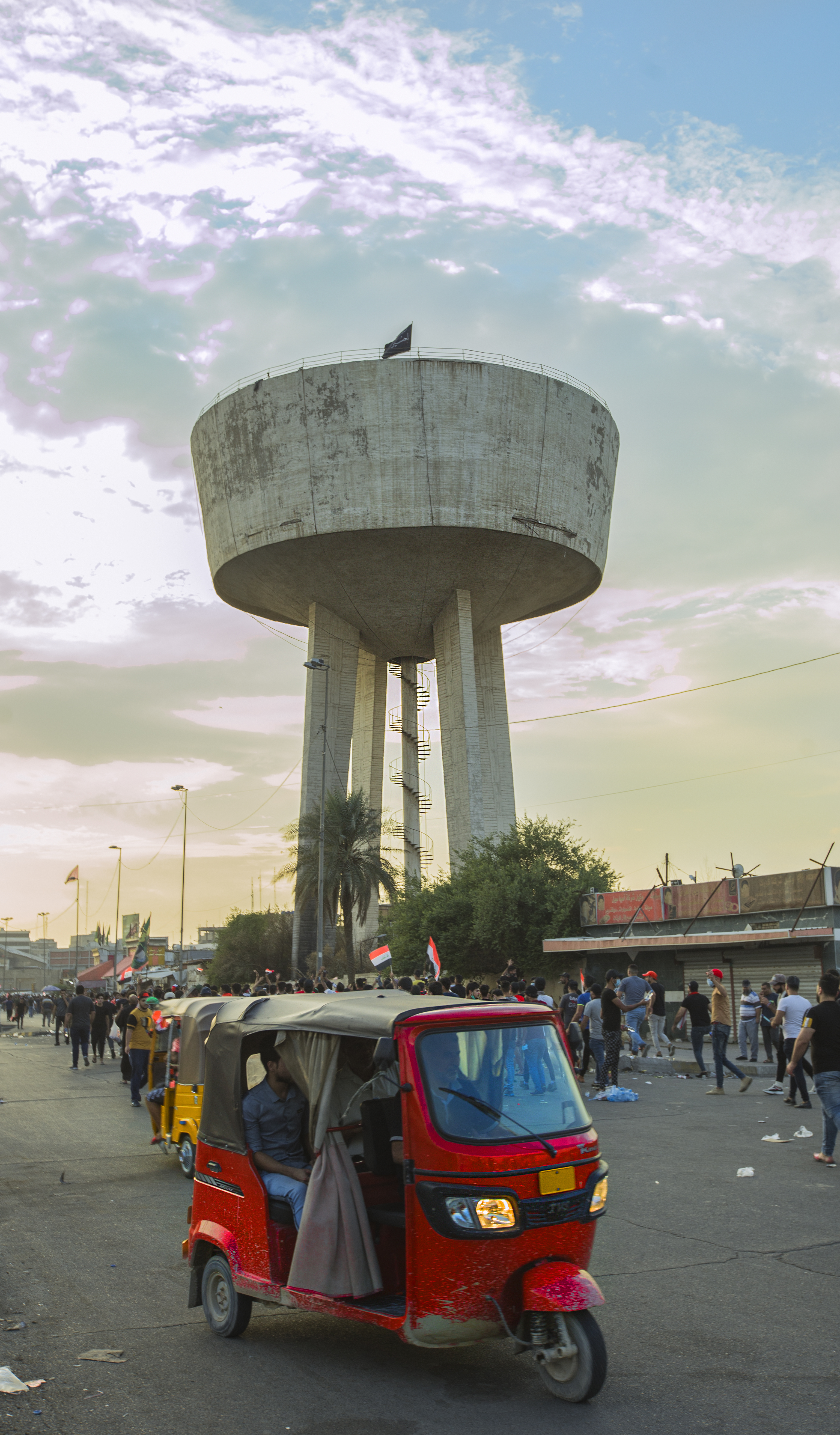
التك تك ودوره المهم في إسعاف الجرحى ونقلهم مجاناً من وإلى ساحات التظاهر.

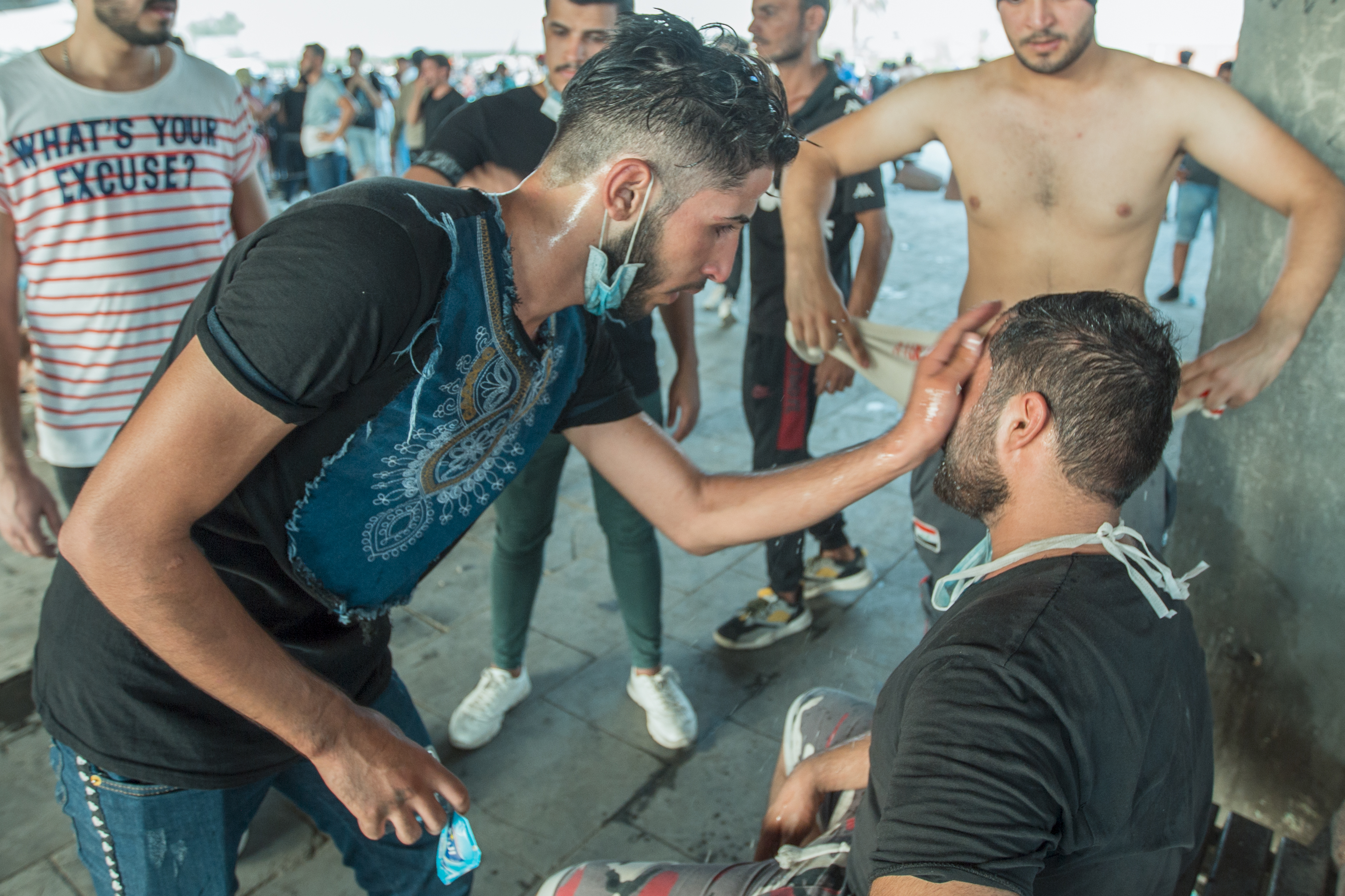
إسعاف متظاهر يختنق من الغاز المسيل للدموع في أوائل شهر أكتوبر بداية الثورة.

ملصق لشعار أنتشر في مواقع التواصل الإجتماعي تعبيراً عن الثورة العراقية في تشرين 2019.

تظاهرات تشرين العراقية أو الاحتجاجات العراقية 2019 أو ثورة تشرين هي تظاهرات اندلعت في 1 تشرين الأول سنة 2019، في بغداد وبقية محافظات جنوب العراق احتجاجاً على تردّي الأوضاع الاقتصادية للبلد، وانتشار الفساد المالي الإداري والبطالة. ووصلت مطالب المتظاهرين إلى إسقاط النظام الحاكم واستقالة حكومة عادل عبد المهدي، وتشكيل حكومة مؤقتة وإجراء انتخابات مبكرة. وندّد المتظاهرون أيضاً بالتدخل الإيراني في العراق وحرق العديد منهم العلم الإيراني ورفعوا شعارات لا امريكا لا إسرائيل لا سعودية لا إيران. واجهت القوات الأمنية هذه المظاهرات بعنف شديد واستعملت قوات الأمن صنف القناصة واستُهدِف المتظاهرين بالرصاص الحي، وبلغ عدد القتلى من المتظاهرين حوالي 740 شخصاً منذ بدء المظاهرات، وأُصيب أكثر من 17 ألف بجروح خلال المظاهرات ومن بينهم 3 آلاف «إعاقة» جسدية،  فضلاً على اعتقال العديد من المحتجين وأيضاً قطع شبكة الإنترنت. وتعتبر هذهِ الاضطرابات الأكثر فتكاً في العراق منذ انتهاء الحرب الأهلية ضد تنظيم الدولة الإسلامية في كانون الأول/ديسمبر 2017. وتأجّلت التظاهرات لفترة لأجل مراسيم الزيارة الأربعينية للإمام الحسين، ثم تجددت في يوم الجمعة 25 تشرين الأول، وفي أعقاب حرق القنصلية الإيرانية في النجف في 27 تشرين الثاني 2019 سقط عشرات القتلى والجرحى وكانت أكثر أيام الاحتجاجات دموية، خاصة في محافظة ذي قار التي جرت فيها مجزرة الناصرية، والتي أدّت إلى إعلان رئيس الوزراء العراقي نيته تقديم استقالته. وفي 30 تشرين الثاني قدّم عادل عبد المهدي استقالته من رئاسة مجلس الوزراء استجابة لطلب المرجع الديني علي السيستاني، وتمهيدا لإجراء انتخابات جديدة تعمل على تهدئة الأوضاع في البلاد. ولقد أعلنت مفوضية حقوق الإنسان في العراق، ارتفاع حصيلة ضحايا الاحتجاجات خلال الشهرين الماضيين إلى 495 قتيلاً وأكثر من 21 ألف جريح.

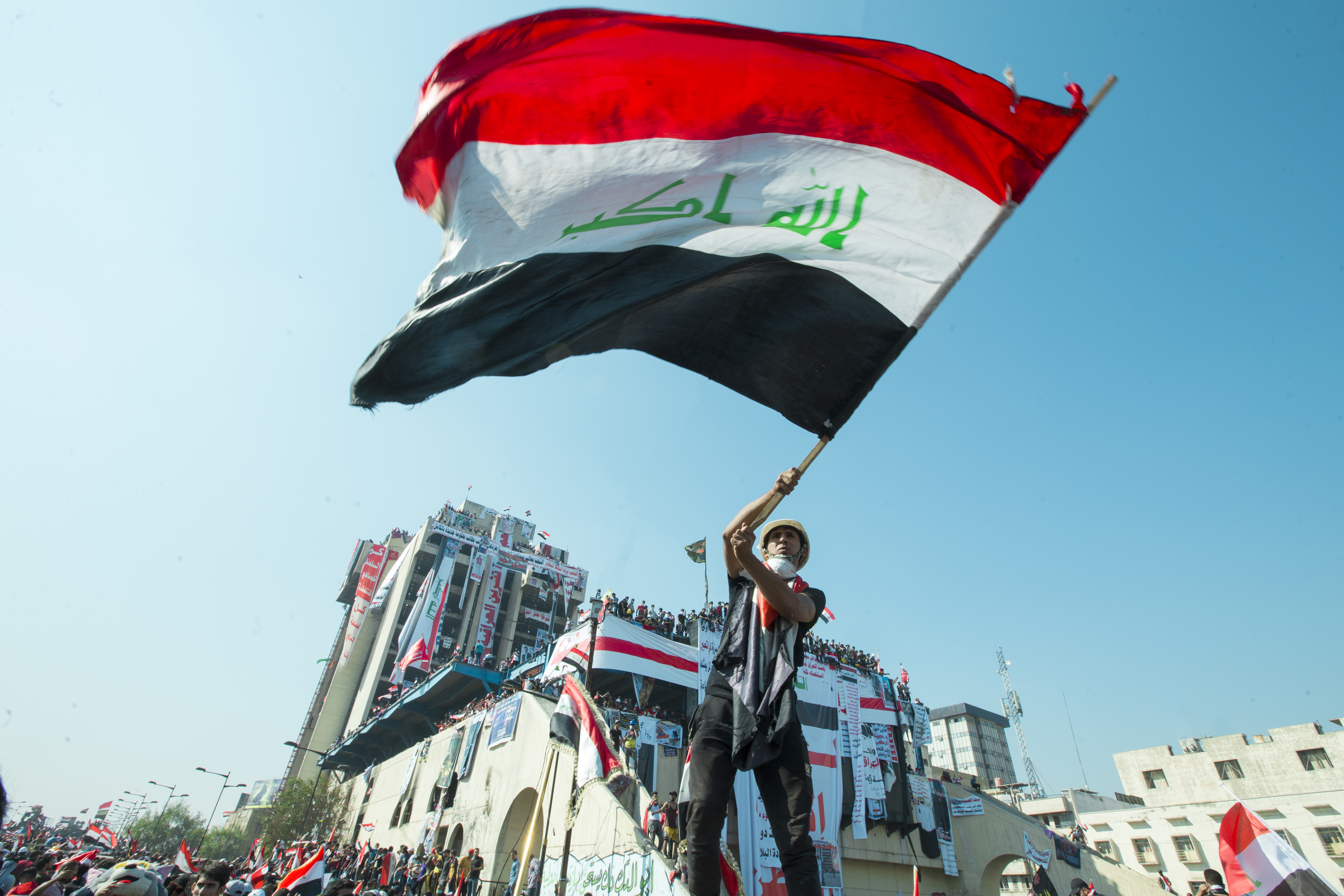
متظاهر يرفرف بعلم العراق وتظهر خلفه بناية المطعم التركي.

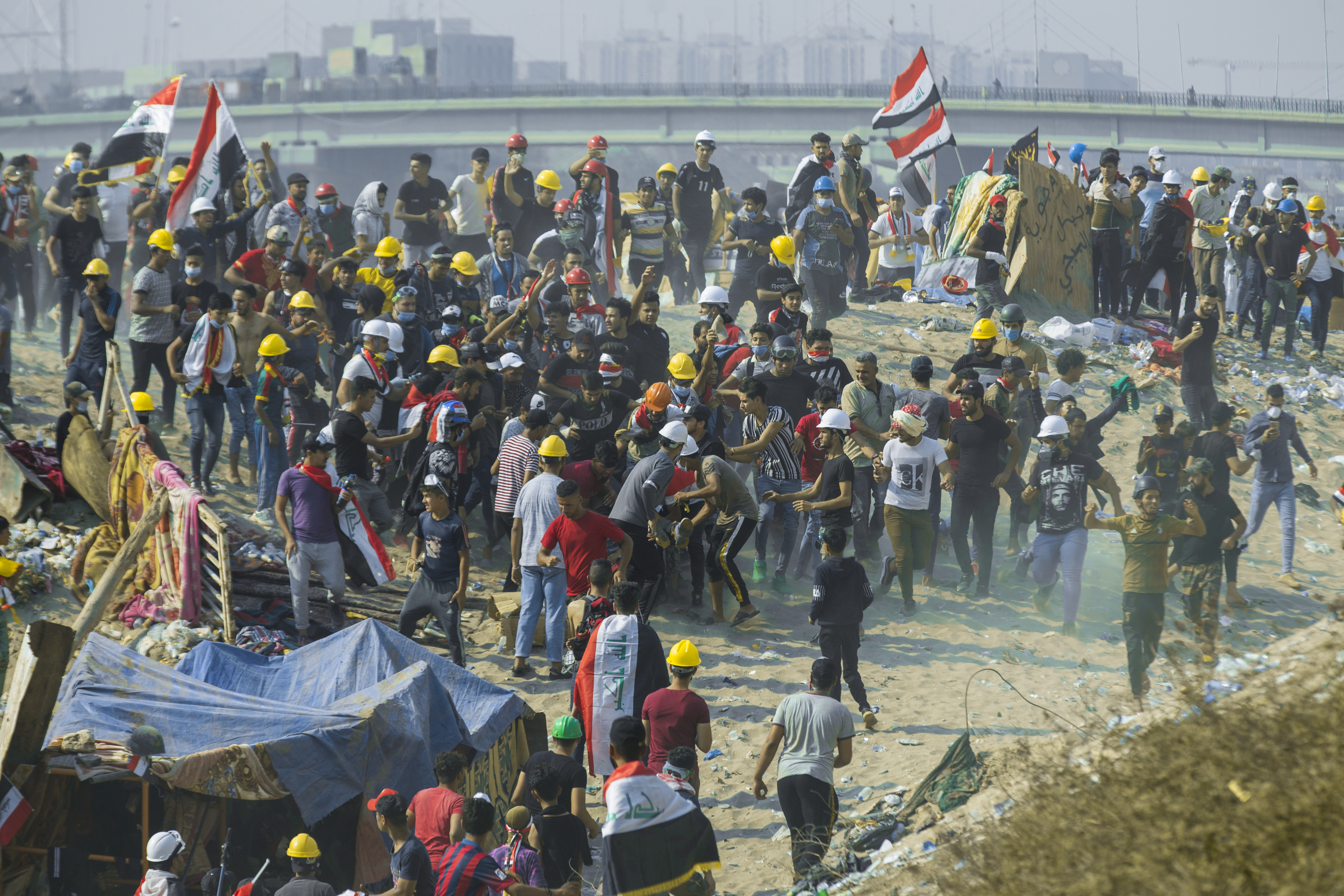
متظاهرين يحملون جثة شهيد بعد إصابته بقنبلة مسيل الدموع في الرأس قرب جسر الجمهورية.

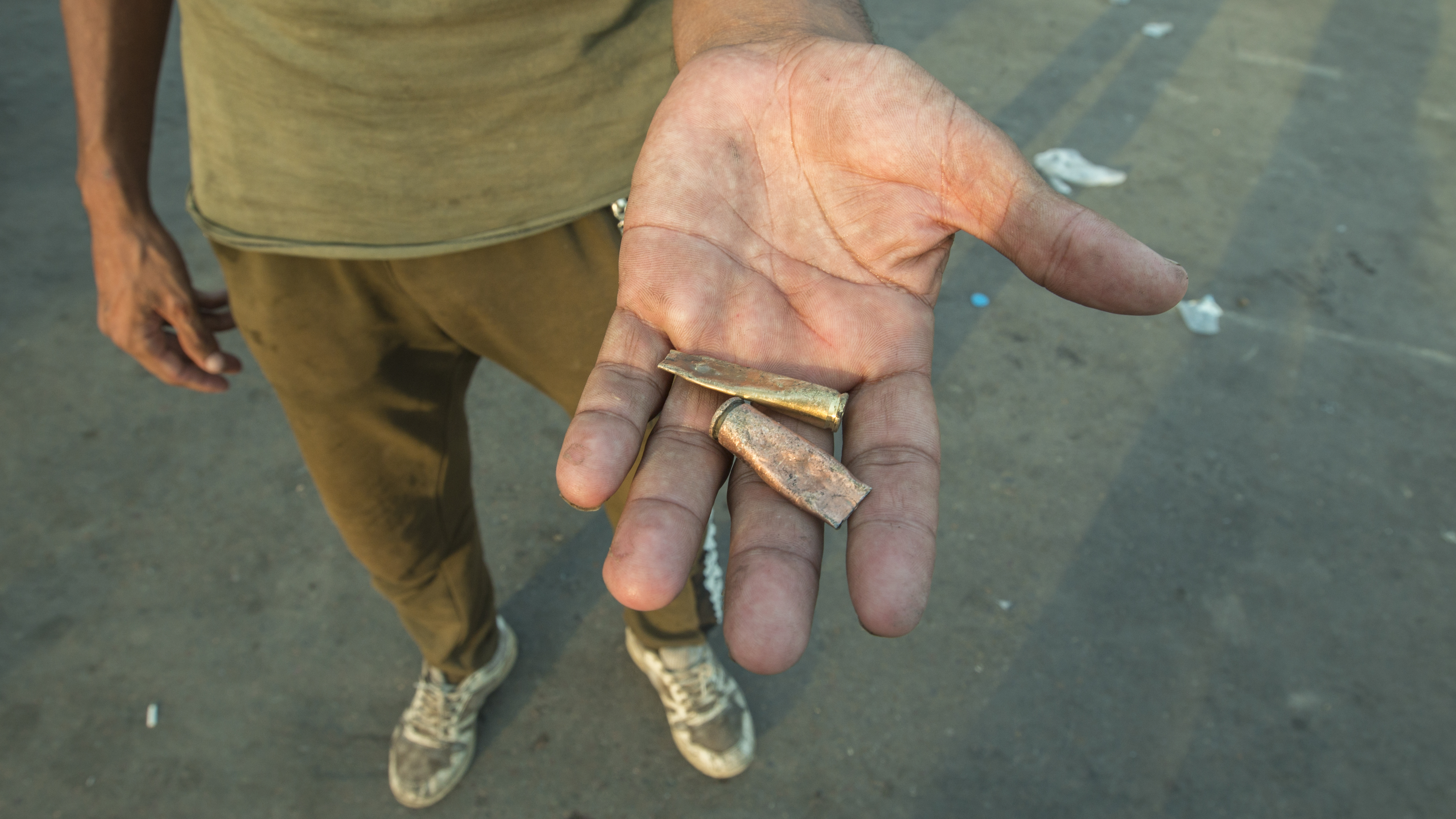
صورة توضح الذخيرة الحيّة المستخدمة في تفريق الاحتجاجات في اليوم الثاني من الاحتجاجات.

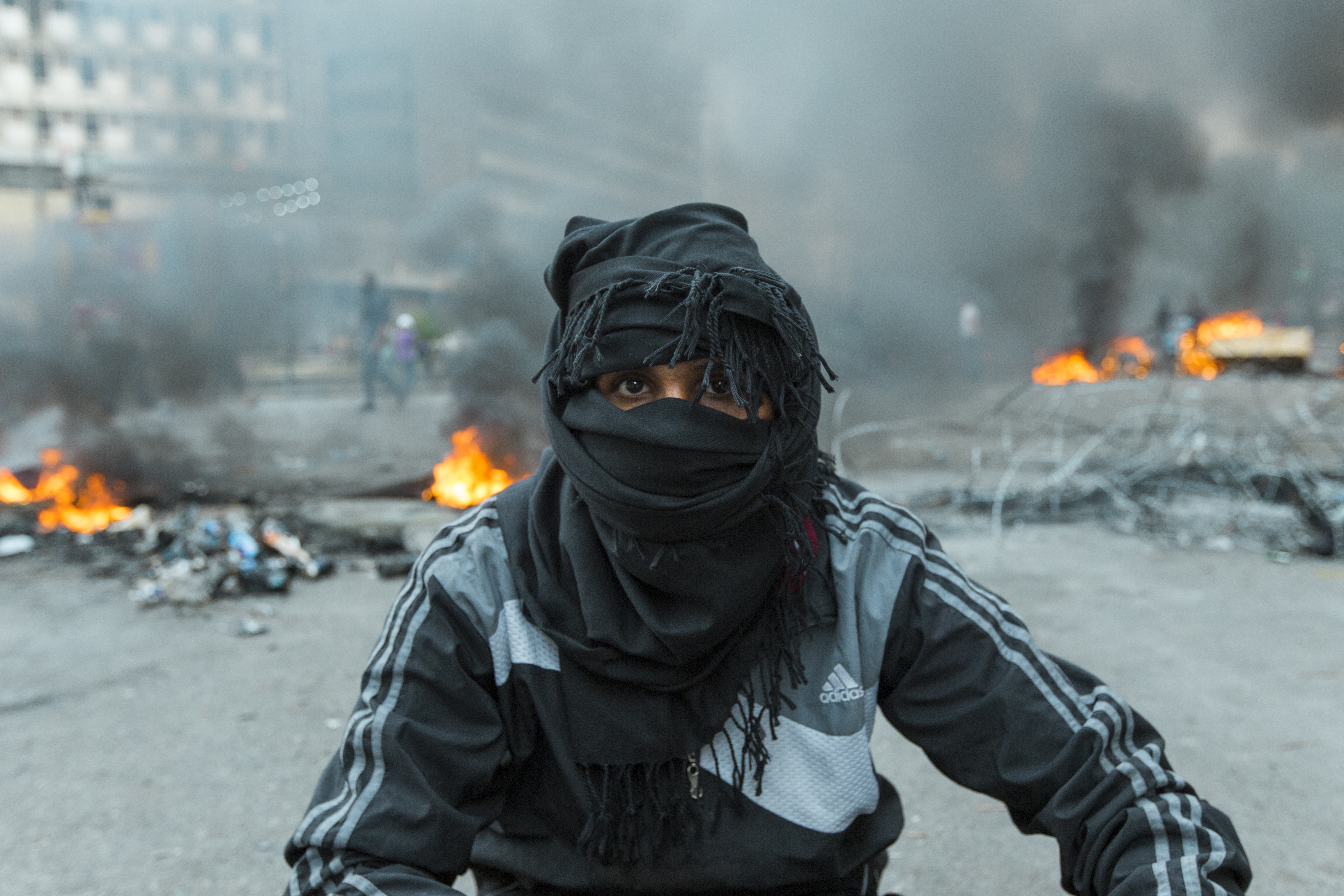
متظاهر يقطع طريق ساحة الخلاني بحرق الإطارات كنوع من الاحتجاج والعصيان المدني.

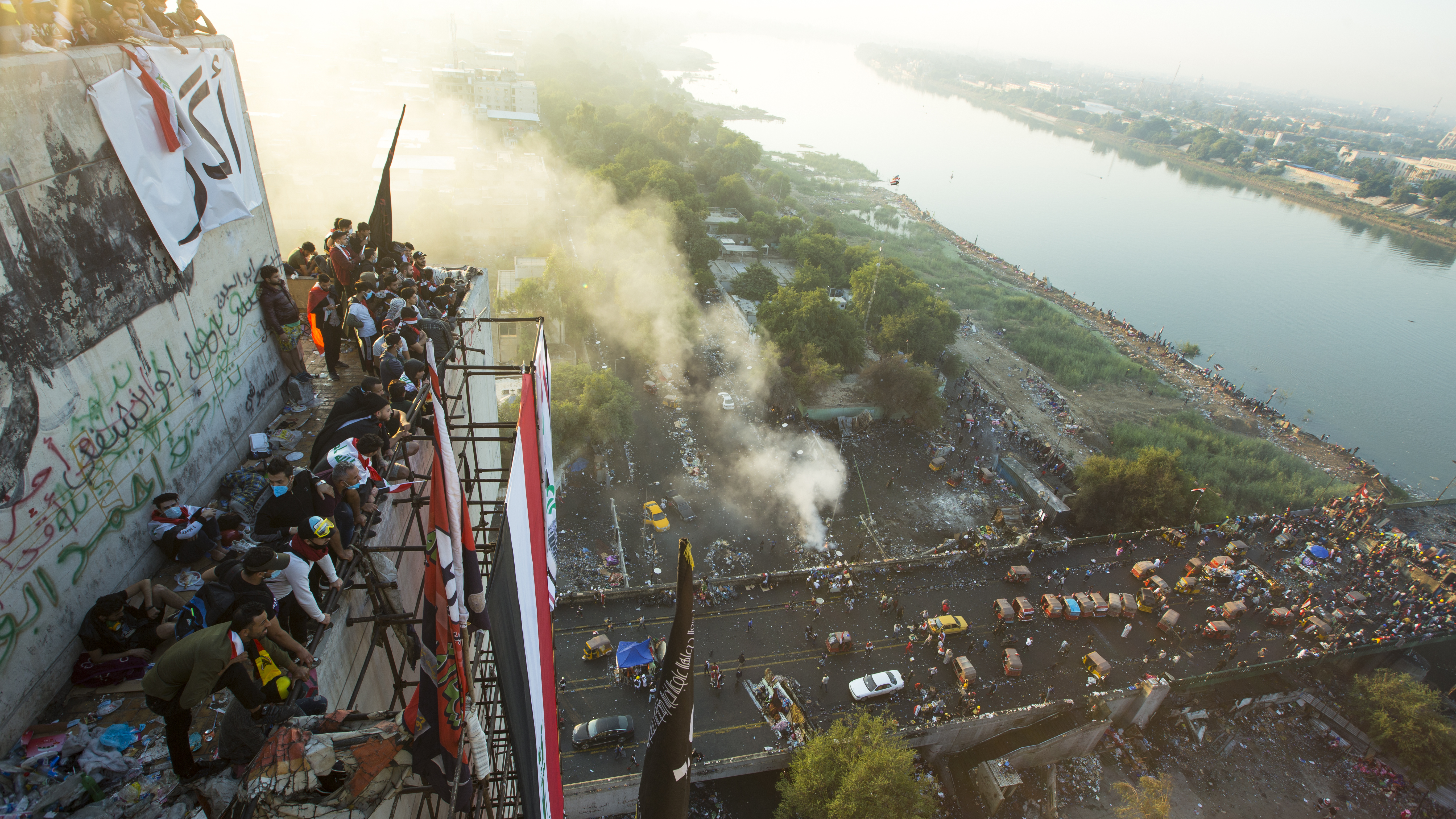
صورة جوية للمطعم التركي تظهر تمركز المتظاهرين فيه.

مجموعة من المتظاهرين في ساحة التحرير ببغداد.

كما أعلنت المفوضية عن اختطاف 170 شخصاً من المتظاهرين ومن ساحات الاحتجاج، من دون أن يعرف مكان وجودهم حتى الآن.

## تسلسل الأحداث 2019

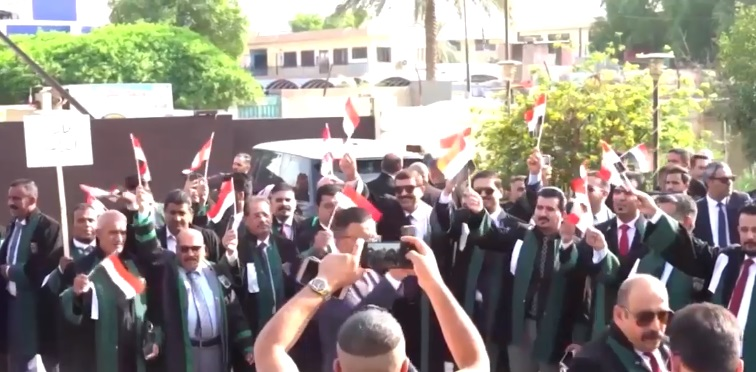
تظاهرات أعضاء النقابة المحامين العراقيين وسط العاصمة بغداد لدعم "الشعب العراقي في الدفاع عن حقوقه الدستورية"، في 24 أكتوبر 2019.

25 أيلول 2019 : نشر باسم محمد حبيب في أحد المواقع الألكترونية الدعوة إلى التظاهر السلمي للمطالبة بالإعمار والخدمات وعدم الاكتفاء بالمناشدات والمطالبات  تتمة لدعوة سابقة نشرت في جريدة الصباح بتاريخ 5 آب 2019 دعا فيها إلى التظاهر للمطالبة بضمان حق جميع المحافظات في الإعمار وتطوير الخدمات وأن يتم ذلك على وفق منهج عماده العدالة و المساواة .

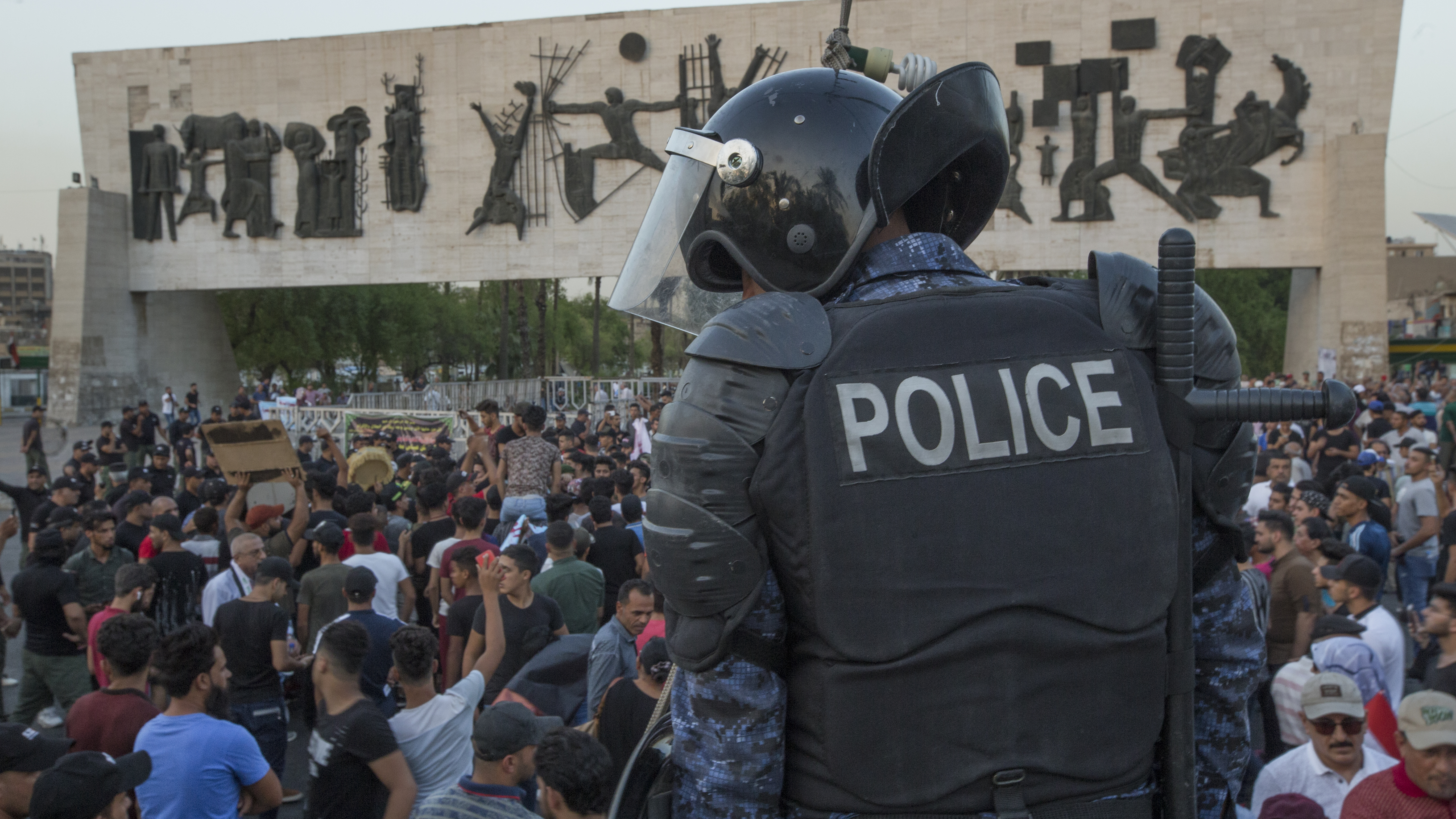
شرطة مكافحة الشغب بين المتظاهرين قبل يوم من بدء الثورة في وقفة تضامنية يوم 30 سبتمبر.

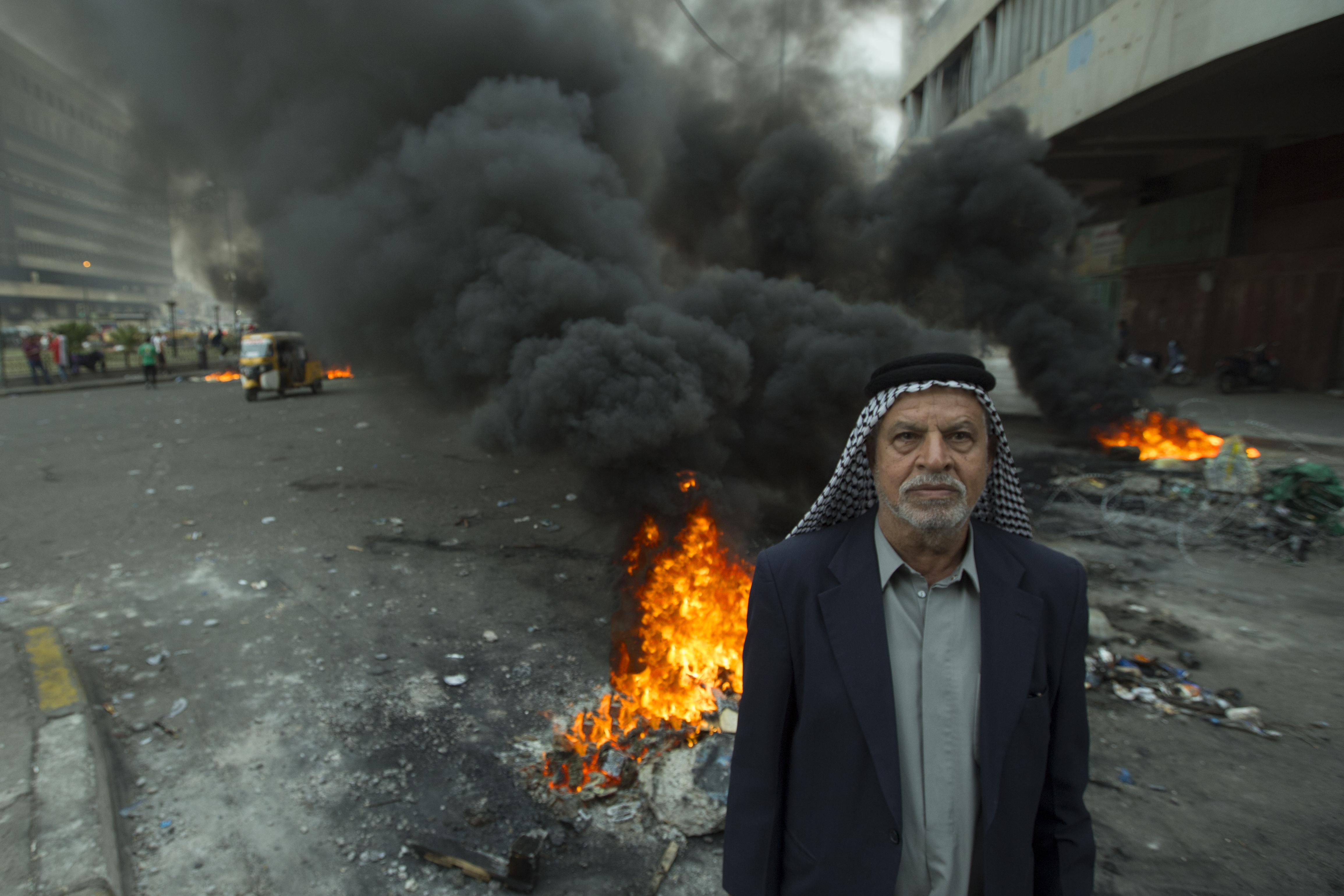
إعلان بدأ العصيان المدني بقطع الطرق الرئيسية في شوارع بغداد.

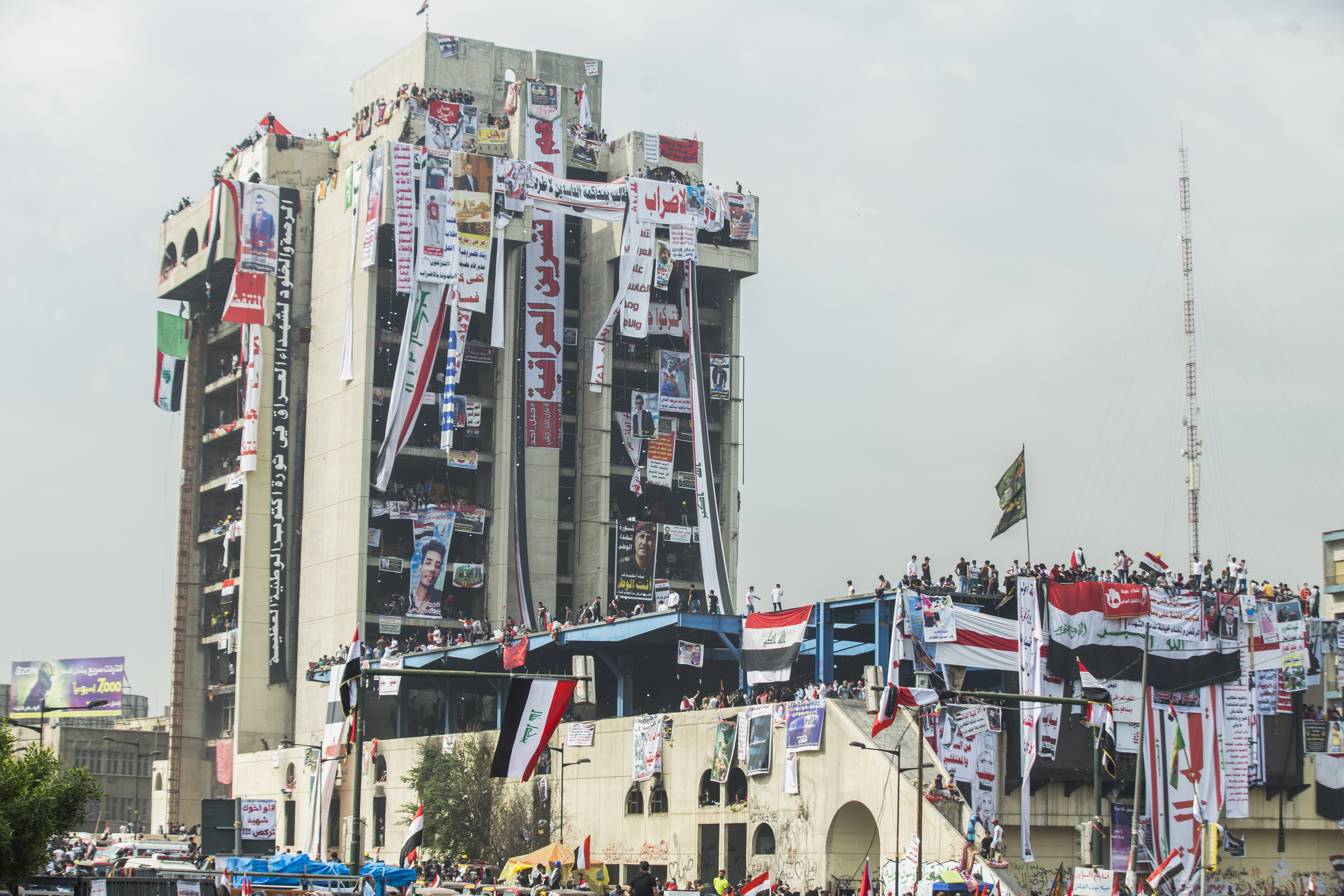
المطعم التركي أثناء اعتلاءه من قبل المتظاهرين و هو مغلف بأسماء الشهداء و صورهم.

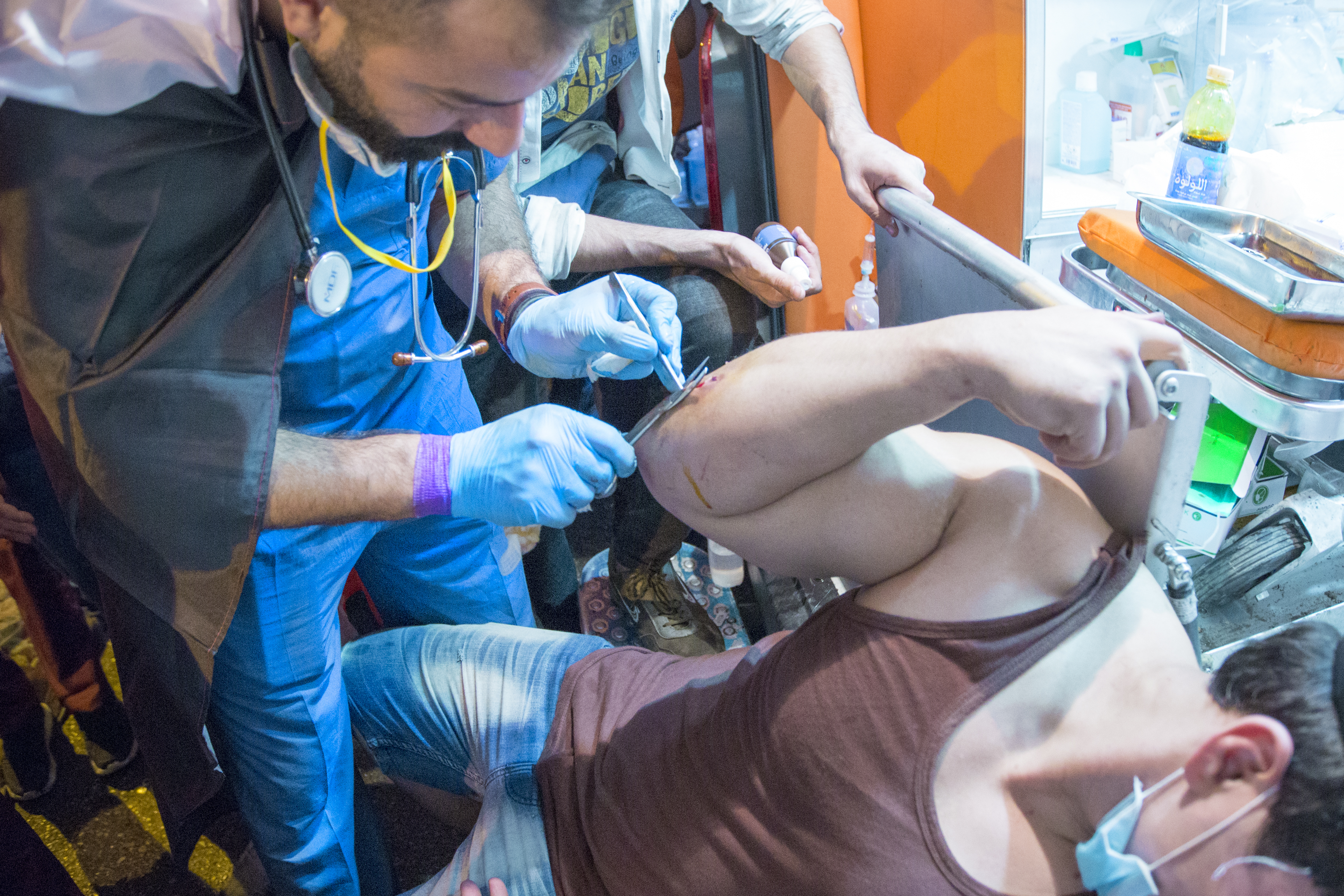
إسعاف متظاهر جريح في إحدى خيم المسعفين قرب شارع السعدون.

- 1 تشرين الأول: في يوم 1 تشرين الأول/ أكتوبر جرت الدعوة للقيام بمظاهرات ضد الفساد والبطالة والدعوة لاستقالة عادل عبد المهدي وحكومته وتغيير النظام السياسي. واجتاحت التظاهرات بغداد ومدن الجنوب، وقوبلت التظاهرات برد فعل عنيف من القوات الأمنية بإطلاق الرصاص الحي، واستخدام القنابل الصوتية وإطلاق رشاشات المياه والغاز المُسيّل للدموع ضد المتظاهرين. ولقد ذكر رئيس الوزراء العراقي في بيان لهُ على القنوات العراقية حرصه على حل المشاكل وأعلن عن تشكيل لجان لاستلام جميع المطالب، وعن إجراء التحقيق عن الضحايا الذين سقطوا.[42]
- 2 تشرين الأول: أعلنت السلطات العراقية عن حظر التجوال في العاصمة بغداد، وأغلقت الطرق المؤدية إلى ساحة التحرير.[43] وكذلك تم حظر مواقع التواصل الإجتماعي وقطع خدمة الإنترنت في جميع أنحاء البلاد باستثناء إقليم كردستان.[44] وجرى اغتيال الناشط ورسام الكاريكاتير حسين عادل المدني مع زوجته سارة في منزلهم في البصرة بواسطة عدد من المسلحين الملثمين، وكان حسين وزوجتهِ من المشاركين في تظاهرات البصرة.[45][46]
- 3 تشرين الأول: طالبت منظمة العفو الدولية بالكف الفوري عن استخدام العنف ضد المتظاهرين وطالبت السلطات العراقية بإجراء التحقيقات اللازمة في سقوط 18 قتيل من المتظاهرين وقوات الشرطة، وطالبت بإنهاء الحظر الفوري على شبكة الإنترنت وعلى كافة مواقع التواصل الاجتماعي.[47] ووجهت الاتهامات لقوات مكافحة الشغب بإطلاق الرصاص الحي ضد المتظاهرين،[48] كما وجهت الاتهامات للميليشات المرتبطة بإيران كسرايا طليعة الخراساني بإطلاقها النار عن طريق القناصة ضد المتظاهرين.[49]
- 4 تشرين الأول: وجُهت المرجعية الدينية الشيعية في النجف أربع مطالب للحكومة، تقضي بتشكيل لجان حكومية لمحاربة الفساد، وتوفير فرص العمل للعاطلين، وتحسين الخدمات، وانهاء الفساد.[50]
- 5 تشرين الأول: دعا رئيس البرلمان العراقي محمد الحلبوسي ممثلين عن التظاهرات للحضور إلى مقر مجلس النواب، والتقى ببعض المتظاهرين في مجلس النواب وبحث مطالبهم، فيما رفض عدد من ناشطي التظاهرت تخويل أي جهة لتمثيلهم بعد سقوط ضحايا في التظاهرات.[51] ولقد داهمت القوات الأمنية مكاتب قنوات اعلامية في بغداد، ومنها مكاتب قنوات العربية الحدث وقناتي إن آر تي العربية ودجلة المحليتين، واعتدى مسلحون على صحفيين.[52] وقامت قناة الحدث بتسريب إحدى الفيديوهات من كاميرات المراقبة لمسلّح يقتحم مبنى القناة ويحطّم أجهزة المكتب في بغداد.[53]
- 6 تشرين الأول: وعد رئيس الوزراء عادل عبد المهدي بتنفيذ حزمة قرارات لمكافحة الفساد، ووعد بتوزيع قطع أراضي سكنية وتوفير رواتب للعوائل التي لا معيل لها، ووعد بفتح باب التطوع في الجيش.[54] وذكرت وسائل الإعلام حرق المتظاهرين في مدينة الناصرية جنوب العراق لعدة مقرات تابعة للأحزاب السياسية الموجودة في المدينة، واقتحام المتظاهرين مكاتب حزب الدعوة الإسلامية وحزب الفضيلة الإسلامي العراقي ومنظمة بدر وتيار الحكمة الوطني وتدمير ممتلكاتها وحرقها،[55] كما اقتحموا أيضاً مقر الحزب الشيوعي العراقي وتدمير ممتلكاته.[56]
- 7 تشرين الأول: ارتفاع عدد القتلى إلى 110 شخص، بعد مقتل 15 شخصاً أثناء اشتباكات في مدينة الصدر شرق بغداد الليلة الماضية، وأقرّت القوات العراقية باستخدام القوة المفرطة ضد المحتجين. وأشارت خلية الإعلام الأمني العراقي في بيان إلى أن رئيس الوزراء عادل عبد المهدي وجّه «بسحب كافة قطعات الجيش من مدينة الصدر واستبدالها بقطعات الشرطة الاتحادية» وذلك نتيجة الأحداث التي شهدتها المنطقة.[57]
- 8 تشرين الأول: توقّفت المظاهرات مؤقتاً بسبب مراسم زيارة الأربعين.[58]
- 17 تشرين الأول ذكرت وسائل إعلام اعتقال الأجهزة الأمنية للناشط والمدوّن شجاع الخفاجي في بغداد.[59] وقد أُطلق سراحه بعد 24 ساعة من اعتقاله عند تدخل مقتدى الصدر.[60]
- 21 تشرين الأول خرجت تظاهرات في بغداد طالبت بالكشف عن مصير الناشط ميثم الحلو، والذي اعتقل من قبل قوات مجهولة قبل 12 يوم ومن دون معرفة مصيره.[61]
- 22 تشرين الأول شكّلت الحكومة لجنة لأجل التحقيق في مقتل المتظاهرين، وكشف تقرير للجنة عن مقتل 149 مدني وثمانية عناصر من الشرطة، وأصدرت الحكومة قرارات بإعفاء قادة للشرطة في محافظات بغداد وذي قار والديوانية وبابل والنجف وواسط وميسان وتحويلهم للتحقيق، ولم تكشف اللجنة عن أسماء القناصين الذين استهدفوا المتظاهرين ولم تدن الفصائل المرتبطة بالحشد الشعبي والتي اتهمت بقمع التظاهرات.
- 24 تشرين الأول إطلاق سراح الناشط ميثم الحلو بعد دفعهِ الفدية للخاطفين.[62] وتوافد المتظاهرين إلى ساحة التحرير بوسط بغداد، مساء الخميس، استعدادا لتظاهرات من المتوقع أن تكون حاشدة، ليوم الجمعة، فيما بدا أنه محاولة استباقية لأي إجراءات حكومية من شأنها عرقلة وصولهم إلى المنطقة المحاذية للمنطقة للخضراء شديدة التحصين في وسط بغداد.[63] في الوقت الذي أعلنت فيه وزارة الداخلية حالة الإنذار القصوى. وبدأت المظاهرات في منتصف الليل بساحة التحرير وسط بغداد، وهتف المتظاهرين ضد التدخل الإيراني.[64] واستخدمت قوات الأمن خراطيم المياه في تفريق جموع المتظاهرين فيما سمع دوي إطلاق الرصاص في أنحاء متعددة ضمن محيط المنطقة الخضراء، وأكّدت مصادر طبية إصابة المتظاهرين بعد إقدام القوات الأمنية على تفريق المظاهرات.[65]
- 25 تشرين الأول حاول مجموعة من المتظاهرين اقتحام المنطقة الخضراء في بغداد، ولم تفلح الإجراءات الأمنية في وقف تدفّقهم، وأزالوا الحاجز الأمني الأول فوق جسر الجمهورية المؤدي إلى المنطقة الخضراء وأطلقت قوات الأمن القنابل الصوتية والغاز المسيل للدموع، ولقد فرقت القوات الأمنية العديد من المتظاهرين الذين عبروا باتجاه المنطقة الخضراء للمرة الثانية،[66] وأدّى ذلك إلى مقتل عدد من المتظاهرين وأُصيب الآلاف بجروح وأغلبهم من حالات اختناق بسبب استخدام الغازات المسيلة للدموع، ومن بينهم أفراد من القوات الأمنية.[67]، كما أُصيب مراسل قناة السومرية الفضائية بجروح أثناء تغطيته لأحداث المظاهرات،[68][69][70] بينما سادت التظاهرات معظم المحافظات الجنوبية ومنها محافظة المثنى.[71][72][73][74] وأُحيطَ مبنى الحكومة في محافظة البصرة بالعلم العِراقي،[75][76] وتظاهر العشرات في ساحة الحبوبي في وسط الناصرية وطالبوا بتغيير الدستور والنظام وإجراء انتخابات مُبكرة،[77] ووصل المئات من المتظاهرين إلى ساحة الاحتفالات في محافظة المثنى،[78] وكذلك تظاهر العشرات من المواطنين في قضاء الرفاعي في شمال محافظة ذي قار،[79] مع تزايد أعداد المتظاهرين في ساحة الاحتفالات في محافظة المثنى،[80] وقد اجتاز المتظاهرين حواجز أمنية تفصلهم عن مقر الحكومة في محافظة المثنى،[81] ووصلوا إلى مقر الديوان،[82] وتوجّه العديد إلى موقع المظاهرة أمام مباني حكومة البصرة،[83] وهتف المتظاهرين بمحاسبة الفاسدين،[84] وكان الآلاف من المتظاهرين يواصلون الإحتشاد في مبنى محافظة السماوة،[85] وكذلك توجّه الآلاف منهم إلى مبنى محافظة الديوانية،[86] وجرت عدة محاولات لاقتحام مبنى ديوان محافظة المثنى،[87] وحاول بعض المتظاهرين تسلّق السياج الخارج لمبنى المحافظة، بينما حرق عشرات منهم إطارات في منفذ سفوان الحدودي وسط هتافات ضد الفاسدين ومطالبات بمحاسبتهم،[88] وأدّى ذلك إلى توقف العشرات من الزائرين من دول الخليج العربي لزيارة العتبات المُقدسة في العِراق وعدم تمكنهم من السفر والعودة،[89] كما حُرق مبنى مقر العصائب في محافظة المثنى من قبل المتظاهرين.[90][91] وكذلك حُرِقَ مبنى مقر حزب الدعوة في محافظة المثنى.[92][93] حرق مقر حركة البشائر في محافظة المثنى،[94] حرق مقر ائتلاف النصر في محافظة المثنى وحرق مقر سرايا الخُراساني في نفس المحافظة كذلك،[95] جرت محاولة لإخماد النار في مقر منظمة بدر في محافظة المثنى بعد إضراب النار فيه وحَرقه،[96] حرق مقر المفوضية العليا المُستقلة للانتخابات في محافظة المثنى،[97] حرق مقر حزب الفضيلة الإسلامي في محافظة المثنى،[98] وأعلن ناشطون عن محافظة المثنى أن المُحافظة قد خلت من مقرات الأحزاب.[99][100] حرق المقر العام لعصائب أهل الحق في الناصرية،[101][102] واندلعت النيران في مقر منظمة بدر في محافظة الناصرية، وكذلك في تلفزيون الأهوار التابعة للمنظمة نفسها،[103] كذلك تم حرق مقر منظمة بدر في الشَطرة، ومقر منظمة بدر في الناصرية للمرة الثالثة، ومقر كتائب حزب الله في الناصرية، ومقرّان لعصائب أهل الحق، ومقر كتائب سيد الشهداء في الناصرية، فضلاً عن مقر حزب الدعوة في الشطرة، وحركة 15 شعبان في الناصرية،[104] وحرق مبنى المحافظة ومجلس المحافظة في محافظة ذي قار.[105] حرق مقر عصائب أهل الحق، وسرايا الخُراساني، ومنظمة بدر،[106] وكتائب سيد الشهداء، وحزب الفضيلة، وتيار الحكمة، ومقر حزب الدعوة، بالإضافة إلى حرق إذاعة الأمل التابعة لحزب الفضيلة، في محافظة الديوانية،[107] فضلاً عن حرق مجلس محافظة الديوانية بالكامل.[108][109][110] وأطلقت العصائب الرصاص الحي ضد المتظاهرين من مقرهم.[111] وفي محافظة بابل، سيطر المتظاهرون على منزل رئيس المجلس الذي هددهم بالاعتقال قبل أيام، وأغلقوا مقر حزب الدعوة، وحرقوا مكتب وزير الخارجية السابق إبراهيم الجعفري وحركة بشائر الخير، ومكتب محافظ بابل السابق.[112] أعلنت محافظات الديوانية وبابل والبصرة وذي قار والمثنى وواسط فرض حظر التجوال،[113] وأُعلن عن مقتل 40 شخصاً وإصابة أكثر من 1700 آخرين بجروح حصيلة مظاهرات هذا اليوم فقط.[114][115]
- 26 تشرين الأول: استمرار التظاهرات في مختلف المحافظات، وأنباء عن حرق مقار حزبية في محافظة ميسان، والمقار هي: حركة النجباء، وأنصار الله الأوفياء وتيار الإصلاح، ومنظمة بدر، وحزب الفضيلة.[116][117][118] وأعلنت المفوضية العراقية لحقوق الإنسان عن مقتل 63 شخصاً وإصابة 2592 بجروح في تظاهرات اليومين الماضيين، ورفع مجموعة من المتظاهرين العلم العراقي فوق مبنى القنصلية الإيرانية في مدينة كربلاء، كما تم فرض حظر التجوال في 6 محافظات عراقية جنوبية.[119][120] وانطلقت تظاهرات في منطقة السيدية في وسط بغداد مع تشديد أمني.[121] وتظاهر واعتصام العشرات في ساحة النسور في وسط بغداد.[122] وطلب برلماني لاستجواب عادل عبد المهدي نتيجة لإخفاقه في تنفيذ البرنامج الحكومي واستخدام القوة المُفرطة في قمع المتظاهرين وعدم تنفيذ الموازنة الإتحادية لسنة 2019.[123]

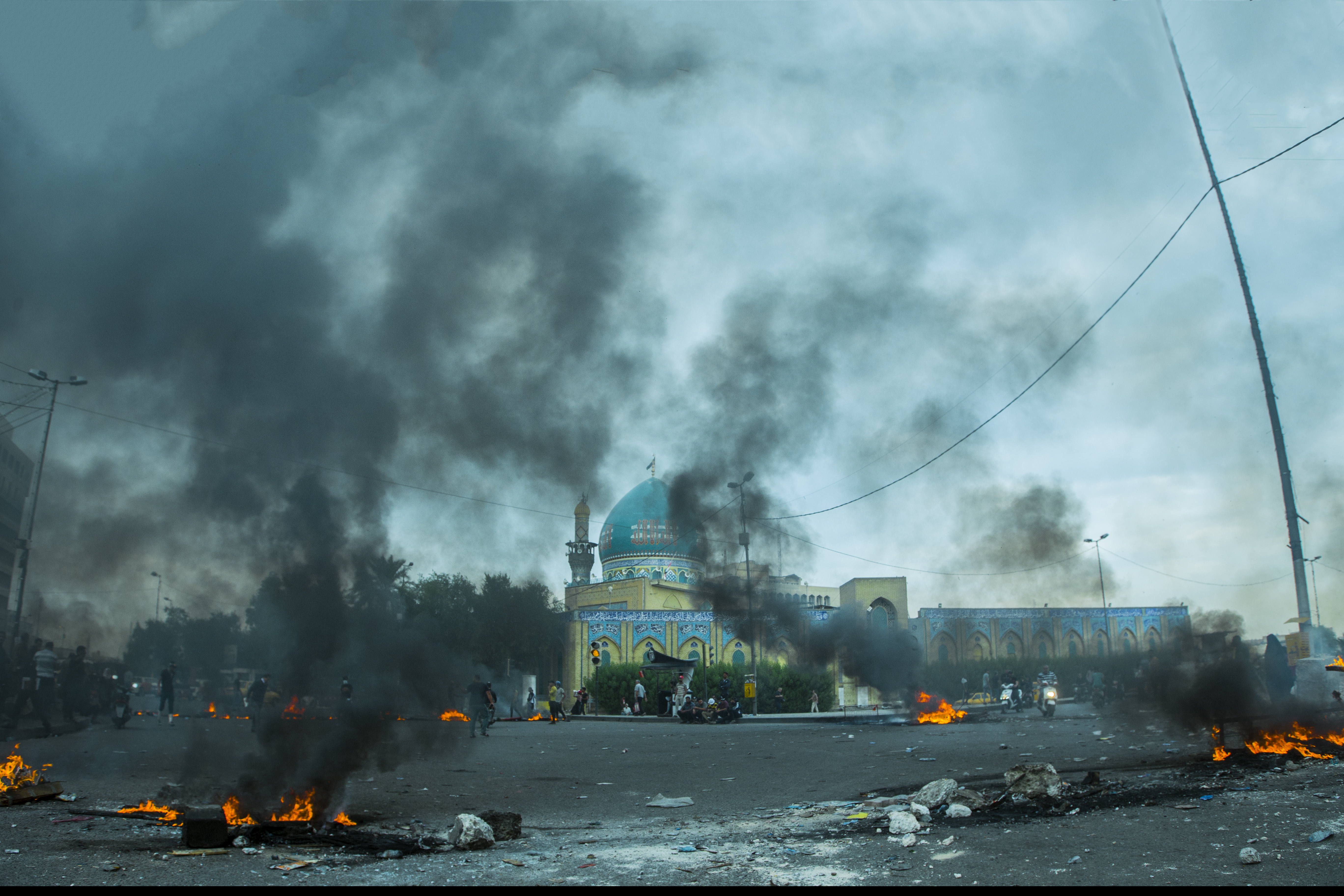
ساحة الخلاني وهي مقطوعة بالكامل بحرق الإطارات كنوع من الاحتجاج والعصيان المدني في شهر نوفمبر 2019.

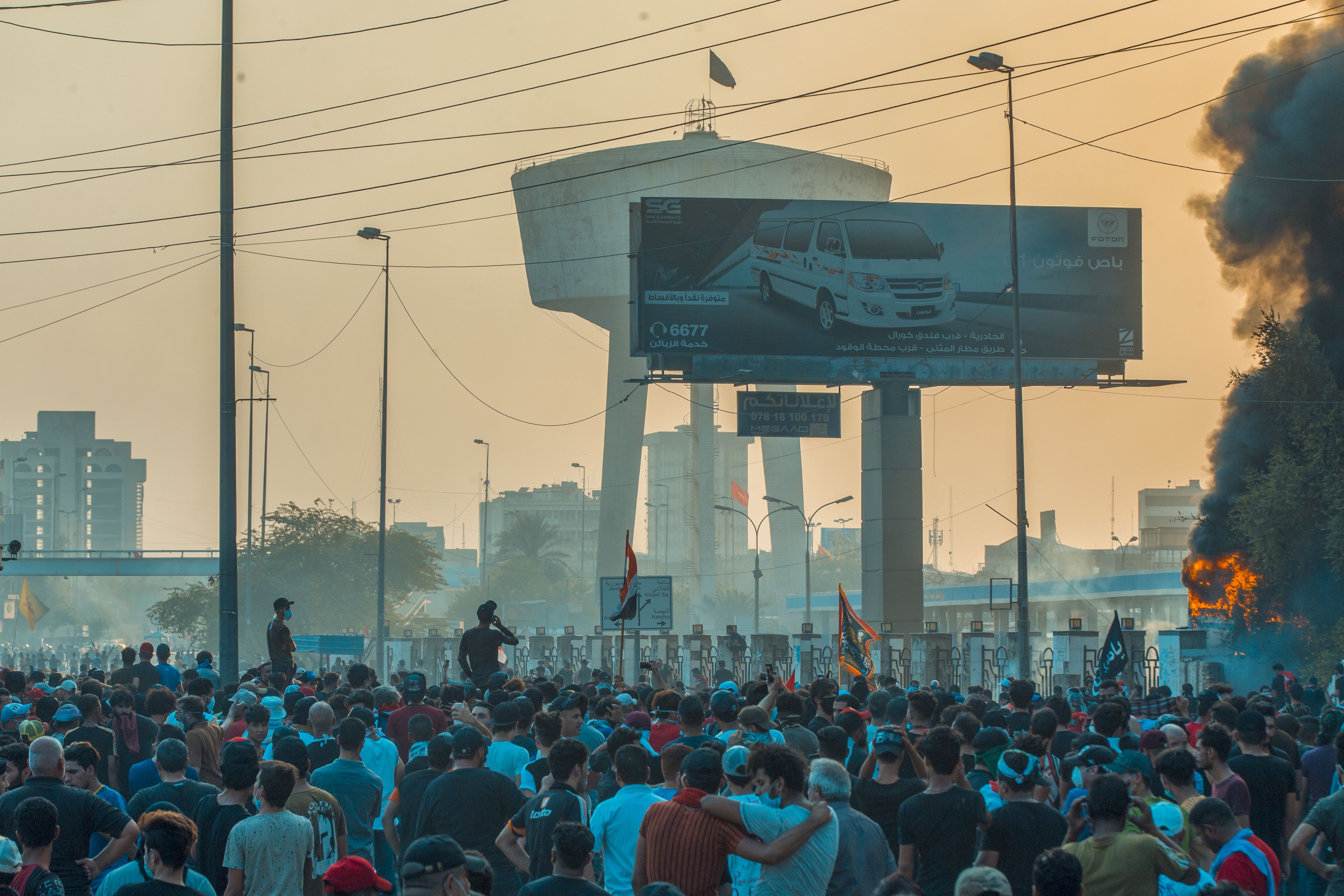
بداية اندلاع الثورة في ساحة الطيران وسط الرصاص الحي و الغاز المسيل للدموع.

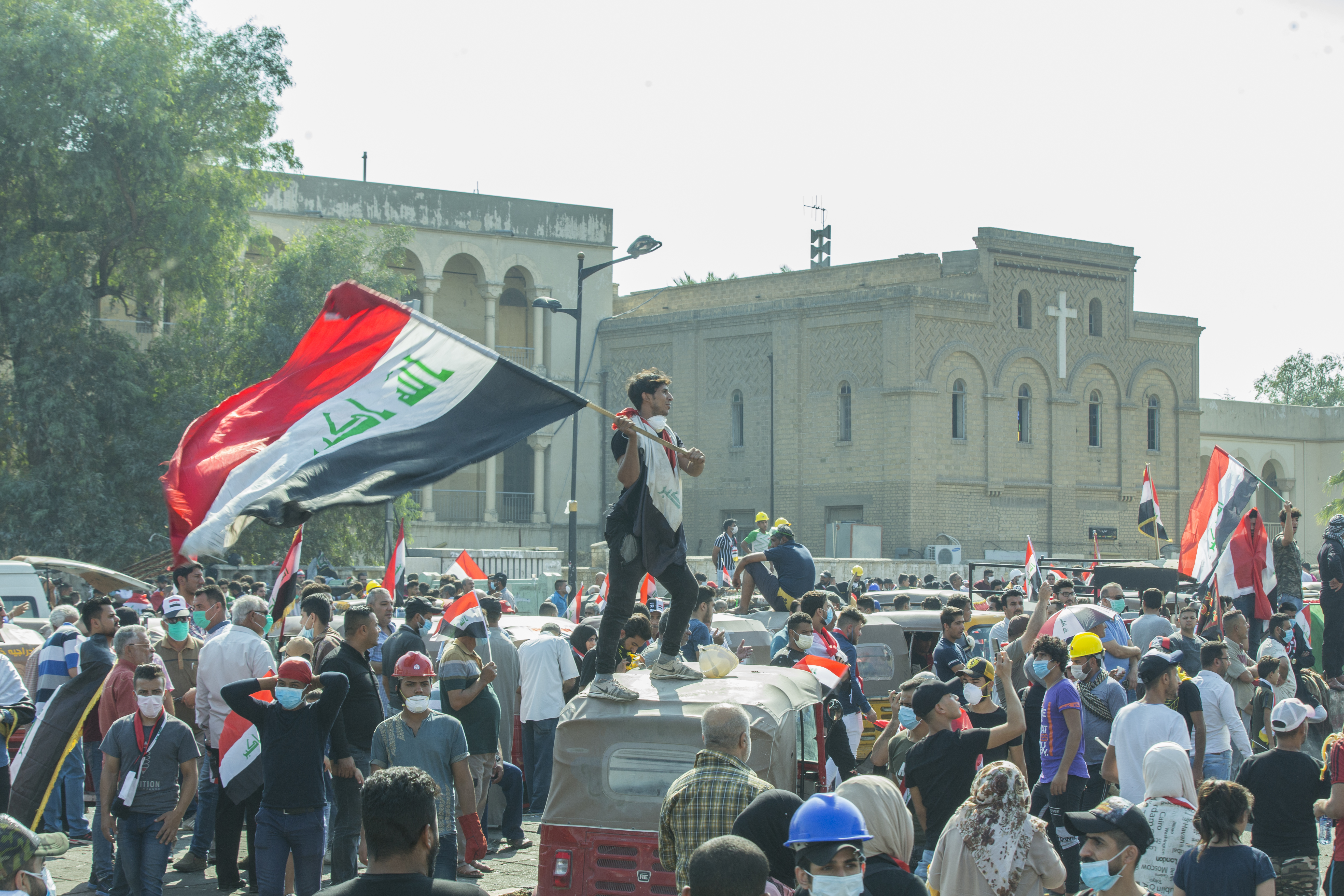
طالب يحمل العلم العراقي في المسيرات الطلابية المساندة للمتظاهرين يوم 2-11-2019.

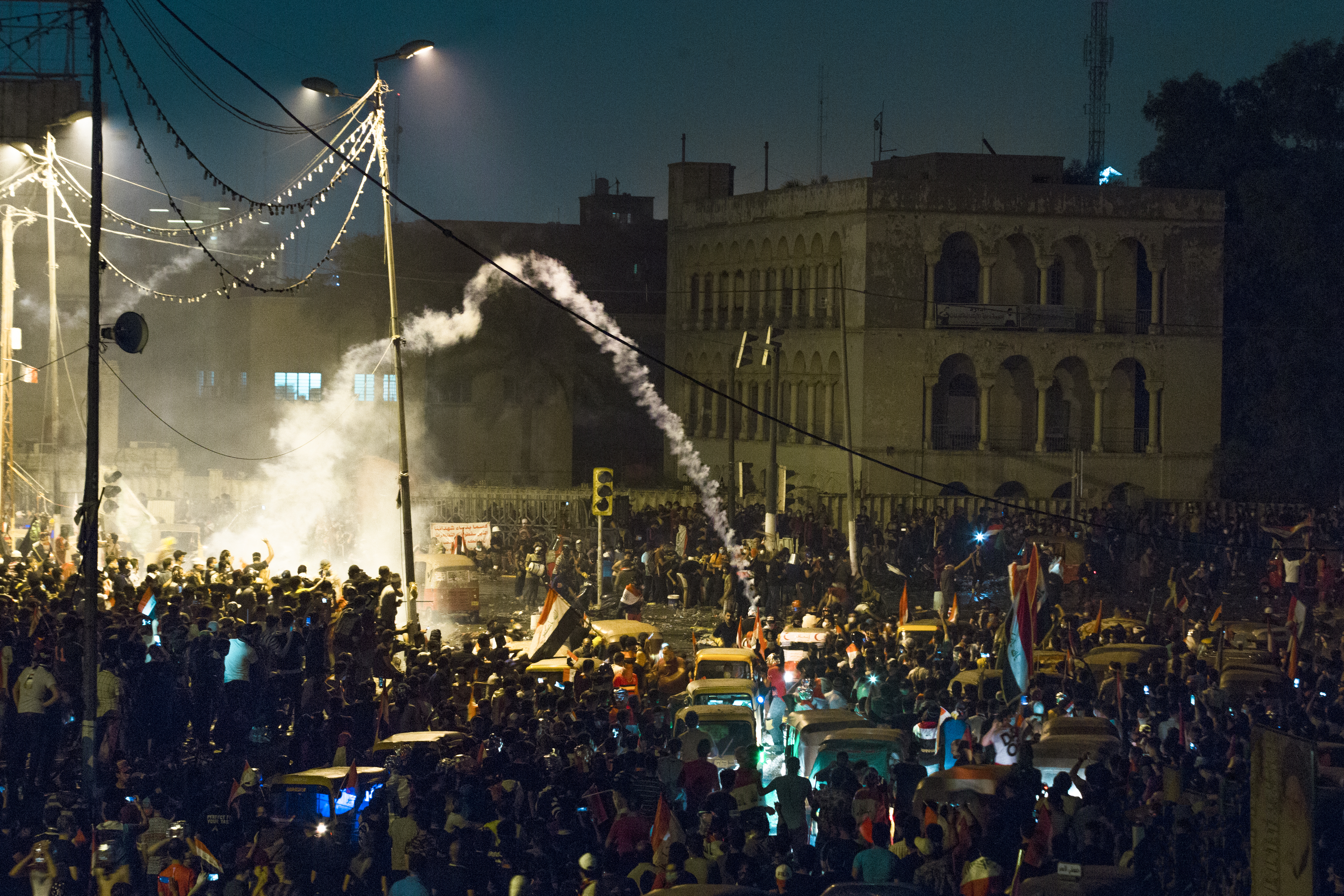
متظاهرون يبعدون مسيل الدموع من بينهم إلى داخل نفق التحرير.

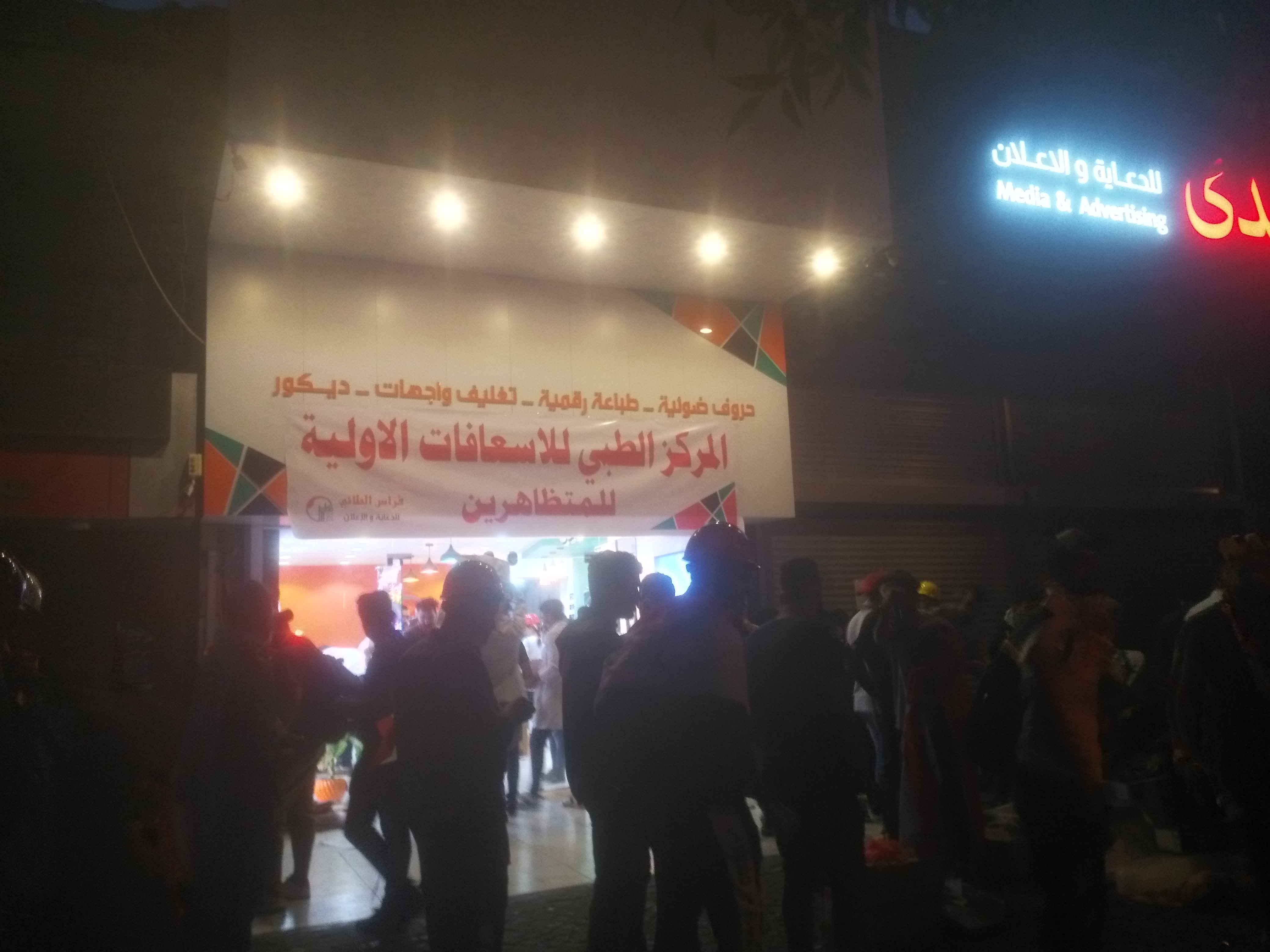
مركز طبي في شارع السعدون، بغداد، لإسعاف المتظاهرين للطوارئ الأولية.

- 27 تشرين الأول: تجمع العشرات من المعتصمين في ساحة الحبوبي وسط الناصرية،[124] واستمرار الاعتصام السلمي في محافظة كربلاء.[125] وأُعلن عن رفع حظر التجوال في كربلاء،[126][127] وهدوء في ساحة تظاهرات محافظة المثنى.[128] وأعلن نواب سائرون إعتصاماً مفتوحاً في مبنى البرلمان العراقي لحين تحقيق مطالب المتظاهرين،[129] وأعلنت أنها ستكون كتلة معارضة داخل البرلمان.[130] وأعلن جهاز مكافحة الإرهاب العراقي عن انتشار قواته في بعض مناطق بغداد بتوجيه من رئيس الوزراء العراقي عادل عبد المهدي، معللاً ذلك بحماية المنشآت السيادية والحيوية من أن تعبث بها عناصر غير منضبطة مستغلة انشغال القوات الأمنية في حماية التظاهرات والمتظاهرين.[131] وخرجت الجامعات والكليات والمَدارس العراقية، تظاهرات طلابية تضامناً مع متظاهري ساحة التحرير، وتضمن رفع الإعلام العراقية أمام مدارسهم وكلياتهم والهتاف باسم العراق، وتوجّه قسم منهم إلى ساحة التحرير لمساندة المُعتصمين هُناك.[132] استمرار الاعتصام السلمي في محافظة كربلاء وتخصيص ساحة التربية في وسط محافظة كربلاء كمقر لإقامة المظاهرات.[133][134] عدة جامعات وكليات ومدارس في بغداد تعلن عصيانها استجابةً للعصيان المدني.[135][136] تَوافد المئات من المعتصمين إلى ساحة الحبوبي في وسط الناصرية، [137] وتواجد انتشار أمني كثيف قرب مبنى حكومة البصرة،[138] تجمع عدد من المتظاهرين في نهاية شارع الجنينة بالبصرة،[139] سقوط عشرات القتلى والجرحى ضحية اشتباكات بين المحتجين والشرطة ومنظمة بدر في محافظة بابل.[140] وجهت وزارة التربية العراقية بفصل مديري المدارس المُتسببين بتعطيل الدوام المَدرسي.[141] واعتبرت وزيرة التربية، سها العلي بك، زج طلبة المدارس في التظاهرات بأنها عملية مَرفوضة.[142] واعتبر المتحدث باسم القائد العام للقوات المُسلحة زج الطلاب في المظاهرات بأنه «انتهاك للطفولة».[143] وأعلن الناطق باسم القائد العام للقوات المسلحة، اللواء الركن عبد الكريم خلف، أن رئيس الوزراء عادل عبد المهدي أمر بتوجيه جميع مؤسسات ودوائر الدولة والجامعات والمدارس إلى ممارسة الدوام الرسمي بشكل منتظم، وأن أي جهة تحرض على عدم الذهاب للدوام ستحاسب محاسبة شديدة.[144] وأعلنت نقابة معلمي الديوانية عن تنظيم اعتصام في المدارس يوم الأثنين المُقبل الموافق ل28 أكتوبر،[145] ونُصبت سرادق اعتصام أمام مبنى محافظة الديوانية.[146][147] قرر متظاهروا الناصرية العصيان المدني غداً.[148] وحول الآلاف منهم مظاهراتهم إلى اعتصام مفتوح أما مبنى مقر حكومة الديوانية،[149] وحُرِق منزل النائب منال المسلماوي في محافظة بابل،[150] كذلك حُرِق بوابة مجلس محافظة كربلاء،[151] وقامت فرق الدفاع المدني بإخماد الحريق في البوابة.[152]

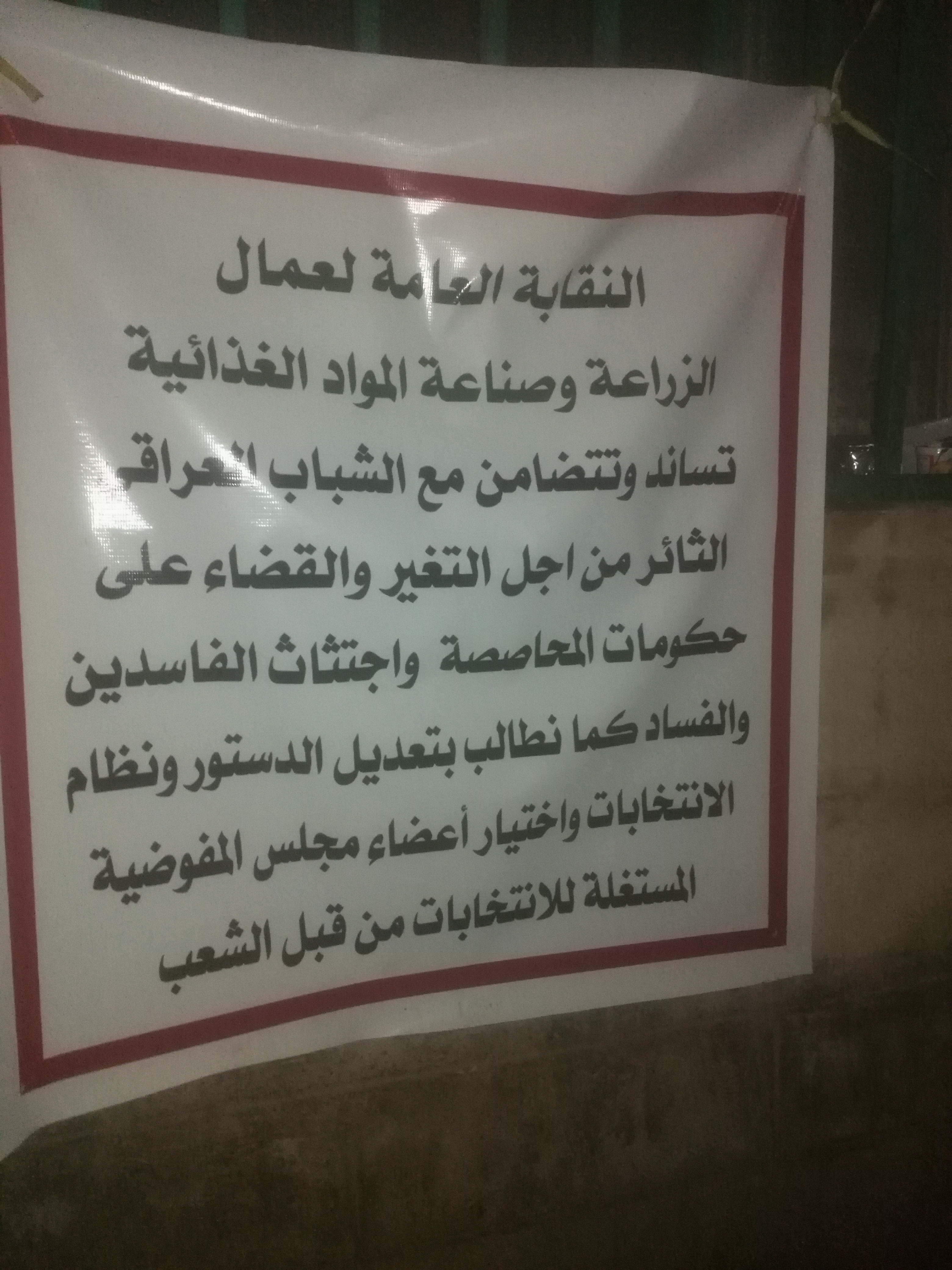
تضامن نقابة العمال مع الشباب الثائر.

- 28 تشرين الأول: جدّد طلبة مدارس وكليات وجامعات بغداد تظاهراتهم تضامناً مع متظاهري ساحة التحرير، وسط إجراءات أمنية مشددة،[153] ونظّم العشرات من طلبة كلية دجلة الأهلية في بغداد، اعتصاماً أمام مبنى الكلية تضامناً مع التظاهرات الجارية في العراق، وسط إجراءات أمنية مُشددة،[154] وخرج المئات من طلاب الكُليات والمَدارس في النجف، والعمارة، والديوانية، تأييداً للتظاهرات التي شهدها العَراق،[155] وخرج المئات من طلاب المدارس والكُليات في محافظتي الناصرية وبابل في اعتصامات تأييداً للتظاهرات التي يشهدها العراق، وقد توافد طلاب الناصرية إلى ساحة الحبوبي، في وسط المدينة،[156] وانضم الآلاف من طلبة المدارس والجامعات إلى معتصمي الديوانية في ساحة الساعة مقابل مبنى الحكومة المحلية،[157] واحتشد الآلاف من الطلبة والمواطنين في اعتصام كبير بساحة الحبوبي وسط الناصرية،[158] وتنظيم وقفة احتجاجية لموظفي تربية الديوانية لدعم التظاهرات،[159] وانضم طلبة جامعة المثنى لتظاهرات السماوة،[160] وارتفع أعداد الطلبة المُشاركين في اعتصامات الناصرية إلى الآلاف دعماً للمظاهرات،[161] وأعلنت نقابة المعلمين لفرع الديوانية عن تنظيم اعتصام داخل جميع مدارس المحافظة،[162] وانطلق العشرات من طلبة المدارس في تظاهرات من ساحة الاحتفالات إلى ساحة الساعة،[163] واحتشد طلاب جامعة القادسية للإنطلاق في تظاهرة لدعم الاحتجاجات الشعبية،[164] وانطلاق تظاهرات طلابية في محافظة المثنى،[165] منعت كلية التربية في القرنة اعتصام الطلبة،[166] شارك صيادلة وذوي مهن صحية في البصرة بوقفة تضامنية مع الاحتجاجات الشعبية،[167] وتنظيم عصيان مدني طلابي عام في جامعات محافظة ذي قار تضامناً مع المتظاهرين،[168] تنظيم تظاهرة طلابية في قضاء الرميثة في محافظة المثنى،[169] نظّم مُحامي البصرة وقفة احتجاجية في ساحة عبد الكريم قاسم تضامناً مع الاحتجاجات الشعبية،[170] انضمام الآلاف من الطلبة لتظاهرات السماوة للمطالبة بالتغيير الشامل،[171] نظّم طلاب مجمع كليات الزبير اعتصاماً حاشداً بمشاركة الآف الطلبة أمام الباب الرئيسي لمجمع الكليات،[172] نظم العشرات من موظفي صحة الديوانية وقفة تضامية لدعم الاحتجاجات.[173] انضمام المئات من طلبة الجامعات والاعدادية لساحة الاعتصام في محافظة ميسان،[174] إضراب العشرات من طلبة المعهد التقني في الديوانية عن الدوام دعماً للتظاهرات،[175] نظّم المئات من الطلبة في قضاء الحمزة الشرقي جنوبي محافظة الديوانية إضراب وسط مركز القضاء،[176] اكتظّت شوارع جامعة البصرة في مجمع كليات كرمة علي بالطلبة المتضامنين مع الاحتجاجات الشعبية،[176] وملأت الأعلام العراقية والقمصان البيضاء شوارع جامعة البصرة،[177] وانضم نقابة الأطباء في محافظة الديوانية إلى المعتصمين في ساحة الساعة، [178] وتنظيم تظاهرة لكليات أهلية في محافظة السماوة تضامناً مع الاحتجاجات العامة.[179] أعلنت نقابة المعلمين العراقية الاضراب العام لمدة أربعة أيام،[180] وأعلن الاتحاد العام لنقابات العمال في العراق، اعتصامه ووقوفه مع المتظاهرين ومطالبهم المشروعة، داعياً الكوادر النقابية والعاملين إلى التوجه لساحات التظاهر.[181] مُنِعت وطُرِدت قناة كادر العراقية من تغطية الأحداث في ساحة الحبوبي وسط الناصرية،[182] وأعلن طلبة كلية الطب بجامعة البصرة تضامنهم مع الاحتجاجات العامة في العراق،[183] ونظم موظفو تربية قضاء الحمزة الشرقي في الديوانية وقفة تضامنية لدعم المظاهرات،[184] واتساع رقعة المتضامنين مع الاحتجاجات في الديوانية وانضمام موظفي القطاع البلدي الخامس بالإضراب عن الدوام،[185] وانطلاق تظاهرات طلابية في قضاء أبي الخصيب في محافظة البصرة.[186] عقد مجلس النواب العراقي جلسة لمتابعة مطالب المتظاهريين،[187] وقرر على أن يكون الاشراف والمراقبة على أداء محافظ كركوك من قبل نواب المحافظة،[188] وصوّت على حل مجالس الأقضية والنواحي والمحافظات،[189][190][191] وصوّت على إلغاء امتيازات ومخصصات الرئاسات الثلاث والنواب والوزراء وكبار المسؤولين،[192][193] وشكل لجنة لتعديل الدستور خلال 4 أشهر.[194][195] وصوت على إلغاء امتيازات رُفحاء.[196] وبلغ عدد حاضري الجلسة، 222 نائباً.[197] وأعلنت نقابة المحاميين العراقيين عن إضراب، ودعت المحامين للإمتناع عن الترافع أمام المحاكم العراقية كافة، اعتباراً من يوم الأربعاء الموافق 30 تشرين الأول 2019 ولغاية يوم الأثنين الموافق 4 تشرين الثاني 2019.[198] أعلنت رئاسة مجلس النواب عن استجواب وزراء النفط والصناعة والزراعة في الشهر المقبل،[199] وقد سجّلت رابطة أعضاء جماهير أندية الزوراء والشرطة والقوة الجوية في تظاهراة ساحة التحرير،[200] وأعلنت نقابة أطباء الإسنان في اجتماع غير اعتيادي لها، وقررت فيه الدعوة إلى الامتناع عن الدوام في المؤسسات الحكومية التي لا تقدم خدمات علاجية مباشرة للمواطنين، والاعتصام داخل المؤسسات الصحية العلاجية بما لا يتعارض مع تقديم العلاجات الطبية الضرورية للمواطن، وسيكون الامتناع من يوم 29 أكتوبر، 2019 ولمدة أسبوع، وقررت دعم المتظاهرين من خلال النزول والتواجد بالصداري البيضاء في ساحات التظاهر والاعتصام في عموم العراق، وتشكيل فرق تطوعية في ساحات التظاهر والاعتصام لإسعاف الجرحى والمصابين وتقديم الخدمات الطبية للمتظاهرين والقوات الأمنية وتنسيق تجهيز المفارز الطبية بالادوية والمستلزمات الطبية اللازمة لذلك.[201] وأفادت مفوضية حقوق الإنسان، بمقتل 5 متظاهرين في بغداد، وأكد مسؤولون عراقيون إصابة 100 في مواجهات مع قوات الشرطة وسط بغداد، إثر توافد آلاف الطلاب إلى الشوارع، وأوضحت في بيان مفصل عدداً من الانتهاكات، كما أشارت المفوضية إلى قيام القوات الأمنية بحملة اعتقالات في محافظات البصرة، وذي قار، وبابل، حيث بلغ عدد المعتقلين 158 معتقل، أطلق سراح 123 منهم وبقي 35 معتقلا، وأعلنت وحدة الإعلام في قيادة عمليات بغداد ببيان لها فرض حظر التجوال للأشخاص، وسير المركبات، والدراجات النارية والهوائية، والعربات بمختلف أنواعها، واعتبارا من الساعة 12 من مساء الاثنين ولغاية الساعة السادسة صباحا، وذلك لحماية المتظاهرين.[202][203] وأعلنت مفوضية حقوق الإنسان ارتفاع حصيلة اعداد المصابين في المظاهرات على مدار 3 أيام إلى 80 قتيلا وأكثر من 3 آلاف جريح.
- 29 تشرين الأول: أكد مسؤول أمني عراقي لوكالة أسوشيتد برس، مقتل 14 شخصاً في محافظة كربلاء وإصابة المئات في هجوم استهدف المتظاهرين وقع في ساعة مبكرة من صباح يوم الثلاثاء كما ذكرت وكالة رويترز تضارب الأنباء عن مقتل 14 شخصاً في كربلاء، حيث نفى محافظ كربلاء نصيف الخطابي لوكالة الأنباء العراقية مقتل أي شخص من المتظاهرين أو القوات الأمنية يوم أمس،[204][205] وشارك آلاف الطلبة لليوم الثاني في اعتصام الناصرية،[206] وإتساع دائرة الاحتجاجات الشعبية والطلابية والنقابية في المثنى كثيرًا،[207] وتظاهر الآلاف من مختلف الشرائح في ساحة الاحتفالات في محافظة المثنى،[208] ونظمت نقابة المهندسيين الزراعيين في الديوانية تظاهرة لدعم الاحتجاجات الشعبية،[209] واحتشدت الآلاف من المعتصمين في ساحة الحبوبي في الناصرية مع توقعات بزيادة الأعداد،[210] رافعين شعارات تنادي بالعيش الكريم بعيدا عن الفاسدين،[211] ونظم العشرات من موظفي مديرية بلدية البصرة وقفة تضامنية لمساندة التظاهرات السلمية في البلد،[212] اتساع نطاق الاحتجاجات في القرنة في محافظة البصرة وتوافد العشرات أمام ساحة الشهداء وكلية التربية،[213] مع مشاركة نسائية لافتة،[214] وشاركت نقابة أطباء الأسنان في الديوانية باعتصام الساعة لدعم الاحتجاجات الشعبية،[215] وشاركت الكوادر الطبية والصحية في مستشفى النسائية والأطفال في اعتصام ساحة الساعة في محافظة الديوانية،[216] وتوافد المئات من طلبة المدارس في محافظة الديوانية بتظاهرات للإلتحاق في ساعة الاعتصام،[217] والعديد من التظاهرات الطلابية تجوب عدداً من شوارع مركز مدينة البصرة تضامناً مع الاحتجاجات الشعبية العامة،[218] ونظم العشرات من موظفي دائرة ماء الديوانية تظاهرة في ساحة الساعة مقابل الحكومة المحلية،[219] نظم العشرات من موظفي ضريبة الديوانية مظاهرة في ساحة الساعة مقابل مبنى الحكومة المحلية في محافظة الديوانية،[220] اعتصم مئات الطلبة في قضاء الدواية في محافظة ذي قار في الشوارع،[221] نظم طلاب جامعة المثنى اعتصام طلابي وتظاهرات.[222] تضامن طلبة الجامعة التقنية الجنوبية في البصرة مع الاحتجاجات الشعبية،[223] وانطلقت تظاهرات طلابية في قضاء الوركاء في محافظة المثنى،[224] وتوافد المئات من منتسبي شركة نفط ذي قار للاعتصام في ساحة الحبوبي،[225] ونظم العشرات من موظفي مديرية شهداء الديوانية وقفة تضامنية لدعم التظاهرات،[226] واحتشد آلاف المتظاهرين في ساحة البحرية في محافظة البصرة،[227] وامتلأت ساحة الحبوبي بالناصرية والشوارع القريبة منها بالمُعتصمين،[228][229] واستمر الاعتصام والتظاهر في محافظة ميسان دون حوادث بحماية قوات الأمن،[230] ورفع معتصموا الديوانية العلم العراقي فوق رؤوسهم بطول 10 أمتار في ساحة الاعتصام،[231] وتزايد أعداد المتظاهرين والمعتصمين في مدخل بوابة ميناء أم قصر في محافظة البصرة،[232] أعلن رئيس الاتحاد العام للجمعيات الفلاحية التعاونية في العراق، الإضراب العام عن الدوام في كافة الاتحادات المحلية والفرعية والجمعيات لحين تلبية مطالب المتظاهريين السلميين بتوفير فرص العمل والضمان الصحي والسكن والعيش بكرامة،[233][234] قدّمت أربع كتل برلمانية، وهي التركمان وسائرون والحكمة والنصر، مُذكرة رسمية إلى رئيس مجلس النواب باستجواب عبد المهدي فوراً.[235][236] صوت مجلس النواب على رفع الحصانة عن أي نائب متهم بالفساد بعد وصول ملفه من القضاء إلى المجلس،[237] وقدم 160 نائباً طلباً إلى رئاسة البرلمان لتقليل أعضاء مجلس النواب، وأن يكون نسبة تمثيل كل 200 ألف مواطن عضو بالبرلمان، بدل المائة ألف مواطن،[238] أعلنت نقابة المهندسيين العراقية الاعتصام السلمي والإضراب وتعليق العمل الهندسي دون المساس بالخدمات التي لها صلة مباشرة مع حياة المواطن.[239]

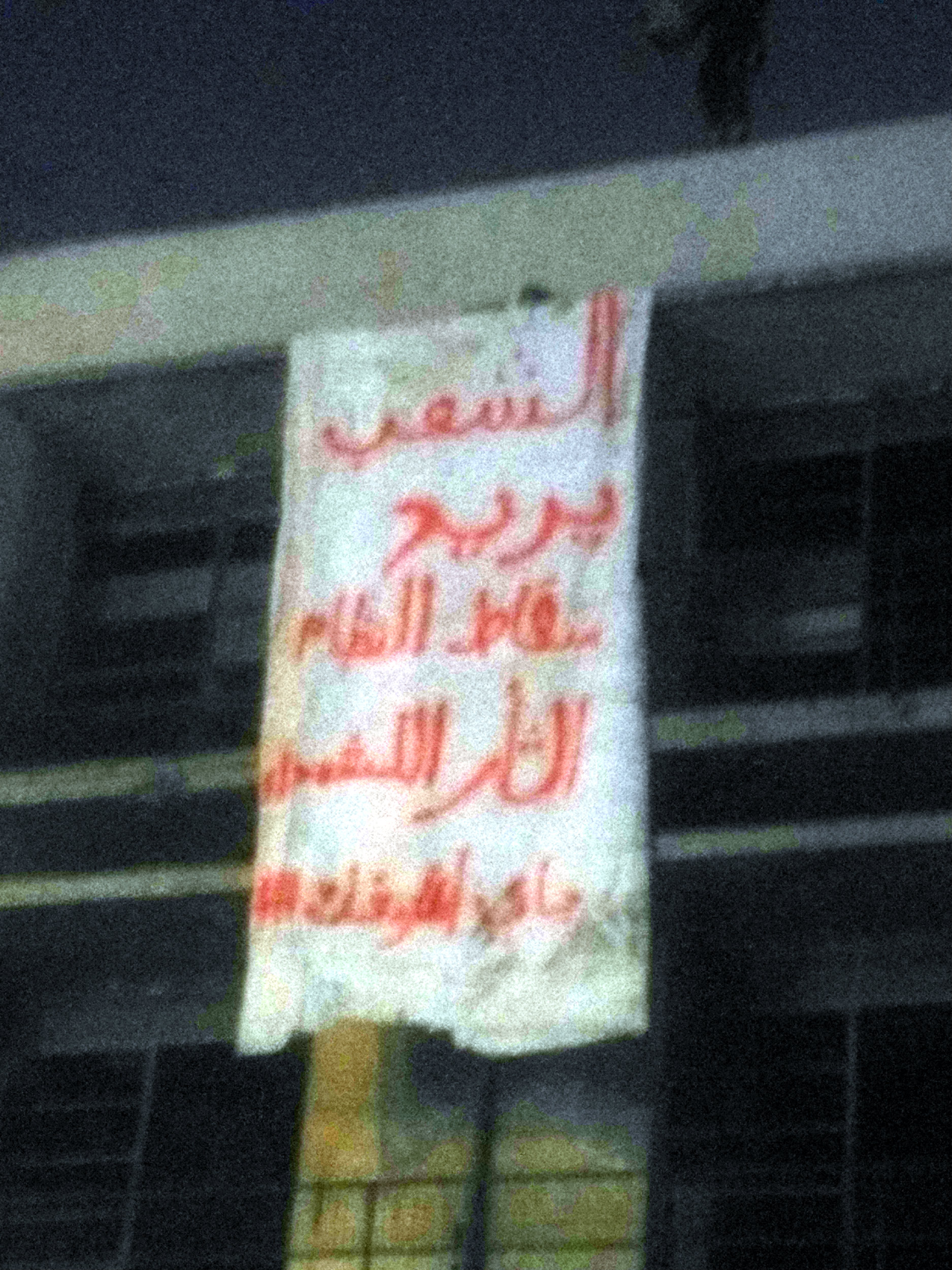
لافتة كُتِبَ عليها "الشعب يريد إسقاط النظام والثأر للشهداء"

- 30 تشرين الأول: أعلنت نقابة الصحفيين العراقيين، عن تنظيم حملة كُبرى للتبرع بالدم لدعم المصابين والجَرحى من المتظاهرين والقوات الأمنية،[240][241] وتجدد التظاهرات الطلابية في معظم مناطق العاصمة بغداد والمحافظات، وخرج المئات من طلبة المدارس والجامعات في مظاهرات سلمية،[242] نظّم العشرات من موظفي الشركة العامة لمصافي الجنوب في البصرة، وقفة تضامنية مع الاحتجاجات العامة داخل موقع الشَركة،[243] قطع متظاهرون في الدير الجسر المؤدي إلى ناحي النشوة ويمنعون العجلات الكبيرة المتجهة لحقل مجنون النفطي من العبور،[244] وتجددت اعتصامات الناصرية بعد توافد المئات من طلبة المدارس،[245] وتوجهت تجمعات طلابية للمشاركة في التظاهرات أمام ديوان محافظة البصرة،[246] وانطلقت مسيرة طلابية تضامنية في قضاء المدينة شمال البصرة،[247] وشارك الآلاف من طلبة المدارس في اعتصامات الديوانية،[248] وشارك الآلاف من موظفي زراعة الديوانية في اعتصام الساحة لدعم الاحتجاجات الشعبية،[249] وانطلقت مسيرة طلابية نحو ساحة التربية في كربلاء،[250] وشارك العشرات من موظفي دائرة الكاتب العدل ومديرية القاصرين في الديوانية باعتصام الساحة لدعم الاحتجاجات الشعبية،[251] وتجددت التظاهرات الطلابية في محافظة المثنى،[252] انطلاق مسيرة طلابية حاشدة في قضاء القرنة،[253] وشارك العشرات من موظفي الشركة العامة لتجارة الحبوب في الديوانية في اعتصام الساعة،[254] ونظّم العشرات من موظفي دائرة ماء الديوانية تظاهرة في ساحة الساعة مقابل الحكومة المحلية لدعم الاحتجاجات،[255] ونظّم العشرات من موظفي مديرية التخطيط في الديوانية اعتصاماً في الساحة دعماً للاحتجاجات،[256] أضرب العشرات من طلبة وأساتذة كلية الإمام الكاظم في الديوانية عن الدوام ويشاركون في اعتصام الساعة،[257] تظاهر العشرات من موظفي شركة المشاريع النفطية في البصرة قرب مواقع عملهم تضامناً مع التظاهرات والاحتجاجات،[258] شارك العشرات من موظفي وزارة الموارد المائية في اعتصام الساعة في الديوانية،[259] شارك طلبة الدكتوراه في جامعة القادسية في اعتصام الساعة،[260] وشارك طلبة معهد الصحة العالي في الديوانية في اعتصام الساعة،[261] الآلاف من الطلبة والمواطنيين والنقابيين يواصلون الاعتصام في ساحة الحبوبي وسط الناصرية،[262] وتظاهر طلبة المجموعة الطبية في جامعة البصرة تضامناً مع الاحتجاجات العامة،[263] انضم طلبة كلية الطب إلى تظاهرات السماوة،[264] تظاهر المئات من طلبة المدارس أمام حكومة البصرة تضامناً مع الاحتجاجات،[265] شارك الآلاف من الأطباء والكوادر الصحية والتمريضية وطلبة كليات ومعاهد المجموعة الطبية في اعتصام الساعة في الديوانية للمطالبة بتغيير النظام وتعديل الدستور،[266] وشارك العشرات من موظفي المديرية العامة لتربية الديوانية في اعتصام الساعة لدعم الاحتجاجات،[267] وانطلاق مسيرة تربوية للتضامن مع الاعتصام في السماوة،[268] وشاركت نقابة المحامين في الديوانية في اعتصام الساعة دعماً للاحتجاجات الشعبية،[269] ونظمة مديرية تربية المُثنى وقفة تضامنية مع التظاهرات،[270] تظاهر منتسبوا شركتي غاز البصرة وغاز الجنوب تضامناً مع المحتجيين السلميين،[271] واحتشد طلبة كليات باب الزبير أمام البوابة الرئيسية للجامعة تضامناً مع الاحتجاجات،[272] وأعلنت غرفة تجارة المُثنى تضامنها مع التظاهرات.[273] نُظمت وقفة احتجاجية تضامنية في بلدية الهوير،[274] وأطلق متظاهروا جامعة البصرة حملة تبرع ب "ربع دينار، لدعم المعتصمين وحصلوا على أكثر من مليون دينار عراقي،[275] ونُصبت خيمة اعتصام أخرى في قضاء القرنة،[276] وواصل الآلاف من طلبة المدارس اعتصامهم في ساحة الساعة وسط الديوانية،[277] وقدمت شركات اتصال واي فاي مجاني للمُعتصمين في ساحة الحبوبي بمدينة الناصرية،[278] ونظّم طلاب كلية الهندسة إعتصاماً مفتوحاً في ساحة التربية بكربلاء،[279] وانطلقت تظاهرة لموظفي محكمة الاستئناف الاتحادية في البصرة تضامناً مع الاحتجاجات،[280] ونظمت كوادر بلدية سفوان وقفة تضامنية تأييداً للتظاهرات الشعبية،[281] ونظمت اتحاد نقابة العمال في البصرة وأمانة شؤون المرأة والطفل وقفة تضامنية مع المتظاهرين،[282] وتوافد آلاف المعتصمين إلى ساحة الحبوبي في الناصرية،[283] وانطلق المئات من أطباء البصرة بمسيرة إلى ساحة اعتصام المحافظة،[284] وصلت ممثلة الأمم المتحدة جينين هينيس بلاسخارت في العراق إلى ساحة التحرير واستقلت التوك توك واستمعت إلى المتظاهرين ومطالبهم،[285][286][287] وانطلقت مسيرة لرياضيي المثنى دعماً للمظاهرات، واستمرار اعتصام ساحة الغدير في محافظة المثنى بمشاركة المئات،[288] وارتفع عدد سرادق ساحة اعتصام الناصرية إلى 20 لتقديم الخدمات والطعام والشراب والمبيت،[289] واستمرار الاعتصام في القرنة وتوافد المتظاهرين نحو خيمة الاعتصام،[290] وانطلاق تظاهرة حاشدة في قضاء المدينة شمال البصرة،[291] وتنظيم تظاهرة لطلبة القسم المسائي في كلية التربية في قضاء القرنة،[292] وواصلت النجف اعتصامها في ساحة الصدرين، ونُصبت سرادق جديدة في ساحة التربية بكربلاء بعد يومين على إزالتها.[293]

- 31 تشرين الأول: استمرار العصيان المدني لطلبة ذي قار حتى تحقيق المطالب،[294] طالب العشرات من الأجراء والمتعاقدون في دائرة صحة الديوانية خلال تظاهرة في ساحة الاعتصام بإقالة مدير عام الدائرة وصرف رواتبهم المتأخرة،[295] وأنضم موظفي تربية البصرة لساحة الاعتصام دعماً للاحتجاجات الشعبية،[296] وأزدياد كبير في أعداد المتظاهرين في ساحة الاحتفالات في السماوة،[297] وأنضم ذوي الاحتياجات الخاصة في البصرة إلى ساحة الاعتصام دعماً للاحتجاجات،[298] واعتصم الآلاف في المطعم التُركي بالناصرية على غرار نظرائهم في العاصمة،[299] ونصبت نقابة المحاميين في البصرة خيمة بساحة الاعتصام لتقديم مشورات قانونية،[300] وواصل المئات من الطلبة والمواطنين احتجاجاتهم السلمية بساحة الاعتصام أمام مقر حكومة ميسان،[301] وانطلاق تظاهرة في ساحة الشهداء وسط القرنة تضامناً مع الاحتجاجات العامة،[302] وتجدد التظاهرات الطلابية في مركز مدينة السماوة،[303] نظمت نقابة الصحفيين في المثنى حملة للتبرع بالدم لدعم جرحى التظاهرات،[304] وتجددت التظاهرات أمام بوابة جامعة البصرة في باب الزبير تضامناً مع الاحتجاجات المطالبة بالتغيير،[305] نظم موظفي مديرية كمارك المنطقة الجنوبية في البصرة وقفة تضامنية،[306] والتحق نقابة الصحفيين في ذي قار بساحة اعتصامات الناصرية،[307] وتواصل توافد آلاف المعتصمين إلى ساة الحبوبي وسط الناصرية،[308] وألغت الصابئة المندائية في البصرة احتفالاتها بعيدها الصغير الذي يصادف السَبت المُقبل تضامناً مع ضحايا التظاهرات.[309] رفض معتصموا الناصرية أي حكومة بديلة من الأحزاب الحالية،[310] وطالبت 15 نقابة واتحاد، الحكومة بتقديم استقالتها فوراً، واختيار مُرشح مستقل لفترة انقتالية، والنقابات هي كل من: نقابة الأطباء، نقابة المهندسين، نقابة الصيادلة، نقابة أطباء الأسنان، نقابة الجيلوجيين، نقابة المهن الصحية، نقابة الأطباء البيطريين، نقابة المحاسبيين والمدققين، اتحاد الحقوقيين، اتحاد المقاولين، اتحاد الصناعات، نقابة التمريض، نقابة المحامين، نقابة المعلمين، اتحاد العمال.[311] وواصل الآلاف اعتصامهم في ساحة الساعة في محافظة الديوانية،[312] وتوافد المتظاهريين نحو ساحة التربية وسط كربلاء،[313] وتوافد كبير لساحة الاعتصام وسط السماوة.[314] وحاول المتظاهرين اقتحام المنطقة الخضراء في بغداد، فأطلقت الشرطة قنابل الغاز المسيل للدموع لمنعهم من اختراق المنطقة. وذكرت وكالة رويترز أن اثنين من المتظاهرين قتلا أثر تعرضهما لقنابل الغاز التي أطلقت مباشرة نحوهما.
- 1 تشرين الثاني: أغلق معتصميين ميناء أم قصر في محافظة البصرة ووقفوا أمام الميناء حتى تحقيق المطالب الشعبية،[315] وأغلق عدد من المتظاهريين حقل البزركان النفطي، في محافظة ميسان، ومنعوا العاملين من الوصول إليه،[316] والتحق الآلاف لساحة اعتصام الناصرية في الصباح،[317] وانضمام المزيد من العشائر لساحات اعتصام الناصرية،[318] وأفصحت هيئة النزاهة عن صدور أوامر قبض واستقدام بحق نواب ومسؤولين محليين على خلفية تهم فساد وهدر بالمال العام، ويبلغ عددهم 60 أمراً،[319] وأكد العشرات من المعتصمين أمام بوابة ميناء أم قصر في البصرة استمرارهم بالاعتصام والتظاهر وغلق بوابة الميناء لحين تحقيق المطالب الشعبية،[320] ونُصبت خيمة اعتصام في مدخل حقل مجنون النفطي شمال شرق البصرة،[321] وتجمع المئات في ساحة الاعتصام بالسماوة مركز محافظة المثنى،[322] وتوافد عشرات المتظاهرين نحو خيمة الاعتصام في حقل مجنون النفطي،[323] وشارك المئات من أبناء الديوانية في اعتصام الساعة،[324] ونظم اتحاد نقابات عمال البصرة وقفة تضامنية مع الاحتجاجات،[325] واستمرار التظاهرات وسط القرنة المطالبة بإقالة الحكومة وإلغاء البرلمان.[326] شارك العشرات من شريحة الصم والبكم في اعتصام الديوانية رفضاً للتهميش،[327] ونُصِبت خيمة اعتصام أخرى في فلكة التربية وسط كربلاء،[328] وشارك المئات من أهالي مناطق الصدور في اعتصام الديوانية،[329] ونُظِمَ معرض صور لشهداء التظاهرات في ساحة اعتصام الناصرية،[330] وشارك أصحاب القبعات الزرقاء في أعتصام الساعة في الديوانية،[331] وتوافد المئات إلى ساحة الاعتصام في محافظة المثنى،[332] ووصلت مجاميع التُك تُك إلى ساحة الاعتصام وسط محافظة كربلاء،[333] وأعلن تجار المُثنى دعمهم للمظاهرات،[334] وشارك أبناء العشائر في اعتصام السماوة،[335] وشاركت نقابة المُهندسين في الديوانية في الاعتصام،[336] وسجل اعتصام السماوة تزايداً كبيراً في أعداد المُشاركين،[337] وتحولت ساحة الحبوبي في الناصرية إلى مركز اعتصام لجميع الأقضية والنواحي، ونُظِمَت مسيرة لشرطة البصرة ودراجات بايكرز لنشر ثقافة السلام،[338] واستلمت شرطة المُثنى مقرات المجالس المحلية بأقضية السماوة والرميثة والخضر،[339] استمرار الاعتصام أمام بوابة ميناء أم قصر الشمالي،[340] وزاد أعداد المُعتصمين أمام بوابة أم قصر ونصب سرادق لاستمرار الاحتجاج،[341] وشكل محافظ المثنى لجنة لاستلام الذمم المالية لأعضاء مجلس المحافظة،[342] وتظاهر المئات وسط قضاء الشطرة للمطالبة بتغيير النِظام،[343] وأكتظت ساحة الحبوبي بعد تحول الاعتصام إلى مركزي،[344] وشهدت ساحة الاعتصام في المُثنى زخماً كبيراً مقارنةً بالإيام الماضية،[345] وشاركت عوائل بأكملها في الاعتصام،[346] ونُصِبَت منصة للاحتفالات والعروض الفنية والمَسرحية،[347] وزاد حجم مشاركة المواكب الحسينية في تظاهرات كربلاء،[348] وشاركت أعداد غير مسبوقة في تظاهرة البصرة،[349] وزاد اعداد المُعتصمين في البصرة بأجواء احتفالية كَبيرة،[350] ووجه مُحافظ النجف، لؤي الياسري، بتحويل مبنى مجلس المحافظة الجديد إلى مستشفى للأمراض السرطانية،[351] وتواصل الاعتصام بمدخل حقل مجنون النفطي شمال البصرة،[352] وتضاعف أعداد المعتصمين في البصرة وكذلك الدعم اللوجستي،[353] وتوسعت ساحات الاعتصام في ذي قار بعد توافد كبير للمشاركين من الأقضية والنواحي،[354] وشهدت محافظة المثنى ثلاث أعتصامات في آن واحد،[355] وأُصيب ميناء أم قصر بشلل تام آثر الاحتجاجات المُستمرة،[356] وقُتلت فتاة فوق جسر الجمهورية بعد اصابتها بقنبلة غازية استقرت برأسها،[357] وسُجلِت محاولات لعبور جسر السنك في بغداد،[358] وتوافد المتظاهرين نحو خيمة الاعتصام بمدخل مجنون النفطي،[359] وتوافد الآلاف إلى ساحة الاعتصام في البصرة،[360] وأقامت جمعية الأدباء الشعبيين بالديوانية حفلاً تأبينياً لشهداء التظاهرات،[361] وتوافد المئات إلى ساحة التحرير من مختلف مناطق بغداد،[362] وجدد الآلاف اعتصاماتهم المسائية في ساحة الحبوبي وسط الناصرية،[363] وجدد الآلاف من أبناء الديوانية اعتصامهم في ساحة الساعة مقابل الحكومة المحلية،[364] وحُوِلَ مبنى مجلس المُثنى إلى دائرة استخبارات ومكافحة الإرهاب في المحافظة،[365] ونصبت صحة الديوانية مفرزة طبية بساحة الاعتصام لتقديم الخدمات العلاجية للمعتصمين.[366]
- 2 تشرين الثاني: أعلنت نقابة المُعلمين العراقيين، عن الاضراب العام للهيئات التعليمية والتدريسية للأسبوع القادم من يوم الأحد الموافق 3/11/2019 ولغاية يوم الخميس الموافق 7/11/2019.[367][368] توافد مئات المُعتصمين إلى ساحة اعتصام الناصرية، واستمرار الاعتصام لليوم الثاني على التوالي في بوابة مدخل حقل مجنون النفطي في ناحية النشوة، قضاء شط العرب، شمال شرق البصرة تضامناً مع المطالب العامة للمُعتصمين، وقد منع المعتصمين دخول الموظفين العاملين في الشركات النفطية العاملة في الحقل،[369] وقد سُجلت اصابتين والعشرات من حالات الاختناق من الغاز المسيل للدموع في صفوف المُعتصمين في مينا ء أم قصر،[370] وهدد معتصموا الرميثة بقطع سكة القطار ومنع سير سيارات المسؤولين في حال عدم تنفيذ مطالبهم خلال 3 أيام،[371] واستمرار اعتصام ميناء أم قصر وغلق بوابة الميناء ومنع دخول وخروج الشاحنات لحين تنفيذ المطالب،[372] وارتفع اعداد مُعتصمي أم قصر إلى المئات بعد انضمام أهالي خور الزبير،[373] وحاول معتصموا إخراج الصهاريج المحملة بالوقود المنتشرة قرب بوابة الميناء،[374] وواصل الآلاف اعتصامهم في ساحة الحبوبي وسط الناصرية بنفس الوتيرة،[375] وقام معتصموا أم قصر بإخراج الصهاريج المحملة بالوقود والتي كانت تحاول الدخول للميناء بحماية قوات مكافحة الشغب لتفريغ حمولتها للبواخر،[376] وأكد مصدر حكومي تعطيل العمل داخل الميناء بشكل تام وعدم استطاعة الموظفين ممارسة أعمالهم،[377] وأصيب 6 من عناصر الأمن أثناء تفريق المُحتجين من أمام بوابة ميناء أم قصر التي اغلقها المعتصمون ومنعوا دخول وخروج الشاحنات من وإلى الميناء،[378] ونظم منتسبوا المنتوجات النفطية في كربلاء وقفة تضامنية مع المطالب الشعبية في ساحات الاعتصام،[379] وتوافد آلاف المعتصمين إلى ساحة اعتصام الناصرية،[380] وأعلن معتصموا الناصرية العصيان المدني أعتباراً من يوم غد،[381] وتوافدت عشائر كربلاء إلى ساحة الاعتصام،[382] واستمرار الاعتصام أمام حقل مجنون وقائممقامية القرنة،[383] وتزايد اعداد المُعتصمين في محافظة ذي قار وساحة الاعتصام لا تستوعبهم،[384] واستمرار توافد المتظاهرين نحو ساعة الاعتصام وسط كربلاء.[385] وتوافد المواطنين إلى ساحة اعتصام البصرة في الجبيلة،[386] وتوافد كبير لساحة الاعتصام في محافظة المثنى،[387] واستمرار المظاهرات في قضاء الشطرة ومطالبات بالإفراج عن المعتقلين،[388] وتزايد أعداد المواطنين لساحة اعتصام البصرة،[389] واعتصام قضاء الخضر في محافظة المثنى يدخل يومه الثالث،[390] وأعلنت شرطة المُثنى عن اتخاذها اجراءات لمنع قطة سكة القطار بالرميثة،[391] وواصل المئات من المعتصمين قطع الطرق المؤدية إلى ميناء أم قصر.[392] أعلنت نقابة الأكاديميين العراقيين عن استمرار الإضراب لحين تحقيق المطالب،[393][394] سُجِلَت تظاهرتين واعتصامين في شمال البصرة في قضاء الدير وقضاء القرنة وناحية النشوة،[395] ويستذكر متظاهروا كربلاء كل ليلة ضحايا التظاهرات بإيقاد الشموع،[396] ونُصِبَت سرادق للمُعتصمين على جسر السوق في قضاء الشطرة،[397] واتجهت تظاهرات قضاء الشطرة نحو الاعتصام المفتوح وبناء سرادق وسط مركز المدينة،[398] ويستمر المئات بالاعتصام أمام بوابة ميناء أم قصر ويطالبون بتغيير نِظام الحُكُم،[399] وأعلنت عمليات بغداد تقليص حظر التجوال للساعة 2 بعد منتصف الليل وحتى ال6 صباحاً،[400] وانطلاق تظاهرات في قضاء الفاو تأييداً لاحتجاجات البصرة،[401] توافد المزيد من المواطنين للمشاركة بالاعتصام أمام بوابة ميناء أم قصر،[402] ونُصبت 10 سرادق أمام بوابة أم قصر والمئات يشاركون بالاعتصام،[403] واعتصام البصرة مستمر بدعم من المواكب بأجواء احتفالية،[404] وأقام معتصمي الديوانية تشييع رمزي لشهداء التظاهرات،[405] واستمرار الاعتصام في ميسان لليوم التاسع على التوالي بمشاركة الآلاف،[406] وانطلاق تظاهرة حاشدة في القرنة بمشاركة آلاف المواطنين،[407] وأعلن صفاء المالكي عن أن ميناء أم قصر يتضرر 10 ملايين دولار باليوم الواحد نتيجة الأحداث الجارية.[408] اطلقت القوات الأمنية العراقية يوم السبت الغاز المسيل للدموع على المتظاهرين لتفريقهم في ميناء أم قصر ومحافظة ذي قار. وقالت الوكالة الوطنية العراقية للأنباء أن القوات فرقت متظاهرين أغلقوا ميناء أم قصر قرب البصرة منذ ثلاثة أيام، مشيرة إلى وقوع اشتباكات بين الجانبين. وأغلق المتظاهرون يوم الثلاثاء الماضي المدخل الرئيسي للميناء، ومنعوا دخول وخروج الشاحنات المحملة بالبضائع.[409]
- 3 تشرين الثاني: اغلق محتجون معظم شوارع بغداد مع تصاعد شدة الاحتجاجات ودخولها اليوم العاشر على التوالي،[410] كما أقدم بعض المتظاهرين على حرق مبنى القنصلية الإيرانية في مدينة كربلاء[411][412]، وسقط ثلاثة شبان قتلى لحظة إضرام النار في القنصلية، بعد تعرضهم لإطلاق رصاص حي من داخل القنصلية وخارجها لحظة احتراقها،[413] واتجهت سيارات إسعاف نحو مبنى القنصلية،[414] وتعتبر هذه هي القنصلية الإيرانية الثانية التي تتعرض للحرق في العراق، بعد قنصلية البصرة خلال تظاهرات العام الماضي[415]، ورفع المتظاهرين العلم العراقي فوق أسوار مبنى القنصلية.[416][417] دخل اعتصام الخضر في المثنى يومهُ الخامس،[418] وتوافد أعداد المُعتصمين في البصرة بعد حضور مواطنين من الأقضية والنواحي،[419] وأغلق متظاهرون غاضبون في محافظة ميسان الطرق المؤدية إلى الحقول النفطية في المشرح،[420] وشارك العشرات من كوادر تربية الديوانية بالاعتصامات،[421] وقطع متظاهرون شوارع مركز محافظة واسط تضامناً مع العصيان المدني،[422] وأفاد صحفي من محافظة ميسان بأن اغلب طلبة المدارس والعديد من الكليات متضامنين مع الاحتجاجات العامة عبر التظاهر في ساحات الاعتصام،[423] وأفاد بوجود تضامن شعبي واسع مع العصيان المدني وقطع الطرق المؤدية لمقار الشركات النفطية،[424] وشارك أطباء في اعتصام الساعة لدعم الاحتجاجات في الديوانية،[425] وأعلنت مديرية التسجيل العقاري في الديوانية الإضراب عن الدوام،[426] ونظم طلبة جامعة كربلاء، مسيرة حاشدة ويقطعون الطريق المؤدي إلى ساحة التربية،[427] وتوافد آلاف المعتصمين إلى ساحة الحبوبي وسط الناصرية،[428] وتصاعد أعداد المعتصمين في الناصرية بشكل مُستمر،[429] والمئات من أبناء الديوانية واصلوا اعتصامهم في ساحة الساعة،[430] وازدادت أعداد التربويين المشاركيين في اعتصام السماوة،[431] وقَطعَ متظاهرون الطريق الخارجي لـقضاء أبي الخصيب جنوب البصرة،[432] واستمر الاعتصام في مدخل حقل مجنون النفطي،[433] وشهدت محافظة ذي قار إضراباً بكامل مفاصلها،[434] ودخل متظاهرون مبنى قائممقامية القرنة،[435] وعطلت مصارف ذي دار الدوام تضامناً مع المعتصمين،[436] وغادر المتظاهرون مبنى قائممقامية القرنة،[437] وأكد طلبة جامعات ومدارس البصرة استمرارهم بالمظاهرات والاعتصامات والإضراب عن الدوام لحين تنفيذ المطالب،[438] واتفاق بين متظاهرين ومسؤوليين وقوات أمنية في المثنى على إغلاق مقار الأحزاب،[439] ونظم أهالي الدغارة في الديوانية تظاهرة أمام البلدية لتغيير مديرها،[440] وشاركت تنسيقية المهن الصحية في مفرزة طبية لدعم المعتصمين في الناصرية،[441] وحمل المعتصمون من طلبة ذي قار علماً عراقياً بطول 50 متراً.[442]

معالم الاحتجاجات في وسط بغداد.

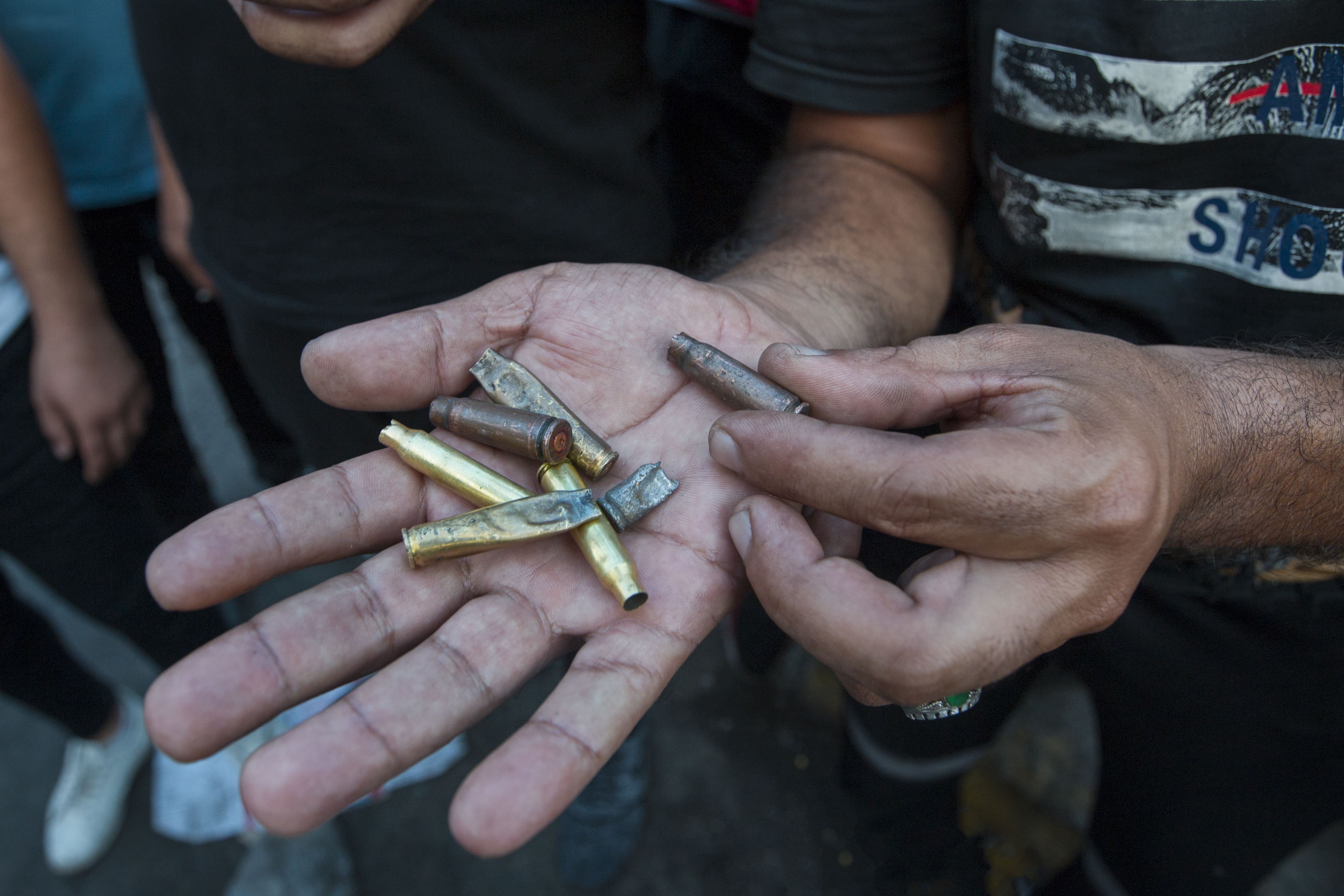
ادلة المتظاهرين على الرصاص الحي في جميع ساحات التظاهر خلال الثورة.

- ادلة المتظاهرين على الرصاص الحي في جميع ساحات التظاهر خلال الثورة.4 تشرين الثاني: استمرت التظاهرات في عموم البلد وفي بغداد قتل 5 أشخاص ومن بينهم رجل أمن وجرح 60 في مجموعة من الاحتجاجات وسط شارع الرشيد، وكان وصول جموع المتظاهرين إلى شارع الرشيد يعد تغيرا نوعيا في حركة المظاهرات لأنه شارع بغداد التأريخي،[443]، وأظهر تقرير لوكالة رويترز أن قوات الأمن أردت محتجاً بالرصاص. فيما أكد مصور الوكالة أنه شاهد مصرع ما لا يقل عن 4 آخرين بالرصاص، وحاول المحتجون قطع السير في جسر الاحرار يوم الاثنين، فيما اعلنت قيادة عمليات بغداد فيما بعد عن فتح الجسر وأصبح سالكا لمرور العجلات.[444][445] ومجلس نقابة المحامين يقرر تمديد الامتناع عن الترافع أمام المحاكم لغاية يوم الأحد 10 نوفمبر ويوسع نطاقه بالأمتناع عن مراجعة كافة الدوائر لأنجاز المعاملات وليس للمحاكم وحسب، تضامناً مع مطالب الشعب العراقي .[446] استمرت التظاهرات في عموم البلد وفي بغداد قتل 5 أشخاص ومن بينهم رجل أمن وجرح 60 في مجموعة من الاحتجاجات وسط شارع الرشيد، وكان وصول جموع المتظاهرين إلى شارع الرشيد يعد تغيرا نوعيا في حركة المظاهرات لأنه شارع بغداد التأريخي، وأظهر تقرير لوكالة رويترز أن قوات الأمن أردت محتجاً بالرصاص. فيما أكد مصور الوكالة أنه شاهد مصرع ما لا يقل عن 4 آخرين بالرصاص، وحاول المحتجون قطع السير في جسر الاحرار يوم الاثنين، فيما اعلنت قيادة عمليات بغداد فيما بعد عن فتح الجسر وأصبح سالكا لمرور العجلات.[445] قُطعت جسور وطرق رئيسية في مدينة الناصرية،[447] وأغلق معتصموا الديوانية عدداً من الدوائر الحكومية بضمنها مديرية التربية ومؤسسة السجناء السياسيين ودائرة الرعاية،[448] وتوافد مئات المواطنين لساحة الاعتصام في السماوة،[449] ووصلت إسعافات إلى بوابة ميناء أم قصر حيث موقع المعتصمين،[450] وأرتفع أعداد المعتصمون أمام بوابة ميناء أم قصر،[451] ووصلت تعزيزات أمنية إلى بوابة ميناء أم قصر والمعتصمون يتجمهرون أمامها وسط حرق إطارات،[452] وتوافد آلاف المعتصمين إلى ساحة اعتصام الناصرية،[453] وأكد معتصموا أم قصر عدم غلقهم للميناء أمام المواد الغذائية والأدوية وأي منتجات أخرى تدخل في قوت المواطن العراقي بشرط تفتيشها،[454] ونظم طلاب جامعة كربلاء مسيرة في ساحة الاعتصام،[455] وقُطِعَت عدد من الشوارع الرئيسية والفرعية في كربلاء،[456] وأكد معتصموا أم قصر على إصراراهم على الاعتصام،[457] وأغلق معتصمون في بغداد طريق محمد القاسم، وأغلقوا جميع مخارج ومداخل المدينة بالزعفرانية، وجسر البنوك، وطريق الدورة أبو دشير، ومداخل ومخارج مدينة الصدر، وساحة عدن، ومنطقة العبيدي، وساحة بيروت بإتجاه السريع، والشعلة، ومنطقة الأمين الأولى، والثانية، ومنطقة البنوك، وحي العامل، وجسر الطالبية، فيما شهد سريع السيدية أزدحاماً وسيراً بطيئاً للمركبات،[458] وأغلقت دوائر البلدية والبلديات والماء والمجاري في الناصرية بأمر الشعب وفقاً لكتابات على أبوابها،[459] وأغلقت مديرية شهداء الديوانية أبوابها لليوم الثاني تضامناً مع المتظاهرين،[460] واستمرت هتافات الطلبة بتغيير النظام وتواصل الإضراب عن الدوام بكليات باب الزبير،[461] وأكد متظاهرون أن إغلاق الدوائر والمؤسسات يهدف للضغط على الحكومة لتحقيق المطالب العامة،[462] وأفاد صحفي بإغلاق شركة النفط ومديرية التربية بمحافظة ميسان،[463] وأفادة بإن الدوام معطل بشكل شبه تام في الديوانية بسبب تصعيد الإضراب،[464] وأغلقت ثلاث جسور من أصل خمسة في وقت الذروة في محافظة المثنى،[465] وواصل متظاهرو خور الزبير اعتصامهم ومنعوا مرور مركبات الموظفين،[466] وقطع طريق أبي الخصيب بمنطقة حي العسكري بالإطارات المُحترقة من قبل متظاهرين والمركبات تسلك طرقاً غير مُعبدة لاجتياز القطع،[467] وانطلاق تظاهرة جديدة في القرنة منطقة النعييم تقطع الطريق الرابط بين بغداد والبصرة،[468] وأغلق متظاهرون بلدية الناصرية وتوجهوا للبلديات لإغلاقها،[469] والتحقت نقابة المُهندسيين الزراعيين باعتصام الناصرية،[470] وأغُلِق مبنى تربية ذي قار بأمر الشعب وفقاً للافتات مُعلقة على الأبواب،[471] وشارك العشرات من طلبة وأساتذة جامعة القادسية في اعتصام الساعة،[472] وقُطِعَ طريق البصرة - الفاو من قبل المتظاهرين،[473] وتصاعدت وتيرة توافد المتظاهرين إلى ساحة اعتصام الناصرية،[474] وواصل طلبة كلية التقنية الهندسية في البصرة اعتصامهم وإضرابهم عن دخول المحاضرات لحين تحقيق مطالب المُعتصمين،[475] وقُطِع طريق خور الزبير بإتجاه أم قصر،[476] والتحق طلاب جامعة ذي قار باعتصام الناصرية،[477] وأغلق متظاهرون جسراً آخر في مركز محافظة المُثنى،[478] والتحقت كوادر محطة كهرباء الناصرية باعتصام الناصرية،[479] وعاد موظفوا حقول نفط غرب القرنة 1 و2 إلى منازلهم بعد منعهم من قبل المتظاهرين،[480] وواصلت الكوادر التربوية اعتصامها وسط الناصرية،[481] وقُطِعَ جسر رئيسي في وسط مدينة السماوة،[482] وتوافد مئات المُعتصمين من الطلبة إلى ساحة الاعتصام بالناصرية،[483] وأغلق معتصموا الديوانية مديرية البلديات ومنعوا الموظفين من الدخول،[484] وما زالت الاعتصامات والإضرابات في المحافظة مستمرة على ذات الوتيرة،[485] ومنع متظاهرون دخول الموظفين إلى الشركات النفطية العاملة في حقلي غرب القرنة 1 و2،[486] ومتظاهرون يمنعون دخول الموظفين للشركات النفطية في حقلي غرب القرنة 1 و2،[487] واستمرار ثلاث اعتصامات في المُثنى بالإضافة إلى الاحتجاجات الجامعية،[488] وأخذ اعتصام ذي قار بالتوسع بمشاركة شرائح مُختلفة والمطالب تغيير النظام والدستور،[489] وتوسع سرادق الاعتصام بالأقضية والنواحي في اعتصام الناصرية،[490] ونظم موظفي إحدى شركات جولات التراخيص بالرميلة الجنوبية مسيرة تضامناً مع المتظاهريين،[491] وأعلن أصحاب المحال التجارية في محافظة المثنى تضامنهم،[492] وإغلاق المعهد التقني في الديوانية تضامناً مع المتظاهرين.[493]
- 5 تشرين الثاني: إنقطاع خدمة الإنترنت في عموم العراق عدا إقليم كردستان لمدة 8 ساعات ورجوعها في الساعة التاسعة صباحاً.[494] غلق جسور في مركز محافظة المثنى،[495] وحُرِقَت إطارات بموقع الحواجز التي أسقطت أمام مبنى حكومة البصرة،[496] وفرقت قوات مكافحة الشغب المتظاهرين ووصلت الفلكة البحرية وارتفاع حالات الاختناق بالمسيل للدموع،[497] وأُسقط الحاجز الكونكريتي الثاني أمام مبنى حكومة البصرة واستمرار إطلاق المسيل للدموع،[498] وإسقطت إحدى الحواجز الكونكريتية أمام مبنى حكومة البصرة،[499] وحٌرِقَ منزل عضو مجلس ذي قار رشيد حميد السراي،[500] وأعلنت قيادة عمليات بغداد عن إلغاء حظر التجوال الليلي بشكل كامل، وأحرقت منازل النواب ناجي السعيدي، وزينب الخزرجي، ومنى الغرابي، وعضو مجلس المحافظة رجاح مطرود في قضاء الشطرة،[501] ونظم العشرات مظاهرة أمام شركة نفط البصرة - المكينة للمطالبة بالتعيين،[502] وواصل آلاف المعتصمين الاعتصام بمشاركة مختلف الشرائح،[503] وأزداد اعداد المشاركين بالاعتصام أمام مقر حكومة البصرة،[504] وانضمت مواكب حسينية جديدة في محافظة ذي قار لإدامة زخم الاعتصام،[505] واغلقت مباني القائممقامية والزراعة والبطاقة الوطنية في قضاء الرميثة شمال المُثنى،[506] وأغلق معتصموا الديوانية مبنى ديوان المحافظة ومنعوا الموظفين من الدوام،[507] واعتصم طلبة مدارس أمام تربية البصرة للمطالبة بتحسين الواقع التعليمي،[508] وواصل الآلاف اعتصامهم في السماوة مع توقعات بزيادة الأعداد،[509] وتوافد آلاف المعتصمين إلى ساحة الحبوبي بمشاركة عدد من الطلبة والتلاميذ والكوادر التربوية،[510] وأعلن مرور بغداد أن جسري الأحرار وبن حياة بإتجاه ساحة عدن وطريق الكمالية وساحة كمال ومقترباتها من العلاوي مغلقة لوجود متظاهرين فيها،[511] وعُلِقَت لافتة على جدار مديرية تربية المثنى «مغلق بأمر الشعب» واعتصام في مقر نقابة المعلمين بالمُثنى،[512] وواصلت الكوادر التربوية في محافظة ذي قار اعتصامها،[513] وأغلقت مفوضية الانتخابات في ذي بأمر الشعب،[514] وأدى ذلك إلى شلل تام وغياب حكومي وتوقف عمل أغلب الدوائر في ذي قار،[515] وفتحت القوات الأمنية طريق أم قصر وسمحت بالدخول للناحية،[516] وأغلقت جسور في محافظة المثنى لليوم الثاني على التوالي،[517] وأغلقت مباني المحافظة القديمة في الديوانية والتربية والبلديات وقسم العمل ومؤسسة السجناء السياسيين وصحة المحافظة وغيرها من الدوائر الحكومية،[518] وعُطلت الدوائر الحكومية والمدارس بالكامل في محافظة بابل،[519] وأُغلقت مديرية تربية كربلاء،[519] وفضت مكافحة الشغب اعتصام ميناء أم قصر بالقوة، وفتحت الميناء.[520]

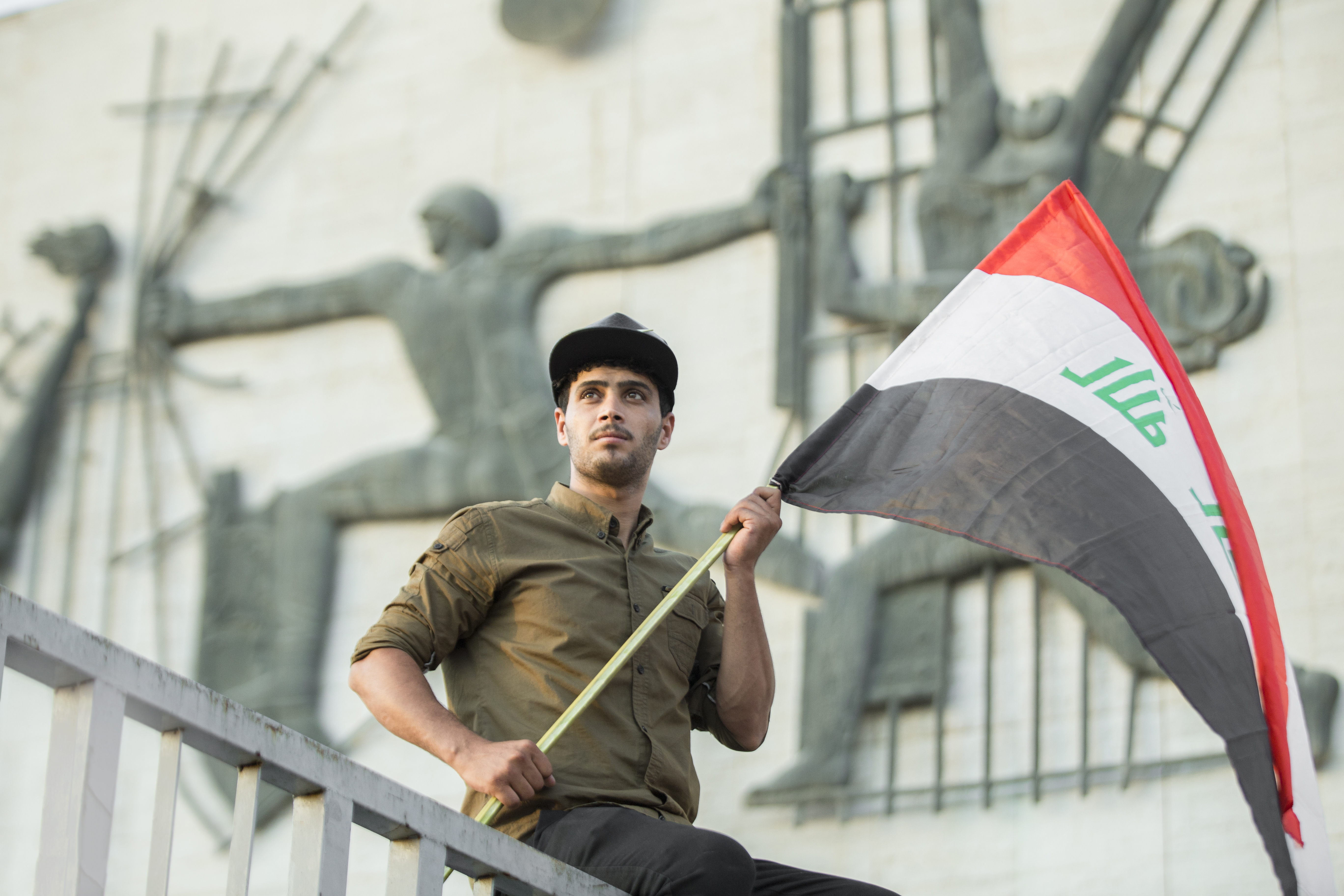
متظاهر يحمل علم العراق و يبرز خلفه نصب الحرية.

- متظاهر يحمل علم العراق و يبرز خلفه نصب الحرية.6 تشرين الثاني: أعاد متظاهرون نصب الخيم بعد تعرضها للحرق،[521] وقطع طريق الأندلس في محافظة البصرة مع حرق إطارات،[522] وفرقت قوة أمنية اعتصام البصرة ورفعت بعض السرادق،[523] وأفاد مراسل بأن اعداد المُعتصمين مقاربة للأيام الماضية وعبروا عن استيائهم من قطع خدمة الإنترنت،[524] واستمرت ثلاث اعتصامات في وسط محافظة المثنى وسط إجراءات أمنية مُشددة،[525] وواصل آلاف المواطنين اعتصامهم في محافظة ذي قار وأزدادت أعداد السرادق،[526] وشارك العشرات من وكلاء ومسؤولي مكاتب الإنترنت في محافظة الديوانية بالاعتصام في ساحة الساعة احتجاجاً على قطع خدمة الإنترنت،[527] وواصلت شرائح اجتماعية وطلابية الاعتصام بساحة الحرية وسط البصرة،[528] وأكد متظاهرين أن بعض القوات الأمنية أحرقت البارحة خياماً قرب ساحة البحرية في البصرة،[529] ونظم العشرات من خريجي الاختصاصات النفطية وقفة أمام شركة غاز الجنوب للمطالبة بالتعيين،[530] استمرار اعتصام الخضر والرميثة بمشاركة شعبية واسعة،[531] وتجددت المظاهرات الطلابية في محافظة المثنى واستمرار اعتصام السماوة،[532] واصل الآلاف اعتصامهم في ساحة الحبوبي بعد إغلاق جميع الدوائر في محافظة ذي قار،[533] واصل المئات اعتصامهم في الديوانية وسط إغلاق أغلب الدوائر.[534]

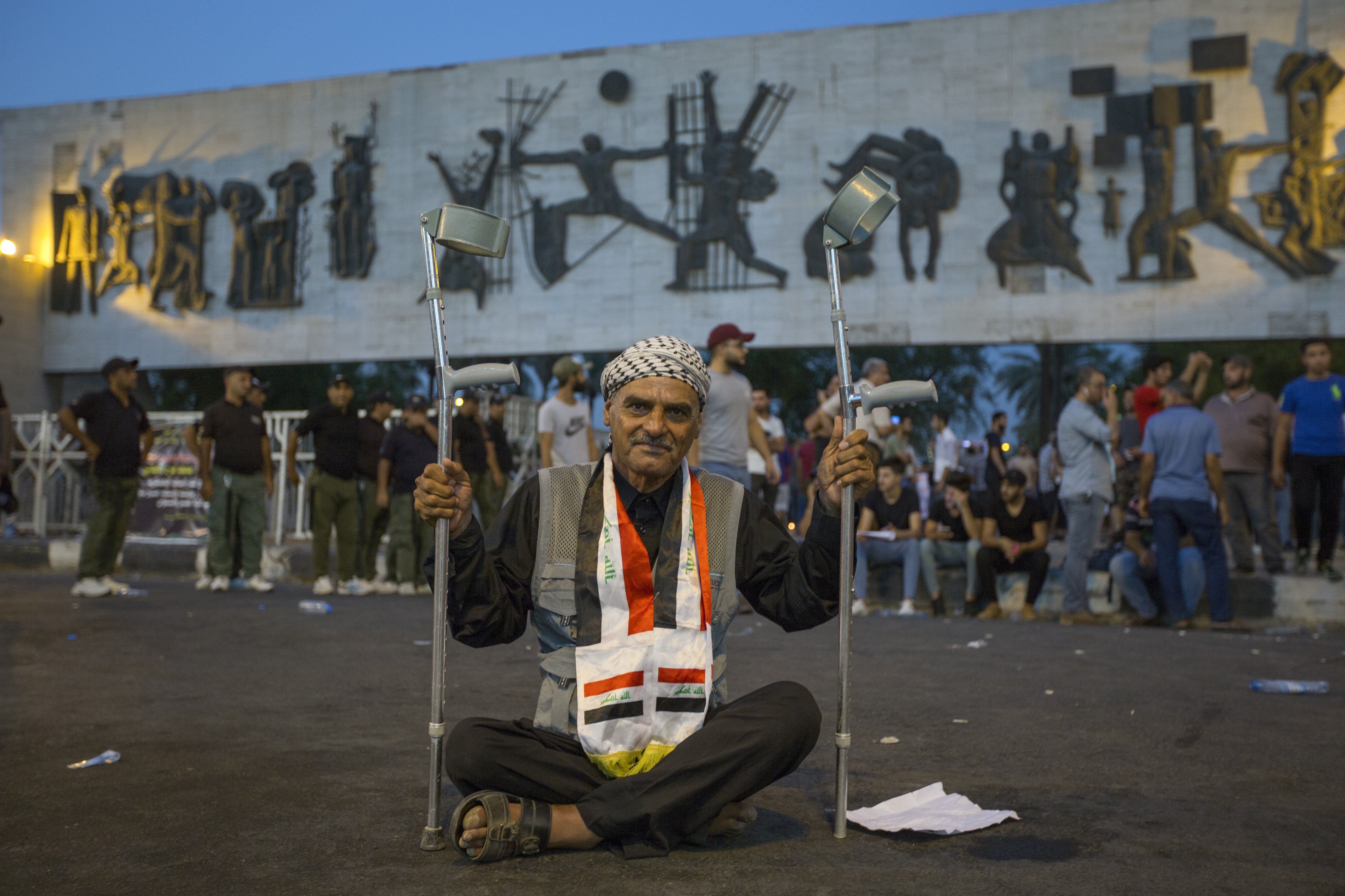
رجل يتنكب عكاز له كنوع من التظاهر السلمي في ثورة تشرين.

- رجل يتنكب عكاز له كنوع من التظاهر السلمي في ثورة تشرين.7 تشرين الثاني: أُعلِنَ عن استنفار أمني في عموم الديوانية وتشديد الإجراءات قرب المؤسسات الحكومية والدوائر،[535] وشارك موظفو معمل إطارات الديوانية في اعتصام الساعة لدعم الاحتجاجات،[536] وتجمع العشرات من المعتصمين أمام تربية الديوانية وسط إجراءات مشددة من قبل قوات حفظ القانون،[537] وأغلق العشرات من المعتصمين في الديوانية الدوائر الحكومية ومنع الموظفين من الدوام لدعم الاحتجاجات،[538] وانطلاق تظاهرة نقابة المعلمين والمئات من الكوادر التربوية من مبنى النقابة إلى ساحة الساعة في الديوانية،[539] وارتفع اعداد المعتصمين في الديوانية إلى الآلاف،[540] و4 دوائر رئيسية مُغلقة في قضاء الرميثة في محافظة المثنى،[541] وازدياد اعداد المُعتصمين في ذي قار وتوسع رقعة المواكب الحسينية الداعمة لهم،[542] ونُصبت سبعة سرادق قرب مقر الحكومة في محافظة البصرة،[543] وثلاث اعتصامات مستمرة في المثنى بمشاركة شرائح مختلفة،[544] واستمر اعتصام ساحة الغدير وسط فعاليات متنوعة،[545] وأفاد مراسل بأن جميع دوائر محافظة ذي قار مُغلقة،[546] وأفاد مراسل بزيادة السرادق في محافظة ذي قار،[547] وواصل المئات في محافظة الديوانية الاعتصام في ساحة الساعة مقابل مقر الحكومة المحلية،[548] وتوافد الآلاف إلى ساحة الحبوبي للانضمام مع المعتصمين،[549] وتوافد المئات إلى ساحة اعتصام الناصرية،[550] وأفادت مصادر بإن إصابات متظاهري البصرة ناجمة عن سلاح يطلق كرات الصجم.[551]
- 8 تشرين الثاني: توافد المئات إلى ساحة التحرير في بغداد للمشاركة في الاحتجاجات التي تشهدها الساحة والمناطق القريبة منها،[552] مع تزايد في الأعداد بعد انتهاء صلاة الجمعة، وتوافد المئات من متظاهري محافظة ذي قار إلى ساحة الاعتصام في الناصرية،[553] وشهدت بعض الأقضية في الديوانية اعتصامات،[554] ورافق مهرجان شعري وفعاليات أخرى في اعتصام الديوانية،[555] وتوافد الآلاف إلى ساحة البحرية وسط البصرة،[556] وشارك المئات في الاعتصام الذي تشهده 4 ساحات في محافظة المثنى،[557] وازداد عدد المعتصمين في محافظة ذي قار،[558] وارتفع اعداد المعتصمين في الديوانية إلى آلاف المُشاركين،[559] وتوافد المئات إلى ساحة التظاهر وسط البصرة،[560] وانطلاق تظاهرات عشائرية وعمالية في ساحة اعتصام السماوة.[561] ودعا المرجع الشيعي الأعلى علي السيستاني، الحكومة إلى تلبية مطالب المحتجين، وحث قوات الأمن على تجنب استخدام العنف.
- 10 تشرين الثاني: أفادت اللجنة البرلمانية العراقية لحقوق الإنسان أن 319 شخصاً على الأقل قتلوا خلال الاحتجاجات. ووفقاً للمفوضية العليا المستقلة لحقوق الإنسان في العراق، أصيب 15000 آخرين بجروح.[562]
- 14 تشرين الثاني: مقتل أربعة أشخاص وإصابة 62 في بغداد في اشتباكات بين قوات الأمن والمتظاهرين.[563]

- 16 تشرين الثاني: قُتل ما لا يقل عن أربعة متظاهرين وأصيب قرابة 20 شخصاً بجروح نتيجة انفجار سيارة مفخخة في ساحة التحرير في بغداد. ولم تعلن أي جماعة مسؤوليتها عن الانفجار. ومقتل الناشط المدني عدنان رستم على أثر إطلاق النار عليه من قبل مسلحين مجهولين في حي الحرية شمالي بغداد، مما أدى إلى مقتلهِ في الحال، وأغلقت مجموعة من المتظاهرين منفذ الشلامجة الحدودي بين العراق وإيران، الذي يقع جنوب شرقي محافظة البصرة.[564]
- 17 تشرين الثاني: أغلقت القوات الأمنية مجموعة من الطرق في مناطق الحسينية والشعب والبياع ومناطق شرق العاصمة،[565] وتم تعطيل الدوام الرسمي في محافظات ذي قار وميسان وبابل وواسط.[566] في البصرة تم قطع طريق بغداد-البصرة والطريق المؤدي إلى تقاطع العسكري وطريق البصرة-زبير المؤديان إلى الحقول والمنشأت النفطية، وتم قطع طريق ابي الخصيب باتجاه حقل السيبة الغازي، كما تم قطع الجسر الايطالي وجسر خالد، واغلقت بعض ابواب المدارس.[567] في الناصرية مركز محافظة ذي قار توجه موظفوا الدولة وطلبة المدارس إلى ساحات التظاهر بمشاركة عدد من شيوخ العشائر، كما تجددت التظاهرات في قضاء الرفاعي في المحافظة طالب فيها المتظاهرون باطلاق سراح المعتقلين وحاولت قوات مكافحة الشغب تفريق المتظاهرين بواسطة القنابل المسيلة للدموع مما أدى لإصابة أربعة من المتظاهرين بجروح نقلوا على اثرها إلى المستشفى لتلقي العلاج.[568][569][570][571] في محافظة الديوانية أضرب طلبة المدارس عن الدوام الرسمي وتوجهوا إلى ساحات التظاهر للمشاركة في الاحتجاجات.[572] في كربلاء والنجف اضرب طلبة المدارس والجامعات وموظفي الدولة عن الدوام الرسمي واغلق أصحاب المحال التجارية محالهم للمشاركة في الاحتجاجات.[573][574] تجددت الاحتجاجات في المثنى، ونظم مسؤولون في ديوان المحافظة اضراباً تلبية لدعوى مقتدى الصدر.[575][576] أعلن مصدر أمني ان التحقيقات بشأت تفجيري ساحة التحرير في بغداد والحبوبي في الناصرية لم تتوصل إلى ما يمكن أعتباره عملاً أرهابياً وان التفجيرين يشيران إلى شبهة جنائية.[577] اطلقت قوات مكافحة الشغب القنابل المسيلة للدموع قرب جسر الشهداء لتفريق المتظاهرين هناك، وتم تسجيل 37 حالة اختناق قرب جسري الاحرار والشهداء نُقل بعضهم إلى المستشفيات لخطورة اصاباتهم.[578][579] تسجيل اصابتين بسبب سقوط ثلاث صواريخ في بغداد الأولى في نهر دجلة، والثانية قرب ملعب مقابل المنطقة الخضراء، والثالث سقط داخل حديقة شركة في منطقة الكرادة داخل.[580]
- 18 تشرين الثاني: نشرت صحيفة نيويورك تايمز وموقع ذا انترسيب وثائق لتقارير أعدها ضباط في الاستخبارات الإيرانية بين عامي 2014 و2015 تظهر تجنيد إيران لمسؤولين عراقيين.[581] أغلق متظاهرين طريق مصفى كربلاء ومنعوا موظفيه من الوصول احتجاجاً على التعيينات الاخيرة لوزارة النفط والتي اعطت نسبة 15% فقط منها إلى مهندسي المحافظة وتنسيب مهندسي محافظات بابل والنجف والديوانية.[582] استمرار التظاهرات في ذي قار بمشاركة طلبة المدارس والجامعات وناشطين،[583] في ذي قار أيضاً فرضت السلطات الأمنية حظر التجوال في قضاء الرفاعي خشية وقوع صدامات بين المتظاهرين والقوات الأمنية رفع لاحقاً في المساء.[584] في النجف، قام مجموعة من الأشخاص الملثمين بحرق اطارات في شارع الكوفة لشل حركة المركبات وتدخل فرق الدفاع المدني لاخماد النيران بمساعدة عدد من المعتصمين في ساحة الصدرين،[585][586] كما طالب نقيب معلمي النجف «محمد البديري» بتعطيل الدوام إلى اشعار اخر للمحافظة على سلامة الجميع.[587] أغلق محتجون مدخل ميناء أم قصر في محافة البصرة مرة أخرى ومنعوا الموظفين والناقلات من الدخول مما أدى لإيقاف عمليات النقل.[588] اعادت السلطات العراقية فتح بوابة بئر 20 وبوابة حقل نهران بن عمر النفطيين بعد غلقهم من قبل المتظاهرين واعادة فتح الطريق الرابط من شركة المصافي بإتجاه الحقول النفطية.[589] أعلنت عمليات بغداد عن اعتقال عصابة مؤلفة من 10 أشخاص حاولوا سرقة البنك المركزي العراقي بعد منتصف ليل الأحد وان عملية الاعتقال تمت بالتعاون والاخبار من قبل المتظاهريين.[590] أعلن قائد عمليات البصرة فتح الطرق في اغلب المناطق بعد اضراب عام عن الدوام الرسمي.[591] في بغداد، تظاهر عدد من موظفي مؤسسة الشهداء امام مدخل المنطقة الخضراء احتجاجاً على دعوات لإلغاء حقوق الشهداء،[592] واستمرار اغلاق جسور الجمهورية والسنك والاحرار على نهر دجلة،[593] مقتل أربع متظاهرين واصيب العشرات نتيجة مواجهات بين المتظاهرين والقوات الأمنية بالقرب من ساحة الخلاني، وتمكن المتظاهرين من السيطرة على جسر ومرآب السنك المطل على نهر دجلة بالقرب من جسر السنك اطلقوا عليه «جبل شهداء التحرير» ورفعوا لافتات مساندة للمظاهرات.[594] أعلن موظفوا الدوائر الحكومية في الديوانية اضراب عام عن الدوام تأييد لمطالب المتظاهرين.[595] التقى رئيس الوزراء عادل عبد المهدي بجنين بلاسخارت الممثلة الخاصة للأمين العام للأمم المتحدة في العراق وبحثا جهود الحكومة لتلبية مطالب المتظاهرين.[596] اعلنت وزارة الدفاع العراقية عن توقيف الضابط أمر القوة المسؤولة عن حادث تصادم المنتبسين والطلبة في منطقة المنصور بعد انتشار فيديو في مواقع التواصل الاجتماعي يظهر عدد من رجال الجيش يضربون الطلبة دون معرفة الأسباب.[597] في المساء اخترق مجهولون موقع وزارة الاتصالات العراقية وكتبوا على واجهة الموقع «مغلق بامر الشعب- اما الشهادة اما انتصار».[598] استئناف نقل المسافرين عبر القطارات من بغداد إلى الفلوجة وبالعكس بعد انقطاع دام 27 يوم.[599] عقد 12 تحالف وكتلة سياسية اجتماعا موسعا لبحث الاوضاع في البلاد شارك فيه «تحالف الفتح، وتحالف النصر ودولة القانون وتحالف القوى العراقية والحزب الديمقراطي الكردستاني والاتحاد الوطني الكردستاني وتيار الحكمة وائتلاف الوطنية وجبهة الإنقاذ والتنمية وكتلة العطاء الوطني وكتلة العقد الوطني والجبهة التركمانية» اصدر المجتمعون ستة قرارات وتوصيات إضافة إلى خمسة مقترحات، وهددوا بسحب الثقة واجراء انتخابات مبكرة إذا لم تتمكن الحكومة أو مجلس النواب تنفيذ المواد المذكورة.[600]
- 19 تشرين الثاني: أغلاق المتظاهرون مدخل ثاني ميناء تجاري في خور الزبير، وأوقفوا حركة ناقلات النفط. وقبل ذلك، تم قطع الوصول إلى ميناء أم قصر.[601]
- 21 تشرين الثاني: مقتل شخصين في ساعة مبكرة من مظاهرات صباح اليوم بعد إطلاق قوات الأمن قنابل الغاز على المتظاهرين قرب جسري السنك والأحرار، وأصيب 38 بجروح في بغداد، وقطعت الطرق في المحافظات الجنوبية[602][603]، كما أفادت مصادر عراقية بسقوط 14 قتيلا من المتظاهرين عند جسر الأحرار، خلال مظاهرات اليوم، وقطع مجموعة من المتظاهرين الطريق العام بين الناصرية وسوق الشيوخ في محافظة ذي قار.[604]
- 24 تشرين الثاني: هيئة حقوق الإنسان في البصرة تدعو إلى «وقف نزيف الدم»، واحترام مطالب المتظاهرين، وأدت المواجهات في المحافظات الجنوبية إلى مقتل 13 متظاهرا، وسط دعوات للعصيان المدني والإضراب العام.
- 26 تشرين الثاني: قتل 6 أشخاص وأصيب 3 آخرون في مجموعة تفجيرات شهدتها بغداد، بواسطة عبوات ناسفة وضعت بالأسواق الشعبية وتفجير دراجتين مفخختين.[605]

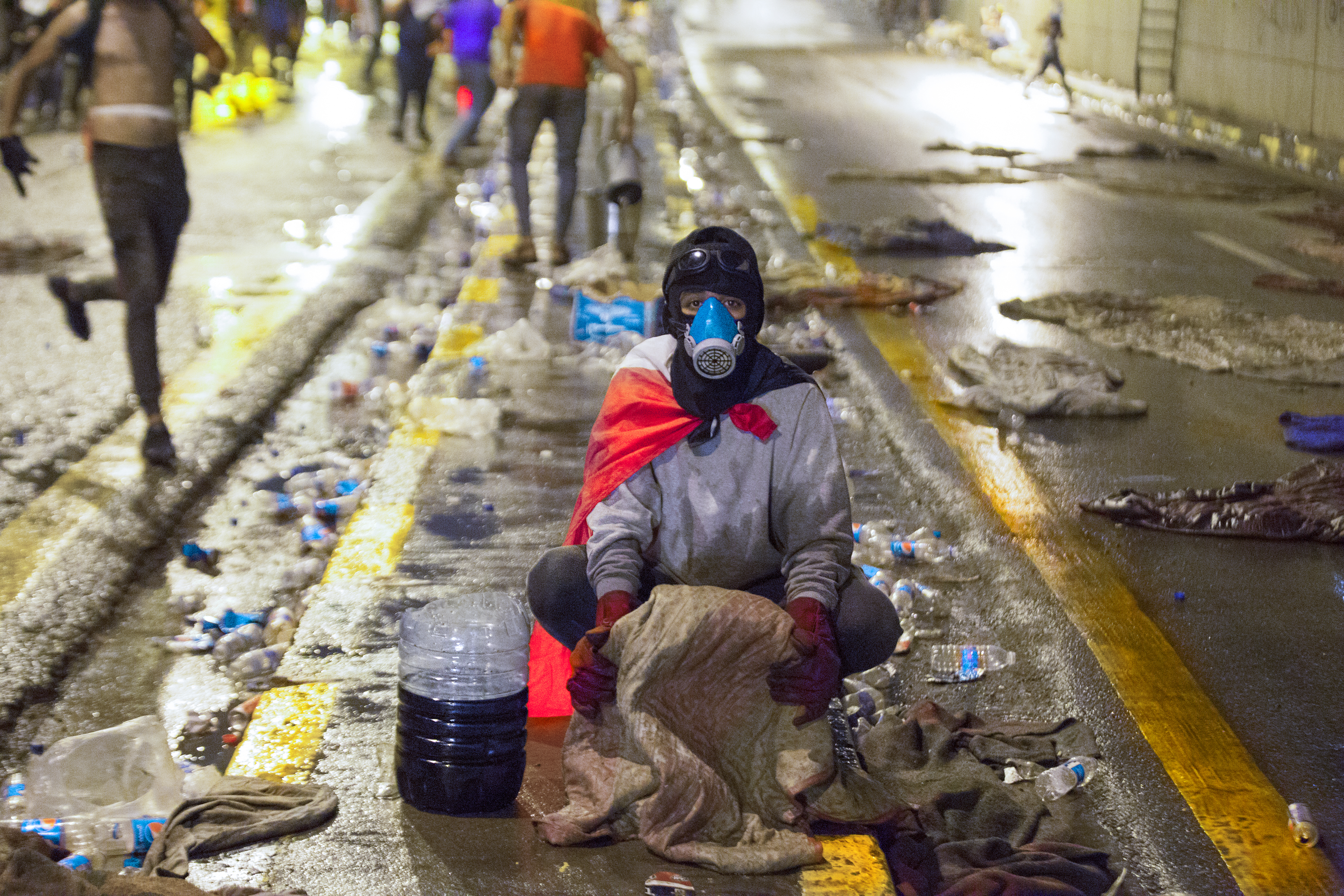
متظاهر من فريق مكافحة الدخان المختص بإخماد قنابل دخان المسيل للدموع في نفق التحرير.

- متظاهر من فريق مكافحة الدخان المختص بإخماد قنابل دخان المسيل للدموع في نفق التحرير.27 تشرين الثاني: حرق مجموعة من المتظاهرين مبنى القنصلية الإيرانية في مدينة النجف[606]، ولقد أجلت قوات الأمن الموظفين العاملين في مبنى القنصلية، وقالت وكالة الصحافة الفرنسية إن المتظاهرين الذين أحرقوا القنصلية كانوا يرددون هتافات مناهضة لإيران. وبلغ عدد القتلى في النجف حوالي 12 شخصاً بعد الاشتباكات مع قوات الأمن ثم زاد العدد إلى 16 قتيل وأكثر من مائة جريح.[607]

- 28 تشرين الثاني: طالبت إيران باتخاذ إجراءات حازمة ضد مهاجمي قنصليتها في مدينة النجف الليلة الماضية.[608] وفرض حظر التجوال بمدينة الناصرية، بعد ارتفاع حصيلة قتلى المواجهات بين المحتجين وقوات الأمن في المدينة إلى 32 قتيلاً وأكثر من 225 جريحاً.[609][610][611][612][613][614][615] كما سجلت عدة إصابات اختناق بالغاز المسيل للدموع خلال مواجهات بين المتظاهرين وقوات الأمن في مدينة السماوة بعد منتصف الليل بالقنابل الصوتية والمسيلة للدموع من أجل تفريقهم.[616] بينما استمرت التظاهرات في مدينة النجف، وقد قتل خلالها 16 متظاهراً وأصيب أكثر من 500 آخرين بجروح نتيجة إطلاق النار والاختناق بالغاز في مواجهات بين قوات الأمن والمتظاهرين في اليومين الماضيين، ونشر الجيش الدبابات قرب العتبات الدينية في محافظة النجف، خشية اقتحامها من قبل المتظاهرين[617][618]، وذكرت بعض المصادر زيادة عدد القتلى المتأثرين بجراحهم والتي أصيبوا بها نتيجة اشتباكات يوم الخميس مع قوات الأمن في مدينة الناصرية الجنوبية مما يرفع عدد القتلى إلى 46 على الأقل.[619]
- 29 تشرين الثاني: رئيس الوزراء عادل عبد المهدي يقرر الاستقالة ويقول إنه سيقدم استقالته إلى البرلمان[620][621] بالإضافة إلى استقالة كل من محافظ ذي قار عادل الدخيلي ومحافظ النجف طلال بلال وقائد شرطة ذي قار محمد زيدان القريشي الذي أصدر أمر بسحب جميع القوات الأمنية إلى مقرها ومنع إطلاق الرصاص الحي قبل استقالته.[622][623] واستمرت الاحتجاجات في العراق، وقتل 21 متظاهرا، يوم الجمعة، بالرصاص، وأصيب العشرات في مدينة الناصرية، واحتفل المحتجون العراقيون برحيل عبد المهدي الوشيك لكنهم قالوا إنهم لن يوقفوا المظاهرات حتى رحيل كل الطبقة الحاكمة. واستمر التظاهر في جنوب البلاد.[624]
- 30 تشرين الثاني: قتل 15 متظاهرا وجرح 157 آخرين، من جراء اشتباكات مع قوات الأمن في محافظة ذي قار، وقتل في النجف 7 متظاهرين، وأصيب 42 آخرون بجروح، وقدم كل من قائد شرطة ذي قار، ونائب محافظ النجف استقالتيهما، بسبب الاحتجاجات. ورئيس الوزراء عادل عبد المهدي يقدم استقالته من منصب رئاسة مجلس الوزراء لرئيس البرلمان محمد الحلبوسي، حيث أكد أن الاستقالة مهمة لتفكيك الأزمة وتهدئة الأوضاع في العراق.[625] وقتل ثلاثة من المتظاهرين على إثر إطلاق للرصاص بكثافة من قبل ميليشيات حاولت تفريق المتظاهرين بالقرب من مرقد محمد باقر الحكيم في ساحة ثورة العشرين، بعد أن أحرق عددا من المتظاهرين البوابة الخارجية لمرقد باقر الحكيم في مدينة النجف.[626]
- 1 كانون الأول: وافق مجلس النواب العراقي على إقالة رئيس مجلس الوزراء،[627][628] وأحرق محتجون غاضبون القنصلية الإيرانية في النجف للمرة الثانية.[629]
- 4 كانون الأول: أعلنت مفوضية حقوق الإنسان في العراق، ارتفاع حصيلة ضحايا الاحتجاجات خلال الشهرين الماضيين إلى 460 قتيل وأكثر من 17 ألف جريح[12]
- 6 كانون الأول: مقتل 25 متظاهراً وسط العاصمة العراقية بغداد بالإضافة إلى ثلاثة من رجال الشرطة[9]، وأصيب نحو سبعين برصاص مسلحين مجهولين اقتحموا ساحة الخلاني مساء الجمعة، وفق شهود عيان ومصادر طبية وأمنية.[630] بينما قال ناشطون إن مسلحين يسيطرون على جسري الأحرار والسنك، ويتواجدون عند ساحتي الوثبة والخلاني ببغداد. وحذرت مفوضية حقوق الإنسان من انفلات الوضع الأمني داعية القوات الأمنية للتدخل وإعادة الأمن لساحات التظاهر.
- 12 كانون الأول: تم قتل وسحل وتعليق جثة شاب يبلغ من العمر 15 عاماً، متهماً بإطلاق النار على المتظاهرين وقتل أربعة منهم، في ساحة الوثبة. تم تعليق جثته في إشارة المرور بوسط ساحة الوثبة. ثم أُزيلت في وقت لاحق ونقل إلى مشرحة الطب العدلي.[631] ذكرت جماعة مقتدى الصدر أنها ستسحب دعم «القبعات الزرقاء» للاحتجاجات ما لم يتم تحديد «الإرهابيين المسؤولين» عن عملية القتل. ووصفت مجموعة من المحتجين عملية الإعدام بأنها «خطة مكيافيلية تهدف إلى تلطيخ سمعة المتظاهرين السلميين» وأن المحتجين «لا علاقة لهم» بعملية القتل.[632]
- 21 كانون الأول: إحراق مقرات منظمة بدر وحزب الدعوة وعصائب أهل الحق ومبنى محافظة ذي قار في الناصرية، إضافة لحرق مقر فوج المهمات وسط المدينة وقطع الطرق والجسور بالإطارات المشتعلة، احتجاجاً على اغتيال ناشط مدني.[633][634]
- 24 كانون الأول: صوت مجلس النواب على قانون الانتخابات الجديد وأقر كامل بنوده، التي اعتبرت الاقضية مناطق انتخابية والترشيح فردي ضمن الدائرة الانتخابية.[635]
- 25 كانون الأول: الرئيس برهم صالح يقدم خطاب استقالة بعد رفضه لتعيين أسعد العيداني رئيساً للوزراء عقب استقالة عادل عبد المهدي. وصرح برهم بأن العيداني لن يوافق عليه المتظاهرون.[635]
- 31 كانون الأول: أعرب العديد من المحتجين عن إدانتهم للغارات الجوية الأمريكية على كتائب حزب الله وأدانوا الهجوم على السفارة الأمريكية من قبل الميليشيات الموالية لإيران مؤكدين على إستمرارهم بالإحتجاجات السلمية.[636]

## تسلسل الأحداث 2020

### كانون الثاني
- 5 كانون الثاني: في أعقاب اغتيال الولايات المتحدة لقاسم سليماني وأبو مهدي المهندس في 3 يناير، استمرت الاحتجاجات في المحافظات الوسطى والجنوبية وكذلك العاصمة بغداد مع تحول متعمد للإحتجاج على كلا التسلطين الإيراني والأمريكي في العراق. وكانت الاحتجاجات السابقة تميل في الغالب إلى معارضة النفوذ الإيراني في العراق، واستبدل الشعار السابق «إيران برا برا» إلى «لا أمريكا ولا إيران».[637] ومنع المتظاهرون في الناصرية مراسيم التشييع الرمزي لقاسم سليماني والمهندس من الوصول إلى مدينة الناصرية وأطلق المشاركون في الجنازة (المنتمون إلى الميليشيات الموالية لإيران) النار على المتظاهرين التي أدت إلى مقتل متظاهر واحد واصيب سبعة آخرون بجروح. وحرق المتظاهرون بعد ذلك مبنى مقر الحشد الشعبي.[638]
- 6 كانون الثاني: تحرك مجموعة من الكتل العراقية الموالية لطهران بالتصويت على قرار في البرلمان العراقي ينصّ على إلغاء طلب المساعدة الأمنية من التحالف الدولي، وإنهاء وجود أيّ قوات أجنبية على الأراضي العراقية، في رسالة موجهة بالأساس إلى الرئيس الأمريكي دونالد ترامب الذي وافق على عملية أفضت إلى مصرع أبرز شخصية عسكرية إيرانية. غير أن المتتبعين للشأن العراقي، يُدركون أن ترامب غير مستعد لإعطاء طهران فرصة تشديد قبضتها على العراق وبالتالي شغر الفراغ الذي قد تتركه قواته، في ظل المقاومة التي تبديها إيران لكل المطالب الرامية إلى إخراجها من العراق، بل إن ترامب لعب دوراً سلبياً في الحراك المناوئ لإيران ولو كان ذلك بشكل غير مقصود، فاغتيال سليماني والمهندس، يتيح لمعارضي الحراك خلق ضغط مضادٍ يعتمد على توجهات القوى الشيعية المؤيدة لإيران، وهو ما يهدّد استمرار الحراك.[639]
- 7 كانون الثاني: أنصار حزب الله العراقي أطلقوا النار على المتظاهرين واعتدوا عليهم، وحرقوا خيامهم في ساحة الحبوبي بالناصرية. وذكرت مصادر إعلامية أن مشيعين لجثمان رمزي لأبو مهدي المهندس، ونائب قائد الحرس الثوري الإيراني الذي قتل الجمعة الماضي بعملية الهجوم على مطار بغداد، حاولوا دخول ساحة الحبوبي، منوّهة إلى سماع إطلاق نار من جهة جسر الحضارات، فيما أشار مصدر أمني لوسائل محلية إلى أن «متظاهري ساحة اعتصام الناصرية تعرضوا إلى إطلاق نار من جهة جسر الحضارات، ما أدى إلى إصابة 6 منهم بجروح متفرقة، كما أحرقت 5 خيام».[640]
- 10 كانون الثاني: تظاهر ألفا شخص في البصرة والناصرية، بشعارات منها «لا أمريكا ولا إيران، ثورتنا هي ثورة شبابية». ونداءات من أجل «مسيرة مليون رجل» تنتشر عبر وسائل التواصل الاجتماعي عبر الإنترنت، وتداول ناشطون صورا ومقاطع فيديو لمسيرات ليلية استبقت يوم الجمعة في ساحة التحرير والديوانية والكوت والبصرة ومناطق أخرى، وأطلق ناشطون عدة هاشتاغات للحدث حيث عبروا من خلالها على مطالبهم وشاركوا الصور والفيديوهات. وكتب ناشطون أن الهدف من تظاهرات 10 يناير هو التأكيد على أن «البرلمان العراقي لا يمثلنا والعراق ليس ساحة صراع جهات أخرى»، وذلك ردا على القرار البرلماني الذي يدعو القوات الأميركية لمغادرة البلاد بعد مقتل سليماني والمهندس.[641]
- 11 كانون الثاني: مقتل صحفيين إثنيين في البصرة، عرفا بنشاطهما في تغطية الاحتجاجات التي شهدتها البلاد في الفترة الأخيرة. وهما مراسل قناة دجلة المحلية، أحمد عبد الصمد، فيما لحق بهِ زميله المصور، صفاء غالي، الذي عمل أيضاً في وكالة "رابتلي" التابعة لشبكة RT، بعد نقله إلى المستشفى.[642] أعلن وزير الداخلية العراقي ياسين الياسري، الأحد، إرسال فريق من الوزارة، للتحقيق في مقتل الصحفيين أحمد عبد الصمد وصفاء عالي في مدينة البصرة. حيث فتح مجهولون النار على السيارة التي كان يستقلها الصحفيان في منطقة قريبة من مقر قيادة. وقالت الوزارة في بيان إن "الوزير وجه بإرسال فريق عالي المستوى برئاسة وكيل الوزارة لشؤون الشرطة وعدد من الضباط للتحقيق بحادث قتل الصحفيين. وأضاف البيان أن الوزير أمر الفريق بعدم العودة لحين اكتمال التحقيق والكشف عن الجناة. وتوعد الوزير القتلة بـ "أشد أشكال العقاب"، حتى يكونوا "عبرة لكل من تسول له نفسه العبث بأمن العراق واستقراره". ووصفت السفارة الأميركية في العاصمة بغداد الاغتيال بـ"المؤسف والجبان"، وقالت في تغريدة إن اغتيال وترهيب الصحفيين والنشطاء المؤيدين للإصلاح في العراق "لا يمكن أن يستمر دون عقاب".[643]
- 17 كانون الثاني: مقتل شخصين على الأقل وإصابة العشرات بعد إطلاق قوات الأمن النار على المتظاهرين عند جسر السنك بوسط بغداد.[644]
- 20 كانون الثاني: إنتهاء «مهلة الناصرية» التي حددها المعتصمون في ذي قار، بعدما أمهلوا مجلس النواب ورئاسة الجمهورية، أسبوعاً لتحقيق المطالب التي هي (إكمال قانون الانتخابات والمصادقة عليه، وإكمال الجدول المرفق للدوائر المتعددة مع تحديد حجم الدائرة، وتحديد موعد إجراء الانتخابات البرلمانية المبكرة، وتكليف رئيس لمجلس الوزراء، شرط أن يكون مستقل مؤقت غير جدلي). وبدأ المعتصمون في ذي قار، بالتصعيد للاحتجاج السلمي بشكل أكبر من الأيام الماضية، حيث قاموا بقطع جميع الطرق المؤدية إلى العاصمة بغداد والمحافظات الأخرى. وقطع المتظاهرين في بغداد طريق محمد القاسم وأطلقت القوات الأمنية الرصاص وقنابل الغاز المسيل للدموع التي أدت إلى مقتل متظاهرين اثنين واصيب 60 آخرين بجروح مع حالات اختناق.[645]
- 21 كانون الثاني: قطع المتظاهرون في العراق الطريق الدولى بين بغداد، ومحافظة بابل، وسط انتشار موسع للمظاهرات في مختلف الأماكن. وأطلق الأمن العراقى، قنابل الغاز على المتظاهرين في شارع محمد القاسم، وذلك بعد تجدد المظاهرات العراقية في العاصمة بغداد وعدد من المحافظات الأخرى. وتجددت الاحتجاجات والتظاهرات في المحافظات والمدن العراقية بعد انتهاء المهلة التي حددها الحراك الشعبي بالعراق للسياسيين والمسؤولين بالبلاد لتلبية مطالب المحتجين، وفي مقدمتها تشكيل حكومة مستقلة بعيدا عن المحاصصة الطائفية والحزبية. كما أعلنت السلطات العراقية، مقتل ثلاثة أشخاص بينهم عنصر من أفراد الأمن في حادث دهس بالبصرة جنوبي البلاد، بينما أصيب 14 ضابطا آخرين، في العاصمة بغداد، خلال مواجهات مع متظاهرين يطالبون بالتغيير السياسي.[646]
- 22 كانون الثاني: استمرار التظاهرات وقطع الطرق في العاصمة بغداد والمحافظات الجنوبية، وبحسب بيان مفوضية حقوق الإنسان العراقية، فقد قتل 10 أشخاص وأصيب الأكثر من 130 آخرين خلال اليومين الماضيين.[7] ولقد اندلعت اشتباكات قوية قرب مول النخيل في شارع فلسطين، وسمع دوي إطلاق نار بشكل كثيف باتجاه المتظاهرين في بغداد، كما حاول مجموعة من المتظاهرين حرق مقر منظمة بدر بالبصرة.[647]
- 24 كانون الثاني: انطلاق مظاهرة حاشدة دعا إليها زعيم التيار الصدري مقتدى الصدر للمطالبة بإخراج القوات الأمريكية، وتوجه الآلاف إلى منطقة الجادرية التي تستقطب المتظاهرين حيث ارتدى عدد منهم لباس الكفن – تلبية لتوجيه الصدر فيما حمل آخرون العلم العراقي. واتخذت القوات الأمنية صباح الجمعة، اجراءات مشددة وقطعت عددا من الطرق وسط العاصمة بغداد تزامنا مع انطلاق التظاهرة المنددة بالوجود الأمريكي في العراق.[648] وأكد مقتدى الصدر أنه سيتم التعامل مع الولايات المتحدة على أنها «دولة محتلة ومعادية» إذا رفضت الخروج من العراق، داعيا دول الجوار العراقى إلى وقف التدخل في الموقف العراقى مع الولايات المتحدة.[649] علقت السفارة الأمريكية في العاصمة العراقية بغداد يوم الخميس ملصقًا تحذيريًا على جدار أسمنتي محصن بشدة، قبل يوم من تظاهرة مليونية مناهضة لوجود واشنطن في العراق، وجاء في التحذير «لا تتجاوز هذه النقطة، سنتخذ بحقك إجراءات رادعة في حالة محاولتك التجاوز».[650] وأرتفعت حصيلة الضحايا في بغداد إلى 6 قتلى و54 جريحاً، منهم 2 سقطوا في ساحة الكيلاني وسط بغداد.[651][652]
- 25 كانون الثاني: بدأ أنصار التيار الصدري برفع خيامهم من ساحة التحرير في بغداد، مساء يوم أمس وكان معتصمو التظاهرات المستمرة منذ 3 أشهر قد رفضوا دعوة الصدر لمليونية يوم الجمعة ويشارك فيها أنصار الفصائل المسلحة الموالية لإيران. ونتيجة لهذا الرفض غضب مقتدى الصدر وأمر أتباعه ممن يساندون التظاهرات المنطلقة منذ 3 أشهر بالانسحاب من ساحات الاعتصام.[653] وعلى أثر ذلك بدات القوات الأمنية بقمع هذه التظاهرات في مختلف المدن منذ صباح السبت، ففي بغداد سيطرت قوات الأمن وبشكل كامل على جسر محمد القاسم، وتحاول التقدم باتجاه ساحة التحرير، وأشار بيان صادر عن قيادة عمليات بغداد إلى أنه يجري العمل على تنظيف ساحة الطيران وشارع النضال وساحة قرطبة، لإعادة افتتاحها أمام حركة المرور. وفي البصرة فقد أحرقت خيام المعتصمين، كما نفذت مجموعة اعتقالات طالت عددا كبيرا من المعتصمين. وفي كربلاء هاجمت «جماعة مجهولة» ساحة الاعتصام بقنابل المولوتوف، وتسببت بحرق عدد من خيام المعتصمين.[654] ولقد تصدى المتظاهرون لقوات الأمن بالحجارة والزجاجات الفارغة، بينما أطلق الجنود الرصاص الحي والغاز المسيل للدموع، مما أدى إلى مقتل أربعة وجرح العشرات من المتظاهرين.[655]
- 27 كانون الثاني: التحق بالمتظاهرين في ساحة الحبوبي رجل الدين المعروف وإمام جمعة الكوفة الشيخ أسعد الناصري، الذي كان مؤيداً وداعماً لتظاهرات تشرين وفقاً لما كان يصدر منه من مواقف وتصريحات حتى انتهت بنزوله إلى الساحة مباشرة، وتخليه عن الزي الحوزوي[656] حباً بالعراق والناصرية كما أعلن ذلك.[657] مما عرضه للكثير من الحرب الإعلامية والتهديدات من قبل التيار الصدري[658] والفصائل المسلحة التابعة لأحزاب السلطة. حتى وصل الأمر إلى تفجير داره الواقعة في النجف.[659] ولكنه استمر في موقفه ولم يتراجع.[660]

### شباط
- 5 شباط: مقتل 23 متضاهرًا بالرصاص الحي وجرح 182 على الأقل خلال اقتحام ساحة الصدرين في النجف مساء الأربعاء من قبل جماعات مسلحة تابعة إلى التيار الصدري استهدفو المتضاهرين بالرصاص والقنابل اليدوية والعصي واحرقو جميع خيام المعتصمين الموجودة في الساحة بقنابل المولوتوف وقالت وكالة رويترز أن العشرات اصيبو بطعن بالسكاكين والاسلحة البيضاء والهراوات وافاد ناشطون بان سيارات مجهولة مسلحة لاحقت المتضاهرين واعتقلت عدد منهم.
- 15 شباط : مقتل متظاهر عراقي في اشتباكات بين محتجين وقوات مكافحة الشغب في شارع يربط بين ساحتي الخلاني والتحرير وسط بغداد مساء الجمعة، بحسب مصدر في وزارة الصحة.[661]
- 18 شباط: مقتل المتظاهر فهد الخزعلي قرب ساحة التحرير برصاصة في البطن اطلقتها القوات الأمنية.
- 25 شباط: مقتل ثلاث متظاهرين (ريمون ريان سالم، علاء كامل الشمري، محمد علي فرحان) في ساحة الخلاني على يد قوات مكافحة الشغب والجيش فرقة 11 أثناء فض المظاهرات باستخدام الرصاص الحي وبنادق الصيد والغاز المسيل للدموع والقنابل الصوتية.
- 28 شباط: مقتل متظاهر في الخلاني على يد قوات مكافحة الشغب، واصابة 13 متظاهر آخر بجروح نتيجة استخدام بنادق الصيد من قبل القوات الأمنية.
- 29 شباط: توفي المتظاهر رسول نايف حماد النمراوي بعد إصابته برصاصة بالرأس قبل أيام بالقرب من ساحة الخلاني.

### آذار
- 1 آذار: مقتل متظاهر برصاص مكافحة الشغب واصابة أكثر من 85 متظاهر بجروح نتيجة استخدام بنادق الصيد والرصاص.
- 3 آذار: مقتل المتظاهر (أحمد حسن اللامي) الذي إصيب ليلة البارحة ببنادق الصيد في وجهه توفي اليوم متأثر بجراحه.
- 6 آذار: مقتل الطفل المتظاهر (سجاد الشمري) برصاص مكافحة الشغب قرب ساحة الخلاني في بغداد.[662]
- 8 آذار: مقتل متظاهرين اثنين (المسعف عامر محمود العيثاوي وطفل عمره 15) واصابة 35 اخرين نتيجة استخدام قوات مكافحة الشغب لبنادق الصيد والغاز المسيل للدموع قرب ساحة التحرير في بغداد.
- 9 آذار: مقتل متظاهر بنيران قوات مكافحة الشغب. وأعلنت المفوضية العليا لحقوق الإنسان عن تسجيلها مقتل ثلاثة متظاهرين وإصابة 58 شخصاً خلال اليومين الماضيين في ساحة الخلاني وقرب ساحة التحرير في اشتباكات بين قوات الأمن والمحتجين.[663]
- 10 آذار: مقتل الطفل المتظاهر (حسين جليل حسين المكصوصي) بنيران قوات مكافحة الشغب في ساحة الخلاني. واغتيال الناشطين عبد القدوس الحلفي وكرار عادل وسط مدينة العمارة في محافظة ميسان من قبل مسلحين مجهولين.[664][665] 
اتهم بعض النشطاء الجماعات المسلحة الشيعية المرتبطة بإيران بمسؤوليتها عن الهجوم، لكن الجماعات زورت هذه المزاعم.
- 11 آذار: إصابة 13 متظاهراً بجروح نتيجة استخدام قوات مكافحة الشغب بنادق الصيد وقنابل الغاز المسيلة للدموع في ساحة الخلاني.[666]
- 12 آذار: تعرض الناشط ورئيس اتحاد الطلبة في محافظة ميسان رضا العقيلي لمحاولة اغتيال فاشلة مجهولة الدوافع.[667]

### نيسان
- 3 نيسان: محاولة المحتجين لكسر الحظر في الناصرية مركز محافظة ذي قار، حيث تصدت لهم قوات الشغب مما أدى إلى سقوط أثنين من المحتجين وآخر من قوات مكافحة الشغب وحرق عجلته قرب بهو بلدية الناصرية.

### آيار
- 2 أيار: دعت ساحة معتصمي محافظة واسط إلى مسيرة مُكثفة الأحتجاج للأطاحة بِبقايا النظام معلنةً يوم 10 آذار هو موعد لأنطلاقها .
- 8 أيار: تم التصويت ومنح الثقة النيابية لحكومة رئيس الوزراء مصطفى الكاظمي والموافقة على أغلب الأسماء في كابينته الوزارية.
- 10 أيار: تصعيد احتجاجي يلمس بعضاً من المحافظات العراقية، فيما أغتيل في وقتٍ لاحق الناشط أزهر الشمري من قبل مجهولين في الناصرية مركز محافظة ذي قار.

حزيران
- 7 حزيران : اقتحام عدد من المتظاهرين الغاضبين مبنى محافظة النجف القديم، وإندلاع النيران في مقر محافظ النجف .[668]

### تموز
- 26 تموز: مقتل متظاهرين (لطيف سلمان ومهدي التميمي «أبو أحمد النحات») وسقوط عشرات الجرحى نتيجة استخدام بنادق الصيد من قبل قوة حفظ القانون أثناء محاولة فض المظاهرات قرب ساحة التحرير في بغداد. وامر رئيس الوزراء مصطفى الكاظمي بالتحقيق في الحادثة وكشف النتائج خلال 72 ساعة.
- 29 تموز: وفاة المتظاهر سجاد حيدر متأثراً بأصابته بنيران بندقية صيد ليلة 27 تموز قرب ساحة التحرير في بغداد.
- 30 تموز: وزارة الداخلية تعلن نتائج التحقيق في حادثة مقتل متظاهرين قبل عدة أيام وتعلن توقيف ثلاثة من قوة حفظ القانون وهم: الرائد أحمد سلام غضيب البهادلي، والملازم حسين جبار جهاد، والمنتسب علاء فاضل. حسب المادة 406 بسبب قتلهم للمتضاهرين.

### آب
- 1 آب: تسرب فيديو يظهر عدد من قوات حفظ القانون يقومون بتعذيب متظاهر (مواليد 2004) بعد تعريته من ثيابه وسب وقذف والدته وتهديده بالقتل.[669] لاحقاً تبين بأن الحادثة وقعت يوم 6 آيار في السنك قرب الصبات الفاصله بين ساحة الخلاني والطريق المؤدي لساحة التحرير. وأصدر رئيس الوزراء مصطفى الكاظمي أمرا بالتحقيق الفوري بالحادث. وأمر الكاظمي بأحالة قائد قوات حفظ القانون (اللواء ركن سعد خلف بدر عواد) إلى الامرة بسبب وجود تقصير في القيادة والسيطرة.
- 9 آب: متظاهرو كربلاء يحتجون للمطالبة بإكمال قانون الانتخابات وحصر السلاح بيد الدولة وتظاهرة جديدة في ذي قار تطالب بمحاسبة قتلة المتظاهرين وفي مركز المحافظة محتجون يقتحمون مبنى المحافظة وفي الديوانية موظفو ديوان المحافظة يعلنون اضراباً عن الدوام بعد تلقيهم تهديدات من مجهولين ومتظاهرون يقطعون الطريق بين ميسان وذي قار احتجاجا على تردي الكهرباء.[670]
- 15 آب: مقتل الناشط المدني تحسين أسامة الشحماني في البصرة [671]
- 16 آب: انطلاق تظاهرات غاضبة ومطالبة بالقصاص من قتلته الناشط «تحسين أسامة» في البصرة قرب منزل المحافظ العيداني، والقوات الأمنية تستخدم الرصاص الحي وقنابل الدخان لتفريق المتظاهرين، ووقع جرحى بين المتظاهرين نتيجة ذلك، واعتقال خمس متظاهرين والاعتداء على مراسلة ومصور قناة الحرة من قبل قوات سوات ومكافحة الشغب.
- 17 آب: انطلاق تظاهرات غاضبة في البصرة واقالة قائد شرطة البصرة رشيد فليح ومحاولة اغتيال الناشط عباس صبحي ولوديا ريمون وقام متظاهروا ميسان بمسيرة احتجاجية للمطالبة بالكشف عن قتلة المتظاهرين وساحة كهرمانة بغداد كانت هناك وقفة احتجاجية للمطالبة بالكشف عن قتلة المتظاهرين وفي ساحة التحرير كانت هناك مسيرة تشيع تحسين الخفاجي الذي اغتيل في البصرة
- 19 آب: اغتيال الدكتورة رهام يعقوب وزميلتها، والتي وقعت عصر اليوم، بعد إقدام مسلحين مجهولين بإطلاق النار على عجلتها في منطقة الجنينة في المحافظة. وقال قائد شرطة البصرة اللواء عباس ناجي في بيان، إنه «تقرر تشكيل لجنة من كبار ضباط الشرطة للتحقيق في جريمة اغتيال الدكتورة رهام يعقوب وزميلتها».[672] وليس هناك خبر يؤكد بأن الدكتورة ناشطة في المظاهرات أم لا، بينما أعلنت الحكومة العراقية مقتل 565 متظاهرا وعنصر أمن منذ أكتوبر/تشرين الأول 2019 خلال الاحتجاجات بمختلف مناطق البلاد ولغاية شهر آب.[673]

### تشرين الأول
- 8 تشرين الأول: تعرض المحتجين في كربلاء إلى تهديد من قبل زعيم التيار الصدري مقتدى الصدر، حيث اتهم الصدر، من أسماهم بـ «المندسين» بين صفوف المحتجين، باستغلال المناسبات الدينية في كربلاء، وفيما وصف ما جرى بأنه «فتنة مخطط لها بدعم خارجي مشبوه»، مهدداً بالتدخل على طريقته «الخاصة والعلنية»[674]
- تشرين الثاني
- قتل متظاهر وإصابة 7 بفض اعتصام في البصرة.[675]

### ديسمبر
- 3 ديسمبر: وفاة المتظاهر (حسن عبد الأمير) في البصرة بعد عام على أصابته في ناحية أم قصر.[676]
- 5 ديسمبر: تعرضت الناشطة «انتصار جلوب» لمحاولة اغتيال حيث أصيبت في كتفها جراء إطلاق مسلحين الرصاص على سيارتها في منطقة قناة الجيش شرقي بغداد.وفي قضاء المشخاب بمحافظة النجف، أطلق مسلحون النار صوب سيارة تقل الناشطين «علي الموسوي وزيد العراقي» من دون أن يصيبوهما.وفي محافظة ذي قار، انفجرت عبوة ناسفة أمام منزل الناشط الإعلامي كرار أمين، مخلفة أضرارا في المنزل ومحيطه.[677]
- 7 ديسمبر: خرجت تظاهرات في محافظة السليمانية وقتل متظاهر فيها واصيب 10 آخرين في قضاء جمجمال وتناقلت بعض الوسائل الاعلامية عن مقتل متظاهر اخر في كفري أمام مقر الاتحاد الوطني الكوردستاني وحرق 5 مقرات لأحزاب كردية وغلق مقر قناة NRT [678] وأعلنت الحالة القصوى للقوات المسلحة في محافظة السليمانية[679] وتوفي المتظاهر (رعد زغير) في محافظة المثنى بعد عام على اصابته خلال التظاهرات.قام متظاهرون في ذي قار بتصعيد سلمي حيث قطعوا طريقاً على خلفية أعتقال ناشط في التظاهرات.
- 8 ديسمبر: جرجت تظاهرات حاشدة في السليمانية لليوم الثاني وحرق فيها مقرات حزبية وحكومية وقتل متظاهرين[680] وأصيب أخرين وارتفع عدد قتلى الاحتجاجات إلى 6.[681]

## حوادث الاختطاف
منذ السادس من تشرين الأول وإلى غاية اليوم، سجلت أكثر من 166 عملية اختطاف استهدفت ناشطين ومدونين عراقيين في بغداد وجنوب العراق، ويشترك ضحايا الاختطاف بأنهم من الداعمين أو المؤيدين للتظاهرات. اثنين من المختطفين فتيات هما:

### ماري محمد
وهي إحدى المشاركات في الاحتجاجات واشتهرت بمساعدة المعتصمين الذين يطالبون بإسقاط النظام وتحسين الظروف المعيشية المتردية. وكانت مفقودة لمدة عشرة أيام، وتعد ماري ثاني ناشطة تختطف منذ انطلاق المظاهرات.

#### الإفراج عن ماري محمد
أطلق سراح الناشطة ماري محمد في 19 تشرين الثاني 2019 بعد إحدى عشر يوماً من اختطافها، وذكرت أنها تعرضت للأستجواب لكن إعتقالها كان لغرض التحقيق، ولم تتعرض لأي أذى أو إساءة، مؤكدة إنها بصحةٍ جيدة.

### صبا المهداوي
وهي إحدى المسعفات للجرحى، منذ اندلاع الاحتجاجات، إضافة إلى جمعها للتبرعات المالية، لمساعدة المتظاهرين. في مساء يوم 2 تشرين الثاني 2019 اختطفت الناشطة صبا المهداوي بواسطة 3 سيارات مظللة،، بينما طالب العديد من الناشطين المدنيين والمراسلين والإعلاميين وزارة الداخلية للتدخل واتهامها بأنها تعرف الخاطفين والمكان ولا تجرؤ على التدخل، كما ان الأجهزة الأمنية لا تسمح لذوي المخطوفة بمشاهدة كاميرات المراقبة.

#### الإفراج عن صبا المهداوي
أعلن شقيق الناشطة «صبا المهداوي» الإفراج عن الاخيرة، بعد 10 أيامٍ على اختطافها، من قبل مجموعةٍ مسلحة مجهولة، أثناء عودتها من ساحة التحرير.

#### ردود الفعل على حادثة اختطاف صبا المهداوي
- طالبت المفوضية العليا لحقوق الإنسان القوى الأمنية بتحري مصير الناشطة المدنية صبا المهداوي، وتكرر مطالباتها بالكشف عن مصير جميع الناشطين وإتخاذ الإجراءات الضرورية لحماية (المتظاهرين، الناشطين، المدونين، الإعلاميين والصحفيين) من عمليات الاختطاف المنظم التي يتعرضون لها في بغداد وباقي محافظات الوسط والجنوب.[692][693]
- علق رئيس حزب المنبر العراقي ونائب رئيس الجمهورية العراقية السابق إياد علاوي أنه «من المؤسف ألا نستمع لأي موقف رسمي إزاء ما جرى، الصامتون شركاء في جريمة اختطافها وهي التي كرست وقتها لإسعاف ومساعدة الجرحى والمصابين في ساحة التحرير».[694][695][696][697]
- أرسلت منظمة العفو الدولية رسالة عاجلة وجهتها لوزير الداخلية العراقي ياسين الياسري «إن الشرطة العراقية لم تبلغ أسرة المهداوي بأي معلومات عنها رغم مرور ستة أيام على اختطافها.» ودعت الحكومة العراقية إلى الكشف عن مصير الناشطة صبا المهداوي.[698]

## اغتيال الناشطين
اغتالت مجاميع مسلحة مجهولة مجموعة من الناشطين والداعمين للمظاهرات. كما موضح في القائمة:
| الاسم                | التاريخ              | المكان                              | الملاحظات |
| -------------------- | -------------------- | ----------------------------------- | --- |
| حسين عادل            | 2 تشرين الأول 2019   | البصرة                              | قتل مع زوجته سارة بعد اقتحام مجموعة من المسحلين منزله. |
| أمجد الدهامات        | 7 تشرين الثاني 2019  | ميسان                               | اغتيل بعد خروجه من منزل مدير شرطة العمارة في منطقة الشبانة. |
| عدنان رستم           | 16 تشرين الثاني 2019 | حي الحرية، بغداد                    | اغتيل برصاص مسلحين مجهولين. |
| أحمد جابر الياسري    | 22 تشرين الثاني 2019 | النجف                               | اغتاله مسلحين راكبين سيارات نوع تاهو عدد اثنان بعد عودته من ساحة الاعتصام. |
| أحمد كريم المالكي    | 28 تشرين الثاني 2019 | البصرة                              | بعد اغتيالهِ بالرصاص دهس بالسيارة. |
| حيدر اللامي          | 29 تشرين الثاني 2019 | ميسان                               | مسلحين مجهولين اغتالوا الناشط عند خروجه من ساحة التظاهر متوجها إلى بيته. |
| فاهم أبو كلل الطائي  | 8 كانون الأول 2019   | أمام فندق الأنصار، الباردوي، كربلاء | مسلحان مجهولان يستقلا دراجة نارية اغتالوا الناشط بسلاح كاتم بعد عودته من ساحة التحرير أمام فندق الأنصار في الساعة العاشرة مساءً.                                                      |
| علي نجم اللامي       | 10 كانون الأول 2019  | الشعب، بغداد                        | ناشط مدني، اغتيل بعد اختطافه أثناء عودته من ساحة التحرير إلى منزله في مدينة الكوت، عثر عليه مقتولاً في منطقة الشعب.                                                                   |
| علاء باشي الجيزاني   | 11 كانون الأول 2019  | الشعلة، بغداد                       | ناشط مدني، اغتيل في منطقة الشعلة بالرصاص. |
| محمد جاسم الدجيلي    | 15 كانون الأول2019   | شارع فلسطين، بغداد                  | ناشط مدني، توفي الأحد متأثرا بجراح أصيب بها ليل السبت بعد تعرضهِ لإطلاق نار من مسلحين مجهولين في شارع فلسطين.                                                                         |
| ثائر كريم الطيب      | 16 كانون الأول 2019  | الديوانية                           | ناشط مدني، توفي الناشط متأثراً بجراحه بعد إصابته بانفجار عبوة لاصقة انفجرت في السيارة التي يستقلها اسفرت عن إصابة بلغية بجسده يوم 16 كانون الأول وتوفي بعد 9 أيام يوم 25 كانون الأول. |
| رائد جابر            | 17 كانون الأول 2019  | مندلي، ديالى                        | ناشط مدني، اغتيل على يد مجهولين امام منزله في الحي العصري في ناحية مندلي في محافظة ديالى.                                                                                            |
| حسين علي العصمي      | 20 كانون الأول 2019  | الناصرية، محافظة ذي قار             | ناشط مدني، اغتيل على يد مجهولين |
| علي خالد الخفاجي     | 31 كانون الأول 2019  | الناصرية                            | ناشط مدني، اغتيال من قبل مسلحين مجهولين بالقرب من علوة المخضر السريع وسط مدينة الناصرية.                                                                                             |
| أحمد عبد الصمد       | 10 كانون الثاني 2020 | البصرة                              | صحفي وأعلامي وناشط مدني أغتيل من قبل مجهولون كانوا متوزعين على سيارة نوع (بيك أب) نيسان ودراجة نارية.                                                                                |
| صفاء غالي            | 10 كانون الثاني 2020 | البصرة                              | مصور وأعلامي أغتيل من قبل مجهولين مع الاعلامي (أحمد عبد الصمد) في البصرة. |
| حسن هادي             | 13 كانون الثاني 2020 | الناصرية                            | متظاهر، اغتيل في ناحية العكيكة بمدينة الناصرية من قبل مسلحين ملثمين يستقلون دراجة نارية وبسلاح كاتم للصوت.                                                                           |
| أحمد سعدون المرشدي   | 16 كانون الثاني 2020 | حي المهندسين، الحلة                 | ناشط مدني، اغتيل قرب منزلة في حي المهندسين وسط الحلة بالرصاص. |
| لؤي الحلفي           | 19 كانون الثاني 2020 | البصرة                              | ناشط مدني، اغتيل من قبل مسلحين مجهولين وسط البصرة. |
| عبد القدوس الحلفي    | 10 أذار 2020         | ميسان                               | ناشط مدني، أغتيل من قبل مسلحين مجهولين وسط مدينة العمارة |
| كرار عادل            | 10 أذار 2020         | ميسان                               | ناشط مدني، أغتيل من قبل مسلحين مجهولين وسط مدينة العمارة |
| ازهر الشمري          | 10 أيار 2020         | حي سومر، الناصرية                   | متظاهر وناشط مدني، اغتيل بالرصاص في حي سومر وسط مدينة الناصرية يوم السبت وتوفي في اليوم التالي بسبب عدد من الاطلاقات النارية التي اصابته في منطقة البطن.                             |
| ياسر كاظم            | 2 آب 2020            | بغداد                               | متظاهر، أغتيل بأربعة اطلاقات نارية من قبل مسلحين مجهولين قرب منزله بعد عودته من ساحة التحرير وتوفي في 17 آب 2020 متأثراً بجراحه.                                                      |
| تحسين أسامة الشحماني | 14 آب 2020           | الجنينة، البصرة                     | متظاهر وناشط مدني، اغتيل بأطلاق 20 رصاصة عليه من قبل مسلحين مجهولين. |
| ريهام يعقوب          | 19 آب 2020           | البصرة                              | وهي ناشطة مدنية نسوية ومسعفة اغتيلت في داخل سيارتها من قبل مسلحين مجهولين وتم اصابتها بثلاث عيارات نارية.                                                                            |
| صلاح العراقي         | 15 كانون الأول 2020  | بغداد                               | أحد قادة المظاهرات، إغتيل بأسلحة كاتمة للصوت قرب إحدى نقاط التفتيش الحكومية. |
| حيدر ياسر            | 6 كانون الثاني 2021  | ذي قار                              | وجدت جثته يوم 6/1/2021 في نهر في قضاء سوق الشيوخ في محافظة ذي قار |
| ايهاب جواد الوزني    | 8 إيار 2021          | كربلاء                              | ناشط بارز مناهض للحكومة العراقية، وقد تم اعتقال قائد في "الحشد" على خلفية اغتيال الوزني                                                                                              |

ونجاة عدد من الناشطين من محاولات الاغتيال بعد فشلها، كالناشط جواد الحريشاوي في محافظة ميسان، والناشط حسين المياحي في البصرة، والمتظاهر بطل كمال الاجسام مشتاق العزاوي في بغداد. والناشط ذو الفقار حبيب في البصرة. والناشط إيهاب الوزني في كربلاء. والناشط باسم الزبيدي في ميسان. والناشط مهند الكعبي في كربلاء. والناشط أحمد السويدي في الديوانية. والناشط علي المدني في الديوانية. والناشط والشاعر حسن نجم وهب في ميسان. والممثل الكوميدي أوس فاضل في بغداد والناشطة نهاوند تركي مع عائلتها في الناصرية. ونجا الناشطين عباس صبحي ولوديا ريمون في البصرة.

## انتهاكات حقوق الإنسان
في 4 تشرين الأول، نشرت منظمة مراسلون بلا حدود، تقريراً تضمن حالات قمع للصحفيين بالتزامن مع اندلاع حراك احتجاجي، وأدانت منظمة مراسلون بلا حدود ما تعتبره تعاملاً أمنياً غير مناسب وغير مبرر لعرقلة الحق في الإخبار. وأفادت أن في العاصمة بغداد، أصيب عدة مراسلين بجروح في مظاهرات ساحة التحرير يوم 1 تشرين الأول، وذلك أثناء محاولتهم تصوير عملية صد المتظاهرين بإطلاق الغاز المسيل للدموع. وفي 2 تشرين الأول، اعتُقل الصحفي أرشد الحاكم من قناة الرشيد الفضائية أثناء تغطيته لتظاهرة بساحة الطيران، وفي الوقت نفسه، أصدر مجلس محافظة الأنبار قراراً رسمياً بحظر أي نشاط إعلامي. وفي منطقة الديوانية جنوبي بغداد، منعت القوات الخاصة العراقية الصحفيين من العمل، حيث أظهر تسجيل مصور أعضاء هذه الوحدة وهم يعتقلون الصحفي زيد الفتلاوي (قناة دجلة) بعنف وينهالون عليه ضرباً بينما تُسمع أصوات تقول «إنه صحفي!»، علماً أن الفيديو ينتهي عندما يمد جندي يده لحجب الكاميرا، موجهاً أوامره بالتوقف عن التصوير.
في 9 تشرين الأول، نشرت منظمة مراسلون بلا حدود تقرير أدانت فيه الهجمات العنيفة التي تهدف بوضوح إلى إسكات الصحافة في العراق، إذ هاجم مسلحون عدة منشآت إعلامية في بغداد، وأفادت بإن اقتحم عدة ملثمين مدججين بالسلاح مكتب قناة العربية يوم 5 تشرين الأول في بغداد، حيث سجلت كاميرات المراقبة المشهد بأكمله: وشرع المقتحمون في سحب الكابلات من أجهزة الكمبيوتر وتخريب الشاشات وحجب الكاميرات. وفي اليوم الذي يليه، أقدم ملثمون مجهولون على إحراق مبنى قناة دجلة الفضائية بالعاصمة بغداد. وفور وقوع الحادث، أصدرت مؤسسة دجلة للإعلام التي تُدير القناة، بياناً تُدين فيه هذه الجريمة، وتعرض مقر قناة NRT في بغداد لهجوم ترتب عنه نهب وسلب وتوقف قسري للبث. وبعد فترة وجيزة من الانقطاع، وعدت القناة عبر صفحتها الرسمية على فيس بوك بعودة برامجها إلى وضعها الطبيعي. وأكدت قناة الغد إصابة أعضاء من طاقمها على أيدي مسلحين مجهولين، حيث نشت مقطع فيديو تُخبر فيه المذيعة أن ضيف القناة لم يتمكن من الوصول إلى الاستوديو بسبب الاشتباكات المُستمرة في محيط المنطقة حيث مقر المحطة التلفزيونية.
في يوم 11 تشرين الأول، 2019 صرحت هيومن رايتش ووتش أن قوات الأمن العراقية استخدمت القوة القاتلة المُفرطة وغير الضرورية ضد المتظاهرين الذين كانوا في بعض الأحيان يرمون الحجارة، وأدت إلى مقتل 105 شخص على الأقل، وإصابة أكثر من 4 آلاف شخص بجروح منذ 1 تشرين الأول 2019، ولاحقت قوات الأمن المتظاهرين خلال تفريقهم، وأطلقت النار عليهم ورشتهم بمدافع المياه الحارقة. وقالت سارة ليا ويتسن، المديرة التنفيذية لقسم الشرق الأوسط وشمال أفريقيا في هيومن رايتس ووتش ""تقول الحكومات العراقية، منذ أكثر من عقد، إنها ستحقق في الانتهاكات التي ترتكبها قوات الأمن لكنها لم تفعل ذلك. يتطلّب مقتل 105 متظاهر على الأقل تحقيقا شفافا ينتهي بنتائج علنية، وبمساءلة عن الانتهاكات".
22 تشرين الأول، 2019 أدان الأمين العام للامم المتحدة (أنطونيو غوتيريش) الجمعة «الانتهاكات الكبيرة» من قبل قوات الأمن لحقوق الإنسان خلال التظاهرات في العراق، دون تحديد كيفية معاقبتها.
وقال خلال لقاء مع الإعلام «نأسف للعدد الكبير من القتلى» مشيرا إلى تقرير أخير لبعثة الأمم المتحدة حول تصرف القوات العراقية خلال التظاهرات.
وأضاف «بحسب أولى استنتاجاتنا من المؤكد حصول انتهاكات كبيرة لحقوق الإنسان لا بد من إدانتها بشكل واضح» دون مزيد من التفاصيل.
وفي يوم 24 تشرين الأول، 2019 قالت هيومن رايتس ووتش أن الحكومة العراقية قد وعدت بإيقاف مسؤولين أمنيين كبار عن عملهم، وإجراءات إضافية محتملة بسبب ردهم الدموي على الاحتجاجات، وانتقدت عدم تناول التقرير لبعض من أخطر الانتهاكات التي ارتكُبت أثناء الاحتجاجات، والدور المزعوم لـ «قوات الحشد الشعبي» في قتل المُحتجين، وقالت مديرة قسم الشرق الأوسط في هيومن رايتس ووتش، سارة ليا ويتسن: «لأول مرة، يبدو أن الحكومة العراقية حققت في الانتهاكات واقترحت إجراءات محددة. مع ذلك، على الحكومة ليس توقيف المسؤولين فحسب، بل محاسبتهم أيضا، لا سيما القياديين، على الاستخدام غير المشروع للقوة القاتلة والاعتقالات التعسفية» وقالت هيومن رايتس ووتش أن على السلطات إحالة القادة المتورطين في الانتهاكات إلى القضاء. وانتقدت عدم تناول التقرير مسؤولية القيادة عن عمليات القتل المتعدة للمتظاهرين العزل. ولم يتناول التقرير أيضاً اقتحام عدة وسائل إعلام، أو الاعتداءات على الصحفيين، أو قرار الحكومة بإتخاذ الأجراء غير المناسب بحظر الإنترنت من يوم 2 تشرين الأول، إلى 8 تشرين الأول.
وأفاد شخص ما بأنه تلقى مكالمة بلا اسم في 6 تشرين الأول، وقيل له (نعرف ما الذي تفعله، أنت كنت تقود الاحتجاجات في 2011 و2013 و2015 و2018. انتظر دورك)، وأفاد صحفي في ألترا عراق، كان قد نشر مقاطع فيديو وصور من الاحتجاجات، أن شخصاً اتصل من رقم بلا اسم، وزجره قائلاً أن إلترا يجب أن تتوقف عن نشر هذه المواد. وقال الصحفي أن مسؤولاً أمنياً كان يعرفه اتصل به أيضاً وأخبره أن اسمه بالإضافة إلى أسماء عديد من موظفي ألترا عراق على قائمة المطلوبين وأنهم معرضون للاعتقال.
في يوم 27 تشرين الأول، 2019 قالت هيومن رايتس ووتش إن قوات الأمن العراقية أطلقت قنابل الغاز المسيل للدموع على الحشود، وقتلت ثمانية متظاهرين على الأقل خلال المظاهرات في 25 تشرين الأول، وعلى الرغم من أن القوات في بغداد امتنعت عن استخدام الذخيرة الحية، إلا أن محاولة المتظاهرين إحراق مقرات الحشد الشعبي في مظاهرات المدن الجنوبية دفعت قوات داخل هذه المباني إلى فتح النار وقتل المتظاهرين، وفي البصرة، دهست سيارة للشرطة حشداً من المتظاهرين ما أدى إلى أصابة بعضهم. وقالت سارة ليا ويتسن، مديرة قسم الشرق الأوسط في هيومن رايتس ووتش: «حتى في مواجهة الهجمات العنيفة من قبل المتظاهرين، قوات الأمن ملزمة بأن يقتصر ردها بشكل محدد جدا على ما هو متناسب مع الفعل وضروري لحفظ الأمن. ما رأيناه حتى الآن مرارا وتكرارا هو استخدام قوات الأمن القوة غير الضرورية، حتى بوجه المتظاهرين السلميين».وقال صحفي دول لهيومن رايتس ووتش كان حاضراً في مظاهرة بغداد يوم 25 تشرين الأول أنه لم يرَ المتظاهرين يلجؤون إلى العنف. وقال إنه رأى قوات أمن بالزي الأسود وقيل أنهم من شرطة مكافحة الشغب أو قوات الأمن التي تحمي الطريق إلى المنطقة الخضراء، وهي تطلق قنابل الغاز المسيل للدموع باستمرار من الساعة 10 صباحاً حتى مغادرته الساعة 4:30 بعد الظهر. وقال إن القوات أطلقت قنابل الغاز للمسيل الدموع أحياناً على المتظاهرين مباشرة، في محاولة منعهم اختراق المنطقة. وأضاف أنه شاهد في مناسبات عدة قوات الأمن وهي تطلق قنابل الغاز المسيل للدموع مع نقص واضح في التدريب على ما يبدو - لدرجة أن القنابل سقطت بعيداً عن المحتجين المستهدفين. ونُشِرَت مقاطع فيديو على وسائل التواصل الاجتماعي حوالي الساعة1 بعد الظهر أظهرت رجلاً أصيب فيما يبدو في رأسه بقنبلة غاز مسيل للدموع فقتل. قال أحد المتظاهرين لهيومن رايتس ووتش في بغداد أنه كان على بعد متر واحد من المحتج الذي قُتل في الفيديو وإنه رأى القوات تطلق القنابل على جموع الناس. وقال «كنا نحتج فقط، لم نلقِ أي شيء على شرطة مكافحة الشغب».وقالت هيومن رايتش أن أقوال المتظاهر والصحفي تطابقتا، إذ أنه على العكس من احتجاجات أوائل أكتوبر، لم تطلق قوات الأمن في بغداد الرصاص الحي على الحشود، ولكنها أطلقت الرصاص المطي والقنابل الصوتية، وأبلغت وسائل الإعلام عن خمس إصابات في الرأس نتيجة قنابل الغاز المسيل للدموع في تظاهرات بغداد يوم 26 تشرين الأول. وأفاد مراقب حقوقي تابع لمنظمة محلية لهيومن رايتس ووتش، أنه حضر مظاهرة في العمارة، حيث حاول المتظاهرون عند حوالي 3:30 بعد الظهر إضرام النار في مقر عصائب أهل الحق التابعة لـ الحشد الشعبي. وأفاد أن ستة رجال بثياب مدنية ظهروا على سطح المبنى مسلحين برشاشات كلاشينكوف، وقنابل يدوية، وبندقيات صيد، وفتحو النار على المتظاهرين الذين كانوا يحاولون الاقتراب. وفي الساعة الرابعة بعد الظهر، رأيتهم يصيبون رجلاً في رأسه أمام المقر. وأنه رأى 10 متظاهرين مصابين بطلق ناري ومجروحين أمام المقر، وأنه غادر المكان حوالي الساعة 6 بعد سماعه شائعات عن وصول المزيد من القوات المسلحة. وقالت ويتسن: «ليس مقبولا أن تطلق قنابل الغاز المسيل للدموع على الحشود مباشرة، بدلا من إطلاقها فوقهم. ينبغي ألا يموت أحد جراء قنابل الغاز المسيل للدموع».
في يوم 3 تشرين الأول، 2019 قالت منظمة العفو الدولية أنه يجب على الحكومة العراقية أن تأمر قوات الأمن على الفور بوقف استخدام القوة المُفرطة، بما في ذلك القوة المميتة ضد المُحتجين، والبدء في تحقيق، وأن يكون التحقيق مستقلاً ومحايداً تماماً. ودعت إلى إنهاء الحجب غير القانوني للإنترنت ووسائل التواصل الاجتماعي، ورفع حظر التجول التعسفي المفروض في العديد من المناطق، وسط الاحتجاجات، في جميع أنحاء البلاد، ضد البَطالة والفساد وضعف الخدمات العامة. وقالت لين معلوف مديرة البحوث للشرق الأوسط في منظمة العفو الدولية: «إنه لمن المشين أن تتعامل قوات الأمن العراقية مراراً وتكراراً مع المحتجين بهذه الوحشية باستخدام القوة المميتة، وغير الضرورية. ومن المهم أن تضمن السلطات إجراء تحقيق مستقل وحيادي بالكامل في استخدام قوات الأمن للقوة التي لا داعي لها أو المفرطة، مما أدى إلى الوفاة المأساوية للعديد من المحتجين، وإصابة عشرات آخرين بجروح. ويجب على الدولة أن تلتزم بمحاسبة المسؤولين عن ذلك. ويجب ألا تكون هذه حالة أخرى من الحالات التي تعلن فيها الحكومة عن إجراء تحقيق، أو تشكيل لجنة تحقيق لا تسفران عن أي نتائج».
في 9 تشرين الأول، 2019 أفادت منظمة العفو الدولية بورود تقاير تفيد باستهداف المحتجين المناهضية للحكومة على أيدي قناصة، وتعرضهم للنيران الحية، وتقوم السلطات بمضايقة وترهيب الناشطين والصحفيين السلميين، وقالت أنه يجب التحقيق بشكل صحيح في استخدام قوات الأمن العراقية المتزايد للقوة المفرطة والمميتة ضد المحتجين المعارضين للحكومة. وأفاد أحد المحتجين للمنظمة كيف أستهدف قناص مشتبه به محتجاً، ثم أطلق النار على آخرين حاولوا مساعدته. وقال "كان هناك شخص أصيب من قبل القناص. فهرع خمسة أشخاص نحوه للمساعدة، فأطلق النار عليهم جميعًا واحدًا تلو الآخر. كانت هناك جثث على طول الشارع. وأضاف قائلاً: "لقد أصيبوا جميعاً بطلقات في الرأس والصدر".وقال أحد المحتجين للمنظمة أن قوات الأمن منعت المحتجين الجرحى من الوصول إلى المستشفيات القريبة، واعتقلت أولئك الذين وصلوا إلى المستشفى ليلة 2 تشرين الأول. ووصف شهود من بغداد ما يعتقدون أنها نيران قناصة أطلقت على الاحتجاجات يوم 3 تشرين الأول و6 تشرين الأول. كما أبلغوا عن قيام رجال مُسلحين بإطلاق النار على المحتجين وقيادة السيارة نحوهم في محاولة واضحة لدهسهم. كما وصفوا أيضاً وجود قوات أمن في بغداد في منطقة الزعفرانية حاصروا المحتجين، وفتحوا عليهم النار بشكل متواصل. وأفاد ناشطون وصحفيون بأنهم تلقوا مكالمات هاتفية تهديدية، وتحذيرات غير مباشرة من قوات الأمن تطالبهم بإلتزام الصمت، وأن اسماءهم قد أضيفت إلى قائمة جمعتها أجهزة الاستخبارات بسبب دعم المحتجين. وقال أحد المحتجين من بغداد للمنظمة: "أي شخص استخدم هاتفه لإجراء مكالمة أو التقاط أو نشر صور للانتهاكات أثناء الاحتجاجات فهو عرضة للخطر".
وفي يوم 10 تشرين الأول، أصدرت منظمة العفو الدولية بيان تضمن مطالبة منظمات حقوق الإنسان الدولية والإقليمية والعراقية الموقعة السلطات بالعراق بالالتزام الفوري بوعودها بوضع حدٍ لأعمال الانتقام العنيفة ضد حركة الاحتجاج الشعبية في جميع أنحاء البلاد، والتي خلفت أكثر من 100 قتيل والآلاف من الجرحى ومئات المعتقلين. ودعت المنظمات الدولة العراقية إلى ضمان احترام حقوق العراقيين في حرية التعبيير والتجمع من خلال ضمان عدم وقوع المزيد من الهجوم على الاحتجاجات أو المكاتب الإعلامية، وبذل كل الجهد للتحقيق في الاستخدام المفرط للقوة، ودعت مجلس حقوق الإنسان التابع للأمم المتحدة إلى إجراء مناقشة عاجلة أو جلسة خاصة لمعاجلة أزمة الحقوق في العراق.
وفي يوم 18 تشرين الأول، 2019 قالت منظمة العفو الدولية، إنه يجب على السلطات العراقية أن تضع حداً فوراً للحملة المتواصلة من الترهيب والاعتداء على النشطاء في بغداد، وأن تكشف عن أماكن وجود آخرين، ومن بينهم طبيب ومحام اختفوا قسراً قبل ما يزيد عن 10 أيام. وقالت لين معلوف، مديرة البحوث للشرق الأوسط في منظمة العفو الدولية: "كل من يعبر عن المعارضة في العراق اليوم يواجه استجوابًا تحت تهديد السلاح، والتهديد بالقتل والاختفاء القسري. وقد وعدت السلطات العراقية بفتح تحقيق في مقتل المحتجين. لقد مر أكثر من أسبوع الآن على هدوء الاحتجاجات، ولم يجر مثل هذا التحقيق؛ بل ما نراه هو استمرار للنهج نفسه - نهج القمع بتكلفة مروعة للشعب العراقي.
وفي يوم 29 تشرين الأول، قالت منظمة العفو الدولية أن قوات الأمن العراقية لجأت مرة أخرى إلى القوة المميتة غير المشروعة والمفرقطة لتفريق حشود من المحتجين السلميين إلى حد كبير في مدينة كربلاء، بعد أن وردت أنباء عن مقتل ما لايقل عن 14 محتجاً، وإصابة أكثر من 100 آخرين. وتشير الأدلة التي جُمعت من شهود العيان، ومقاطع الفيديو الموقة التي حُدّدت مواقعها الجغرافية، إلى أن قوات الأمن العراقية وشرطة مكافحة الشغب أطلقت النار باستخدام الذخيرة الحية، وكذلك الغاز المسيل للدموع، ولاحقت محتجين سلميين معتصمين عند دوار التربية. كما قال الشهود أن قوات الأمن حاولت دهسهم بالسيارات. وقالت لين معلوف، مديرة البحوث للشرق الأوسط في منظمة العفو الدولية، في المشاهد المروعة من كربلاء الليلة الماضية، أطلقت القوات العراقية النار الحي على المحتجين السلميين، ولجأت إلى القوة المفرطة والمميتة في كثير من الأحيان لتفريقهم بطريقة متهورة، وغير مشروعة على الإطلاق. إن هذه المشاهد تثير صدمة كبيرة لأنها تأتي على الرغم من تأكيدات السلطات العراقية بأنه لن يكون هناك تكرار للعنف الشديد الذي مورس ضد المتظاهرين خلال الاحتجاجات في وقت سابق من هذا الشهر.

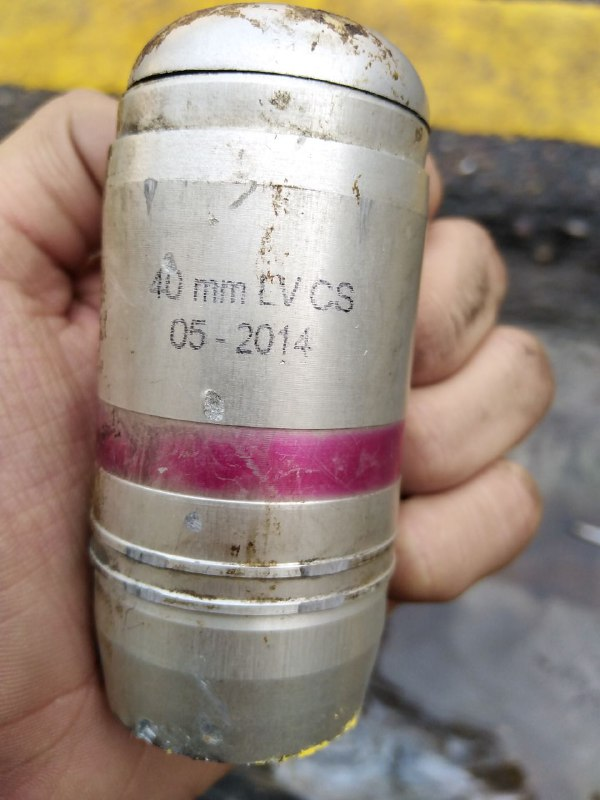
قنبلة مسيلة للدموع بلغارية الصنع، من نوع 40 ملم إل في سي إس (LV CS) الذي وُثِقَ استخدامه في بغداد من قبل قوات مكافحة الشغب. ويبدوا على القنبلة أنها منتهية الصلاحية من تاريخ مايو 2014.

في 31 تشرين الأول حثت منظمة العفو الدولية السلطات العراقية على ضمان أن تتوقف شرطة مكافحة الشغب وقوات الأمن الأخرى في بغداد على الفور عن استخدام نوعين من القنابل المسيلة للدموع، لم يسبق استخدامها من قبل، لقتل المحتجين بدلاً من تفريقهم؛ وذلك بعد أن خلصت تحقيقاتها إلى أنهما تسببا في وفاة ما لا يقل عن خمسة محتجين خلال خمسة أيام. وقد أجرت المنظمة مقابلات، عن طريق الهاتف والبريد الإلكتروني، مع العديد من شهود العيان، واطلعت على السجلات الطبية، واستشارات المهنيين الطبيين في بغداد، فضلاً عن أخصائي في الطب الشرعي مستقل، حول الإصابات المروعة التي سببتها هذه القنابل منذ 25 أكتوبر. وقام فريق التحليل الرقمي التابع للمنظمة، بتحديد الموقع الجغرافي وتحليل أدلة في مقاطع الفيديو، صورت بالقرب من ساحة التحرير ببغداد، توثق الوفيات والإصابات - بما في ذلك اللحم المتفحم، والجروح التي انبعث منها «الدخان». وحدد خبير المنظمة العسكري أنواع قنابل الغاز المسيل للدموع المستخدمة كنوعين مختلفين من بلغاريا وصربيا المصممة على غرار القنابل العسكرية، ويبلغ وزنها 10 أضعاف ثقل عبوات الغاز المسيل للدموع، مما أدى إلى إصابات مروعة، ووفاة عندما اطلقت مباشرة على المحتجين. وقالت لين معلوف، مديرة البحوث للشرق الأوسط في منظمة العفو الدولية: «تشير جميع الأدلة إلى قيام قوات الأمن العراقية باستخدام هذه القنابل العسكرية ضد المحتجين في بغداد، مستهدفة، على ما يبدو، رؤوسهم أو جسدهم من مسافة قريبة وبصورة مباشرة. وكان لهذا نتائج مدمرة، في حالات متعددة اخترقت جماجم الضحايا، مما أدى إلى جروح مروعة وموت بعد أن تنغرس القنابل داخل رؤوسهم».
وهناك نموذجان من القنابل هما المسؤولان عن هذه الإصابات: 40 ملم من طراز إم 99 إس (M99s) الصربي، الذي صنعته شركة بلقان نوفوتيك، وقنابل 40 ملم من نوع إل في سي إس (LV CS)، من المحتمل أن تكون من تصنيع شركة أرسنال - Arsenal البلغارية. وعلى عكس معظم قنابل الغاز المسيل للدموع التي تستخدمها قوات الشرطة في جميع أنحاء العالم، صُمم هذين النوعين على غرار القنابل العسكرية الهجومية المصممة للقتال. وقد وجد بحث أجرته منظمة العفوا الدولية أنه نظراً لوزنها وتركيبها، فإنها أكثر خطورة بكثير على المحتجين. وتزن قنابل الغاز المسيل للدموع المسيلة للدموع النموذجية المستخدمة من قبل الشرطة والتي يبلغ قطرها 37 ملم، ما بين 25 و50 غراماً، وتتكون من عدة عبوات أصغر تنفصل وتنتشر على مساحة ما. بينما القنابل العسكرية الصربية والبلغارية المستخدمة من قبل العسكر والتي يبلغ قطرها 40 ملم، والموثق استخدامها في بغداد، تتألف من سبيكة ثقيلة واحدة، وهي أثقل وزناً ما بين 5 و10 أضعاف، وتزن 220 إلى 250 غراماً. وقال برايان كاستنر، كبير مستشاري برنامج الأزمات بشأن الأسلحة والعمليات العسكرية في منظمة العفو الدولية: «حيث يتم إطلاق كل من قنابل الشرطة والقنابل العسكرية بسرعة اندفاع مماثلة، يعني ذلك أنها تسير في الهواء بنفس السرعة، فالقنابل التي تزن 10 أضعاف القنابل الأخرى تصل قوتها 10 أضعاف عندما ترتطم بأحد المحتجين، ولهذا تسببت في مثل هذه الإصابات المروعة.»
في 9 تشرين الثاني، قالت منظمة العفو الدولية، بعد مقابلات هاتفية مع شهود عيان، أنه يجب على السلطات العراقية كبح جماح قوات الأمن فوراً، بعد مقتل ستة محتجين على الأقل، وقالت هبة مرايف، مديرة المكتب الإقليمي للشرق الأوسط وشمال أفريقيا في منظمة العفو الدولية: "لقد شهدت بغداد والبصرة المزيد من الأيام الدامية باستخدام القوة المفرطة ضد المحتجين. يجب على السلطات العراقية أن تأمر فوراً بوضع حد لهذا الاستخدام غير القانوني بلا هوادة للقوة المميتة. فهناك الآن ما لا يقل عن 264 حالة وفاة للمحتجين، في جميع أنحاء البلاد منذ فترة تزيد قليلاً عن شهر. فقد تحول الأمر إلى مجرد حمام دم - فكل وعود الحكومة بالإصلاحات أو التحقيقات لا قيمة لها، بينما تواصل قوات الأمن إطلاق النار وقتل المحتجين. و"إن على حكومة العراق واجب حماية حق شعبها في الحياة، فضلاً عن حرية التجمع والتعبير عن آرائهم. ويجب أن يتوقف حمام الدم هذا فوراً، كما يجب تقديم المسؤولين عن ذلك إلى العدالة".
في 4 تشرين الثاني، قالت هيومن رايتس ووتش أن سلطات محافظة الأنبار العراقية تقمع حق السكان المحليين في إظهار دعمهم للمظاهرات في أماكن أخرى من البلاد. إذ اعتقلت رجلين لمجرد نشرهما رسالة تضامنية على فيس بوك، واستجوبت ثالثاً، وأجبرت رابعاً على الاختباء. قالت سارة ليا ويتسن، مديرة قسم الشرق الأوسط في هيومن رايتس ووتش: «على الرغم من سنوات الصراع المرير، شعر الكثير من العراقيين بالحرية في التحدث عن القضايا السياسية. لكن هذه الحالات تمثل تغييرا مقلقا بالمقارنة بين تصريحات هؤلاء الرجال السياسية السلمية تماما، وبين الاستجابة غير المتناسبة على الإطلاق من قبل سلطات الأنبار». وأفاد أقارب رجلين احتجزتهما قوات الأمن لهيومن رايتس ووتش، بعد أن نشرا رسائل تضامن مع المظاهرات، مفادها أن على الطلاب والموظفين الحكوميين في المحافظات الأخرى إعلان الاضراب لدعم زملائهم العراقيين المشاركين في المظاهرات في أماكن أخرى من البلاد. وقال ابن عمه أنه بعد حوالي ساعة ونصف، وصل عناصر مكافحة الإرهاب إلى منزل محمود واحتجزوه، وأخبروا أسرته أنهم يعتقلونه بسبب منشوره على فيس بوك والذي اعتبروه مُحرضاً للناس على التظاهر. وحالة ثانية تمثلت لرجل عمره 25 عام، أضاف إطاراً لصورة حسابه على موقع فيس بوك مساء 26 تشرين الأول لإظهار التضامن مع المظاهرات. وبعد أربع ساعات، وصلت خمس سيارات شرطة إلى منزلهِ ثم اعتقلوه، وقال قريبه «ضربوه واتهموه بالتحريض على الاحتجاجات، ثم كبّلوه ووضعوه في إحدى سياراتهم». وفي حالة ثالثة تمثلت بنشر شخص دعماً للإضراب وتضامناً مع الاحتجاجات على موقع فيس بوك، واستجوب العديد من عناصر الأمن زملاءه عنه ثم استجوبوه وسمحوا له بالرحيل لاحقاً. وفي حالة رابعة وضع شخص عدة منشورات على موقع الفيس بوك دعماً لحركة الاحتجاج. وفي 26 تشرين الأول اتصل به أحد الأصدقاء وهو شرطي، وقال إن الشرطة أصدرت أمر اعتقال باسمه بسبب منشوراته. فقام بالهرب من منزله.
في 8 تشرين الثاني قالت هيومن رايتس ووتش، أن قوات الأمن أطلقت الغاز المسيل للدموع مباشرةً على المتظاهرين في بغداد، في عدة مناسبات منذ استئناف المظاهرات في 25 تشرين الأول، وأسفر عن مقتل 16 شخصاً على الأقل.
وقالت هيومن رايتس ووتش يوم 11 تشرين الثاني، أن على الأمم المتحدة أن تُركز على مقتل المتظاهرين لدى مراجعة سجل العراق الحقوقي، وأن على حلفاء العراق إدانة القمع القاتل من قبل قوات الأمن.

### قطع خدمة الإنترنت
في يوم 5 تشرين الثاني، قطعت حكومة العراق خدمة شبكة الإنترنت، وفي تصريح لرئيس الوزراء العراقي عادل عبد المهدي ذكر أن إغلاق الطرق وتعطيل المنشآت يكلف الدولة مليارات الدولارات، ولقد ردت المنظمة غير الحكومية، نت بلوكس أن قلة العمالة أو أنخفاض الإنتاجية ليس هو الذي يكلف البلد الخسارة الأكبر، بل قطع الحكومة لخدمة الإنترنت هو الأكثر خسارة، وقد كلف قطع شبكة الإنترنت خسارة للاقتصاد العراقي تُقدر بأكثر من مليار دولار. وبرر رئيس الوزراء العراقي قطعه للإنترنت، بسبب استغلال الإنترنت لبث الكراهية والعنف والإرهاب. وقد أقرت منظمة الأمم المتحدة بأن خدمة الإنترنت هو حق من حقوق الإنسان، وأن قطع خدمة الإنترنت عن المُشتركين يعد انتهاكاً للقانون الدولي لحقوق الإنسان. أرسل ائتلاف مقاومة حجب الإنترنت، رسالة رسمية لوزارة الاتصالات العراقية حول إبقاء خدمة الإنترنت مفتوحةً وآمنةً في العراق، وكان بالنيابة عن أكثر من 200 مؤسسة من أكثر من 70 دولة، والتي شكلت التحالف، تناشده بضرورة ترك خدمة الإنترنت مفتوحة.

### التحقيق
كشف مصدر دبلوماسي عراقي، أن وفداً دولياً من منظمة الأمم المتحدة سيزور أوكرانيا وصربيا لأجل التحقيق في موضوع قنابل الغاز المُباعة للعراق، وقالت منظمة الأمم المتحدة، أنّ المواد الكيماوية التي تحتويها هذه القنابل قاتلة وتضرب أعصاب الدماغ بمجرد استنشاقها.

## الثورة في الأغاني والمسرح

مسرحيون عراقيون أقاموا مسرحاً للتمثيل في خيمة في ساحة التحرير

نشرت المطربة العراقية رحمة رياض أغنية وطنية بعنوان «نازل آخذ حقي» وهو الشعار الذي رفعه المتظاهرون في المظاهرات للمطالبة بحقوقهم، وتعد أول مُطربة نشرت أغنية تضامنية للمظاهرات.
وطرح حسام الرسام أغنية جديدة لمساندة التظاهرات بعنوان أبو «التكتك أبو الغيرة»، للإشادة بدور العربة الصغيرة في نقل جرحى المظاهرات، وتزويد المحتجين بالأغذية والأدوية. وأصدر كاظم الساهر أغنية وطنية بعنوان «إلى متى». وأصدر حاتم العراقي وقصي حاتم أغنية بعنوان «صوت العراقي». وطرح سيف نبيل أغنية بعنوان «سلمية» تضامناً مع التظاهرات،
وأهدت منظمة مجاهدي خلق الإيرانية المُعارضة أغنية إلى الشعب العراقي لدعم مظاهراته بعنوان «سيف فليشهر».
وأطلقت الفنانة العراقية شذى حسون فيديو كليب، بعنوان «ابن هذا الوطن». واشتهرت أغنية «ذيل أعوج» من برنامج أحمد البشير، وذُكرَ أن المتظاهر محمد حسين حُطمت أسنانه بأيدي موالين لمقتدى الصدر وفقاً لقول بعض المتظاهرين بسبب رؤيته وهو يغني هذه الأغنية قرب ساحة التحرير.

## إحصاءات
| احصاءات المظاهرات في العراق (للفترة من 1 أكتوبر حتى 31 ديسمبر) | احصاءات المظاهرات في العراق (للفترة من 1 أكتوبر حتى 31 ديسمبر) | احصاءات المظاهرات في العراق (للفترة من 1 أكتوبر حتى 31 ديسمبر) | احصاءات المظاهرات في العراق (للفترة من 1 أكتوبر حتى 31 ديسمبر) |
| المحافظة                                                       | القتلى                                                         | الجرحى                                                         | المعتقلين                                                      |
| -------------------------------------------------------------- | -------------------------------------------------------------- | -------------------------------------------------------------- | -------------------------------------------------------------- |
| بغداد                                                          | 394                                                            | 18,728                                                         | 1,088                                                          |
| ذي قار                                                         | 105                                                            | 1,721                                                          | 526                                                            |
| البصرة                                                         | 51                                                             | 1,079                                                          | 267                                                            |
| النجف                                                          | 42                                                             | 401                                                            | 122                                                            |
| ميسان                                                          | 26                                                             | 234                                                            | 11                                                             |
| الديوانية                                                      | 24                                                             | 422                                                            | 132                                                            |
| كربلاء                                                         | 13                                                             | 1,053                                                          | 357                                                            |
| بابل                                                           | 8                                                              | 232                                                            | 158                                                            |
| واسط                                                           | 4                                                              | 294                                                            | 115                                                            |
| المثنى                                                         | 1                                                              | 323                                                            | 12                                                             |
| ديالى                                                          | 1                                                              | 1                                                              | 13                                                             |
| الأنبار                                                        | -                                                              | -                                                              | 4                                                              |
| صلاح الدين                                                     | -                                                              | -                                                              | 1                                                              |
| المجموع                                                        | 669                                                            | 24,488                                                         | 2,806                                                          |

### أبرز الشهداء
| الاسم                  | تاريخ الاستشهاد      | مكان الاستشهاد          | ملاحظة                                                          |
| ---------------------- | -------------------- | ----------------------- | --------------------------------------------------------------- |
| ياسر علي شمر           | 2 تشرين الأول 2019   | ساحة التحرير            | خريج هندسة.                                                     |
| رسول التميمي (غلوبي)   | 4 تشرين الأول 2019   | ساحة التحرير            | [ 764 ]                                                         |
| صفاء السراي (ابن ثنوه) | 28 تشرين الأول 2019  | ساحة التحرير            | ناشط مدني.                                                      |
| حسين أحمد الدراجي      | 3 تشرين الثاني 2019  | جسر الجمهورية           | قتل بقنبلة صوتية في الرأس.                                      |
| أحمد هيثم سمير         | 21 تشرين الثاني 2019 | شارع الرشيد-حافظ القاضي | مسعف طبي.                                                       |
| منير علي               | 23 تشرين الثاني 2019 | شارع الرشيد-حافظ القاضي | [ 770 ]                                                         |
| عمر سعدون الخفاجي      | 28 تشرين الثاني 2019 | الناصرية                | طالب كلية اعلام.                                                |
| أحمد المهنه            | 6 ديسمبر 2019        | ساحة الخلاني            | مصور فوتوغرافي ومشارك مع الحشد الشعبي في معارك التحرير من داعش. |

## ردود الفعل

### الداخلية
- دعا رجل الدين الشيعي وزعيم تحالف سائرون مقتدى الصدر إلى حقن الدماء وطالب بإستقالة حكومة عادل عبد المهدي وإجراء إنتخابات مبكرة.[774]
- استنكر رجل الدين الشيعي وزعيم تيار الحكمة الوطني عمار الحكيم العنف المفرط ضد المتظاهرين ودعا إلى عقد جلسة نيابية لبحث مطالب المتظاهرين.[775]
- دعا رئيس الوزراء العراقي السابق وزعيم إئتلاف النصر حيدر العبادي إلى إجراء انتخابات مبكرة وتشكيل حكومة دستورية مؤقتة في تدوينة لهُ على موقع الفيسبوك، وقال العبادي في رسالة مفتوحة وجهها للشعب والقوى السياسية، إنه «لضمان عدم انسداد الأفق أمام الإصلاحات التي يطالب بها الشعب، تتم الدعوة لانتخابات مبكرة لتشكيل حكومة دستورية شرعية قادرة على القيام بمهامها الوطنية بسقف زمني لا يتجاوز 2020».[776]
- حذر رئيس الوزراء الأسبق وزعيم ائتلاف دولة القانون نوري المالكي من تحريف المظاهرات ودعا للتعاون مع القوات الأمنية.[777]
- طالب رئيس وزراء الأسبق وائتلاف الوطنية أياد علاوي بتنفيد مطالب المتظاهرين ودعا لاطلاق سراح المعتقلين في هذه التظاهرات وتعويض الضحايا، وتخصيص رواتب للعاطلين عن العمل.[778]
- ندد القيادي في الحشد الشعبي وزعيم كتلة صادقون قيس الخزعلي بهذه التظاهرات، محذراً من وجود أيادي خلفية ورائها.[779]
- نبه رئيس حكومة اقليم كردستان مسرور بارزاني إلى حق التظاهر السلمي، ومحذراً أن تصعيد الاوضاع في البلد والمنطقة ليس من صالح أحد.[780]
- تزامنا مع تجدد التظاهرات في مساء الخميس، 24 أكتوبر 2019 أصدر رئيس الوزراء العراقي عادل عبد المهدي قرارا يقضي بإعادة جميع الموظفين المفسوخة عقودهم في وزارة الدفاع والداخلية ومكافحة الإرهاب والحشد الشعبي.

### الخارجية
- عبر المتحدث باسم الأمم المتحدة ستيفان دوجاريك عن قلقه من الاوضاع الجارية في العراق، ودعا الجميع إلى الحوار والقوات الأمنية إلى ضبط النفس.[781]
- ذكرت السفارة الأمريكية في العراق أنها تراقب الأوضاع عن كثب في هذه الاحتجاجات، وذكرت أن التظاهر السلمي هو حق أساسي في جميع الأنظمة الديمقراطية ولكن لا مجال للعنف في التظاهرات من قبل أي طرف.[782] في 1 نوفمبر، أصدرت الولايات المتحدة بياناً صحفياً طالبت فيه الحكومة بالاستماع إلى مطالب المتظاهرين المشروعة الذين نزلوا الشوارع لتُسمع أصواتهم. وشددت على أنها منذ البداية نادت كل الأطراف لنبذ العنف.[783] وأصدرت الولايات المتحدة في يوم 6 نوفمبر بياناً حول العنف المستمر في العراق، قالت أنها مهتمة وبشدة بدعم عراقٍ آمنٍ ومزدهرٍ وقادرٍ على الدفاع عن شعبه ضد المجامين العنيفة المتطرفة وردع أولئك الذين يقوضون سيادته وديمقراطيته. وأن لا مستقبل للعراق بقمع إرادة شعبه، وشجبت قتل وخطف المحتجين العزّل وتهديد حرية التعبير ودوامة العنف الدائر.[784] وأصدرت الولايات المتحدة في 10 نوفمبر، بيان من المكتب الصحفي للبيت الأبيض، وعبرت عن قلق بالغ من استمرار الهجمات ضد المتظاهرين والناشطيين المدنيين والإعلام، فضلاً عن القيود المفروضة على امكانية استخدام الإنترنت في العراق. وأن العراقيون لن يقفوا مكتوفي الأيدي بينما يقوم النظام الإيراني باستنزافِ مواردهم واستخدام الجماعات المُسلحة والحلفاء السياسيين لمنعهم من التعبير عن آرائهم بسلمية. على الرغم من استهدافهم بالعنف المميت وحرمانهم من استخدام الإنترنت، وانضمت الولايات المتحدة إلى بعثة يونامي في دعوة الحكومة العراقية إلى وقف العنف ضد المتظاهرين والوفاء بوعد رئيس الجمهورية برهم صالح بتمرير الإصلاح الانتخابي وإجراء انتخابات مُبكرة، ودعت المجتمع الدولي إلى الانضمام إلينا في دعم مستقبل أفضل للشعب العراقي.[785]
- حثت وزارة الخارجية الإيرانية مواطنيها إلى تأخير زيارتهم لأربعينية الحسين للعراق، وذكرت الخارجية أن طهران على ثقة من أن الحكومة العراقية ستعمل إلى جانب الأحزاب والشخصيات السياسية والمرجعية الدينية والزعماء الدينيين لتهدئة الأجواء المشتعلة في المدن العراقية ولن تسمح لبعض الحركات بإلحاق الضرر بالشعب العراقي وإساءة معاملة الأجانب الوافدين إلى العراق". وقامت السلطات الإيرانية بإغلاق معبري خسروي وجذابة الحدودين لتردي الأوضاع الأمنية في العراق.[786]
- تركيا: عبرت وزارة الخارجية التُركية في بيان صحفي عن حزنها العميق إزاء العدد الكبير من الوفيات والإصابات خلال الاحتجاجات التي نُظمت في بغداد والمحافظات الجنوبية.[787]
- في 8 نوفمبر، 2019 ندد الاتحاد الأوروبي باللجوء إلى القوة المفرطة ضد المتظاهريين السلميين في العراق، وأصدرت فدريكا موغريني، مّذكرة بالتوافق مع الحكومات الأوروبية نددت فيها باللجوء إلى السلاح ضد المتظاهرين مُعتبرة أن هذا الأمر ينال من حق هؤلاء في التظاهر بطرق سلمية، وشددت على ضرورة أن يحاسب جميع الأشخاص المسؤولين عن هذا التجاوزات الخطيرة.[788] وفي 13 نوفمبر، طالب الاتحاد الأوروبي الحكومة العراقية بإتخاذ خطوات جدية وإصلاح ملموس بناءً على اقتراح بعثة الأمم المتحدة في العراق، وإلى انهاء العنف والتخويف ومساءلة من تسبب به، وإطلاق حوار وطني شامل.[789]
- : دعت جامعة الدول العربية الحكومة العراقية إلى القيام بكل ما من شأنه تهدئة الوضع والبدء الفوري بحوار جدي وحقيقي يفضي إلى إزالة الأسباب التي دعت إلى التظاهر.[790]
- أعربت الحكومة الكندية من خلال بيان للسياسة الخارجية الكندية في 17 نوفمبر 2019 عن قلقها ازاء العنف المتواصل الذي يسبب حالات قتل متزايدة في تظاهرات العراق، مؤكدة دعم الحكومية الكندية لحق التظاهر السلمي وحرية الصحافة.[791]

## تعويض الضحايا

وفد من ضحايا تشرين مع مصطفى الكاظمي يوم 8 أيلول 2021

أعلن مجلسُ الوزراء في يوم 21 آب سنة 2020 عن قرارات لتعويض وفيات وجرحى تظاهرات تشرين، منها إرسال الحالات الصحية الحرجة إلى العلاج في الخارج ومنح مالية تتراوح بين مليونين ونصف مليون دينار إلى 5 ملايين دينار عراقي، وفي يوم 8 أيلول سنة 2021، استقبل مصطفى الكاظمي وفداً من ضحايا متظاهري تشرين، وأعلن لهم أنه كان قد سعى سنة كاملةً لتخصيص تعويضات لضحايا تشرين، وعُرض الأمر على مجلس النواب العراقي فرفض المجلس تعويضهم.